# Bahnstrecke Belgrad–Bar
| Bahnstrecke Belgrad Bar, Haltestellen nicht dargestellt | |                                                |                                                |
| Streckennummer: | 108 (ŽS) |                                                |                                                |
| Kursbuchstrecke: | 50 (ŽS) |                                                |                                                |
| Streckenlänge: | 476,059 km |                                                |                                                |
| Spurweite: | 1435 mm (Normalspur) |                                                |                                                |
| Streckenklasse: | D4 |                                                |                                                |
| Stromsystem: | 25 kV, 50 Hz ~ |                                                |                                                |
| Maximale Neigung: | 25 ‰ |                                                |                                                |
| Minimaler Radius: | 300 m |                                                |                                                |
| Streckengeschwindigkeit: | Serbien: einzelne Abschnitte: 100 km/h viele Abschnitte: 50 km/h Montenegro: Grenze Montenegro–Kolašin: 80 km/h Kolašin–Bratonožići: 50 km/h Bratonožići–Podgorica: 60 km/h Podgorica–Bar: 70 km/h |                                                |                                                |
| | |                                                |                                                |
| \| \| 0,000 \| Београд / Beograd (bis 2018) \| Београд / Beograd (bis 2018) \| \| \| \| nach Šid (bis 2018) \| \| \| \| \| von Šid \| \| \| \| (0,000) \| Београд Центар / Beograd Centar \| 97 m. i. J. \| \| \| \| Dedinje-Tunnel (3086 m) \| \| \| \| \| nach Vršac \| \| \| \| (1,337) \| Распутница Дедиње / Rasputnica Dedinje \| Распутница Дедиње / Rasputnica Dedinje \| \| \| \| von Vršac (bis 2018) \| \| \| \| 5,116 \| Топчидер / Topčider (bis 2021) \| Топчидер / Topčider (bis 2021) \| \| \| 6,421 \| Топчидер теретна / Topčider teretna \| Топчидер теретна / Topčider teretna \| \| \| \| \| \| \| \| (4,416)6,795 \| Распутница Г / Rasputnica G \| Распутница Г / Rasputnica G \| \| \| 8,533 \| Раковица / Rakovica \| 91 m. i. J. \| \| \| \| nach Velika Plana \| \| \| \| \| nach Beograd Ranžirna \| \| \| \| 10,700 \| Кнежевац / Kneževac \| Кнежевац / Kneževac \| \| \| \| von Beograd Ranžirna \| \| \| \| 10,880 \| Распутница А / Rasputnica A \| Распутница А / Rasputnica A \| \| \| 11,729 \| Кијево / Kijevo \| Кијево / Kijevo \| \| \| \| Kijevo-Tunnel II (181 m) \| \| \| \| \| (Autoput A1) \| \| \| \| \| von Beograd Ranžirna \| \| \| \| 14,0590,425 \| Ресник / Resnik \| 105 m. i. J. \| \| \| \| nach Preševo \| \| \| \| \| Tunnel Nr. 1 (89 m) \| \| \| \| \| Tunnel Nr. 2 (35 m) \| \| \| \| \| Tunnel Nr. 3 (178 m) \| \| \| \| \| Tunnel Nr. 4 (202 m) \| \| \| \| 7,637 \| Бела Река / Bela Reka \| 173 m. i. J. \| \| \| \| Bela-Reka-Tunnel (3816 m) \| \| \| \| 12,205 \| Ненадовац / Nenadovac \| Ненадовац / Nenadovac \| \| \| 15,708 \| Барајево / Barajevo \| 153 m. i. J. \| \| \| 17,900 \| Барајево Центар / Barajevo Centar \| Барајево Центар / Barajevo Centar \| \| \| 23,094 \| Велики Борак / Veliki Borak \| 112 m. i. J. \| \| \| 27,738 \| Лесковац Колубарски / Leskovac Kolubarski \| Лесковац Колубарски / Leskovac Kolubarski \| \| \| 30,627 \| Степојевац / Stepojevac \| 95 m. i. J. \| \| \| \| Anschluss Kraftwerke Nikola Tesla \| \| \| \| \| Anschluss Kraftwerk Kolubara A \| \| \| \| 37,262 \| Вреоци / Vreoci \| 93 m. i. J. \| \| \| \| Anschluss Kohlengrube Kolubara \| \| \| \| 45,386 \| Лазаревац / Lazarevac \| 105 m. i. J. \| \| \| 52,600 \| Лајковац / Lajkovac \| 112 m. i. J. \| \| \| \| (Autoput A2) \| \| \| \| 58,982 \| Словац / Slovac \| 124 m. i. J. \| \| \| 63,900 \| Млађево / Mlađevo \| Млађево / Mlađevo \| \| \| 67,154 \| Дивци / Divci \| 146 m. i. J. \| \| \| 69,243 \| Лукавац Колубарски / Lukavac Kolubarski \| Лукавац Колубарски / Lukavac Kolubarski \| \| \| 73,700 \| Иверак / Iverak \| Иверак / Iverak \| \| \| 77,724 \| Ваљево / Valjevo \| 176 m. i. J. \| \| \| \| Tunnel Nr. 6 (259 m) \| \| \| \| \| Lipak-Tunnel (117 m) \| \| \| \| \| Aničići-Tunnel (201 m) \| \| \| \| \| Orloviva-Tunnel (122 m) \| \| \| \| \| Selište-Tunnel (132 m) \| \| \| \| \| Tunnel Nr. 11 (121 m) \| \| \| \| \| Vrataoci-Tunnel (206 m) \| \| \| \| 84,570 \| Ваљевски Градац / Valjevski Gradac \| 271 m. i. J. \| \| \| \| Tunnel Nr. 13 (84 m) \| \| \| \| \| Prokleta-Jerina-Tunnel (330 m) \| \| \| \| \| Cebovina-Tunnel (236 m) \| \| \| \| \| Jelenac-Tunnel (289 m) \| \| \| \| \| Tunnel Nr. 17 (186 m) \| \| \| \| \| Tunnel Sirski Do (406 m) \| \| \| \| \| Tunnel Nr. 19 (95 m) \| \| \| \| \| Tunnel Nr. 20 (122 m) \| \| \| \| \| Tunnel Nr. 21 (60 m) \| \| \| \| \| Tunnel Nr. 22 (47 m) \| \| \| \| \| Tunnel Kulinski Zasek (240 m) \| \| \| \| \| Tunnel Nr. 24 (123 m) \| \| \| \| \| Tunnel Nr. 25 (150 m) \| \| \| \| \| Tunnel Nr. 26 (179 m) \| \| \| \| 91,600 \| Лесковице / Leskovice \| Лесковице / Leskovice \| \| \| \| Čiker-Tunnel (231 m) \| \| \| \| \| Tunnel Nr. 28 (35 m) \| \| \| \| 94,048 \| Ластра / Lastra \| 393 m. i. J. \| \| \| \| Zavojnica-Tunnel (1049 m) \| \| \| \| \| Tunnel Nr. 30 (187 m) \| \| \| \| \| Tunnel Nr. 31 (52 m) \| \| \| \| \| Tunnel Nr. 32 (200 m) \| \| \| \| \| Tunnel Nr. 33 (133 m) \| \| \| \| \| Tunnel Nr. 34 (186 m) \| \| \| \| \| Tunnel Nr. 35 (216 m) \| \| \| \| \| Tunnel Nr. 36 (196 m) \| \| \| \| \| Tunnel Nr. 37 (200 m) \| \| \| \| \| Tunnel Nr. 38 (125 m) \| \| \| \| \| Tunnel Nr. 39 (114 m) \| \| \| \| \| Tunnel Nr. 40 (140 m) \| \| \| \| \| Tunnel Nr. 41 (328 m) \| \| \| \| \| Tunnel Nr. 42 (60 m) \| \| \| \| \| Tunnel Nr. 43 (150 m) \| \| \| \| 103,145 \| Самари / Samari \| 497 m. i. J. \| \| \| \| Drenovački-Kik-Tunnel (3917 m) \| \| \| \| 107,678 \| Дреновачки Кик / Drenovački Kik \| 540 m. i. J. \| \| \| 111,352 \| Ражана / Ražana \| 484 m. i. J. \| \| \| \| Glogovac-Tunnel (493 m) \| \| \| \| \| Anschluss Zementwerk \| \| \| \| 118,881 \| Косјерић / Kosjerić \| 412 m. i. J. \| \| \| \| Tunnel Nr. 46 (127 m) \| \| \| \| 123,400 \| Тубићи / Tubići \| Тубићи / Tubići \| \| \| \| Tunnel Nr. 47 (295 m) \| \| \| \| \| Tunnel Nr. 48 (165 m) \| \| \| \| \| Galerie (95 m) \| \| \| \| \| (72 m) \| \| \| \| \| Galerie (40 m) \| \| \| \| \| Galerie (114 m) \| \| \| \| 129,842 \| Каленићи / Kalenići \| 353 m. i. J. \| \| \| 133,600 \| Отањ / Otanj \| Отањ / Otanj \| \| \| 135,800 \| Глумач / Glumač \| Глумач / Glumač \| \| \| 140,787 \| Пожега / Požega \| 311 m. i. J. \| \| \| \| nach Stalać \| \| \| \| 142,489 \| Одв. скр. 53 Пожега / Odv. skr. 53 Požega \| Одв. скр. 53 Пожега / Odv. skr. 53 Požega \| \| \| \| Tunnel Nr. 49 (114 m) \| \| \| \| 145,600 \| Расна / Rasna \| Расна / Rasna \| \| \| \| Tunnel Nr. 50 (242 m) \| \| \| \| 149,262 \| Узићи / Uzići \| 334 m. i. J. \| \| \| 151,500 \| Злакуса / Zlakusa \| Злакуса / Zlakusa \| \| \| 154,200 \| Буковичка Рампа / Bukovička Rampa \| Буковичка Рампа / Bukovička Rampa \| \| \| 156,974 \| Севојно / Sevojno \| 362 m. i. J. \| \| \| \| Anschluss Aluwerk Impol \| \| \| \| \| Tunnel Sekulića Brdo (810 m) \| \| \| \| 161,900 \| Ужице теретна / Užice teretna \| 399 m. i. J. \| \| \| \| Dovarje-Tunnel (412 m) \| \| \| \| 163,881 \| Ужице / Užice \| 419 m. i. J. \| \| \| \| Tunnel Nr. 53 (250 m) \| \| \| \| \| Tunnel Nr. 54 (161 m) \| \| \| \| \| Tunnel Nr. 55 (89 m) \| \| \| \| \| Tunnel Nr. 56 (51 m) \| \| \| \| \| Tunnel Nr. 57 (486 m) \| \| \| \| \| Tunnel Nr. 58 (182 m) \| \| \| \| \| Tunnel Nr. 59 (28 m) \| \| \| \| \| Tunnel Nr. 60 (149 m) \| \| \| \| \| Tunnel Nr. 61 (344 m) \| \| \| \| \| Tunnel Nr. 62 (140 m) \| \| \| \| \| Tunnel Nr. 63 (392 m) \| \| \| \| \| Tunnel Nr. 64 (377 m) \| \| \| \| \| Tunnel Nr. 65 (469 m) \| \| \| \| 170,644 \| Стапари / Stapari \| 519 m. i. J. \| \| \| \| Tunnel Nr. 66 (335 m) \| \| \| \| \| Tunnel Nr. 67 (322 m) \| \| \| \| \| Tunnel Nr. 68 (235 m) \| \| \| \| \| Tunnel Nr. 69 (246 m) \| \| \| \| 173,400 \| Ристановића Поље / Ristanovića Polje \| Ристановића Поље / Ristanovića Polje \| \| \| \| Tunnel Nr. 70 (147 m) \| \| \| \| \| Tunnel Nr. 71 (156 m) \| \| \| \| \| Tunnel Nr. 72 (127 m) \| \| \| \| \| Tunnel Nr. 73 (158 m) \| \| \| \| 176,000 \| Трипкова / Tripkova \| Трипкова / Tripkova \| \| \| \| Tunnel Nr. 74 (76 m) \| \| \| \| \| Tunnel Nr. 75 (140 m) \| \| \| \| \| Tunnel Nr. 76 (46 m) \| \| \| \| \| Tunnel Nr. 77 (99 m) \| \| \| \| 178,350 \| Сушица / Sušica \| 631 m. i. J. \| \| \| \| Tunnel Nr. 78 (299 m) \| \| \| \| \| Tunnel Nr. 79 (41 m) \| \| \| \| 185,225 \| Бранешци / Branešci \| 733 m. i. J. \| \| \| \| Tunnel Nr. 80 (100 m) \| \| \| \| \| Zlatibor-Tunnel (6169 m) \| \| \| \| 193,320 \| Златибор / Zlatibor \| 782 m. i. J. \| \| \| \| Tunnel Nr. 82 (234 m) \| \| \| \| \| Tunnel Nr. 83 (136 m) \| \| \| \| \| Tunnel Nr. 84 (137 m) \| \| \| \| \| Tunnel Nr. 85 (181 m) \| \| \| \| \| Tunnel Nr. 86 (498 m) \| \| \| \| \| Tunnel Nr. 87 (167 m) \| \| \| \| \| Tunnel Nr. 88 (180 m) \| \| \| \| \| Tunnel Nr. 89 (517 m) \| \| \| \| \| Tunnel Nr. 90 (1062 m) \| \| \| \| \| Tunnel Nr. 91 (127 m) \| \| \| \| \| Tunnel Nr. 92 (451 m) \| \| \| \| \| Ribnica-Brücke (271 m) \| \| \| \| 200,300 \| Рибница Златиборска / Ribnica Zlatiborska \| Рибница Златиборска / Ribnica Zlatiborska \| \| \| \| Tunnel Nr. 93 (110 m) \| \| \| \| \| Tunnel Nr. 94 (489 m) \| \| \| \| \| Vrelo-Brücke (237 m) \| \| \| \| \| Tunnel Nr. 95 (105 m) \| \| \| \| \| Tunnel Nr. 96 (25 m) \| \| \| \| \| Tunnel Nr. 97 (222 m) \| \| \| \| \| Samarevina-Tunnel (1671 m) \| \| \| \| 205,407 \| Јабланица / Jablanica \| 641 m. i. J. \| \| \| \| Tunnel Nr. 99 (115 m) \| \| \| \| \| Staatsgrenze Serbien / Bosnien und Herzegowina \| \| \| \| \| \| \| \| \| \| Goleš-Tunnel (4964 m) \| \| \| \| 211,600 \| Голеш / Goleš \| Голеш / Goleš \| \| \| \| Stupčanik-Brücke (132 m) \| \| \| \| \| Tunnel Nr. 101 (142 m) \| \| \| \| \| Tunnel Nr. 102 (106 m) \| \| \| \| \| Tunnel Nr. 103 (73 m) \| \| \| \| \| Tunnel Nr. 104 (344 m) \| \| \| \| 214,832 \| Штрпци / Štrpci \| 529 m. i. J. \| \| \| \| Tunnel Nr. 105 (251 m) \| \| \| \| \| Tunnel Nr. 106 (154 m) \| \| \| \| \| Tunnel Nr. 107 (337 m) \| \| \| \| \| Staatsgrenze Bosnien und Herzegowina / Serbien \| \| \| \| \| \| \| \| \| \| Tunnel Nr. 108 (250 m) \| \| \| \| \| Tunnel Nr. 109 (337 m) \| \| \| \| \| Uvac-Brücke (303 m) \| \| \| \| \| Tunnel Nr. 110 (95 m) \| \| \| \| \| Tunnel Nr. 111 (679 m) \| \| \| \| \| Tunnel Nr. 112 (63 m) \| \| \| \| 219,500 \| Рача / Rača \| 465 m. i. J. \| \| \| \| Tunnel Nr. 113 (186 m) \| \| \| \| \| Tunnel Nr. 114 (327 m) \| \| \| \| 225,290 \| Прибој / Priboj \| 391 m. i. J. \| \| \| 228,300 \| Пољице / Poljice \| Пољице / Poljice \| \| \| \| Tunnel Nr. 115 (112 m) \| \| \| \| 232,800 \| Прибојска бања / Pribojska Banja \| Прибојска бања / Pribojska Banja \| \| \| \| Tunnel Nr. 116 (335 m) \| \| \| \| \| Tunnel Nr. 117 (209 m) \| \| \| \| \| Tunnel Nr. 118 (355 m) \| \| \| \| \| Tunnel Nr. 119 (1017 m) \| \| \| \| \| Tunnel Nr. 120 (407 m) \| \| \| \| \| Tunnel Nr. 121 (356 m) \| \| \| \| 241,278 \| Бистрица на Лиму / Bistrica na Limu \| 445 m. i. J. \| \| \| \| Tunnel Nr. 122 (131 m) \| \| \| \| \| Brücke Lim I (213 m) \| \| \| \| \| Tunnel Nr. 123 (594 m) \| \| \| \| \| Tunnel Nr. 124 (142 m) \| \| \| \| \| Tunnel Nr. 125 (142 m) \| \| \| \| \| Tunnel Nr. 126 (880 m) \| \| \| \| 246,300 \| Џурово / Džurovo \| Џурово / Džurovo \| \| \| \| Tunnel Nr. 127 (234 m) \| \| \| \| 252,616 \| Пријепоље / Prijepolje \| 451 m. i. J. \| \| \| \| Tunnel Nr. 128 (658 m) \| \| \| \| \| Gradina-Tunnel (647 m) \| \| \| \| 255,856 \| Пријепоље теретна / Prijepolje teretna \| 452 m. i. J. \| \| \| 259,600 \| Велика Жупа / Velika Župa \| Велика Жупа / Velika Župa \| \| \| \| Petrovac-Tunnel (936 m) \| \| \| \| \| Brücke Lim II (277 m) \| \| \| \| 264,641 \| Лучице / Lučice \| 501 m. i. J. \| \| \| \| Sopotnica-Tunnel (1941 m) \| \| \| \| \| Strugovi-Tunnel (2765 m) \| \| \| \| \| Lipovica-Tunnel (290 m) \| \| \| \| 273,329 \| Бродарево / Brodarevo \| 559 m. i. J. \| \| \| \| Mili-Tunnel (2259 m) \| \| \| \| \| Tunnel Nr. 135 (424 m) \| \| \| \| \| Tunnel Nr. 136 (222 m) \| \| \| \| \| Brücke Ramovića Luka (67 m) \| \| \| \| \| Tunnel Nr. 137 (582 m) \| \| \| \| \| Tunnel Nr. 138 (988 m) \| \| \| \| \| Tunnel Nr. 139 (136 m) \| \| \| \| \| Tunnel Nr. 140 (25 m) \| \| \| \| \| Dubočica-Tunnel (1082 m) \| \| \| \| \| Tunnel Nr. 142 (1229 m) \| \| \| \| \| Tunnel Nr. 143 (384 m) \| \| \| \| \| Gostun-Tunnel (1245 m) \| \| \| \| 285,193 \| Врбница / Vrbnica \| 553 m. i. J. \| \| \| \| Tunnel Nr. 145 (60 m) \| \| \| \| \| Tunnel Nr. 146 (275 m) \| \| \| \| 287,438 \| Staatsgrenze Serbien / Montenegro \| Staatsgrenze Serbien / Montenegro \| \| \| \| Brücke Lim III (395 m) \| \| \| \| \| Tunnel Nr. 147 (134 m) \| \| \| \| 292,300 \| Sutivan[1] \| Sutivan[1] \| \| \| \| Tunnel Nr. 148 (55 m) \| \| \| \| 296,938 \| Bijelo Polje \| 562 m. i. J. \| \| \| \| Tunnel Nr. 149 (242 m) \| \| \| \| 299,868 \| Lješnica \| Lješnica \| \| \| \| Tunnel Nr. 150 (481 m) \| \| \| \| 304,237 \| Kruševo \| 650 m. i. J. \| \| \| \| Anschluss Tanklager Jugopetrol \| \| \| \| \| Tunnel Nr. 151 (202 m) \| \| \| \| 308,330 \| Ravna Rijeka \| Ravna Rijeka \| \| \| \| Tunnel Nr. 152 (98 m) \| \| \| \| \| Tunnel Nr. 153 (475 m) \| \| \| \| 310,470 \| Slijepač Most \| Slijepač Most \| \| \| \| Tunnel Nr. 154 (505 m) \| \| \| \| \| Ljuboviđa-Brücke (450 m) \| \| \| \| \| Tunnel Nr. 155 (397 m) \| \| \| \| \| Tunnel Nr. 156 (172 m) \| \| \| \| 313,634 \| Mijatovo Kolo \| 756 m. i. J. \| \| \| \| Tunnel Nr. 157 (182 m) \| \| \| \| \| Tunnel Nr. 158 (215 m) \| \| \| \| \| Tunnel Nr. 159 (188 m) \| \| \| \| \| Tunnel Nr. 160 (40 m) \| \| \| \| 316,600 \| Žari \| Žari \| \| \| \| Razvršje-Tunnel (3246 m) \| \| \| \| 321,339 \| Mojkovac \| 891 m. i. J. \| \| \| \| Tara (ca. 120 m) \| \| \| \| \| Tunnel Nr. 162 (203 m) \| \| \| \| \| Tunnel Nr. 163 (265 m) \| \| \| \| 324,416 \| Štitarička Rijeka \| Štitarička Rijeka \| \| \| \| Tunnel Nr. 164 (158 m) \| \| \| \| \| Brücke Tara II (340 m) \| \| \| \| \| (ca. 190 m) \| \| \| \| \| Tunnel Nr. 165 (114 m) \| \| \| \| \| Tunnel Nr. 166 (165 m) \| \| \| \| \| Tunnel Nr. 167 (415 m) \| \| \| \| \| Tunnel Nr. 168 (493 m) \| \| \| \| \| Tunnel Nr. 169 (285 m) \| \| \| \| \| Tunnel Nr. 170 (236 m) \| \| \| \| 331,115 \| Trebaljevo \| 952 m. i. J. \| \| \| \| Tunnel Nr. 171 (340 m) \| \| \| \| \| Tunnel Nr. 172 (268 m) \| \| \| \| \| Tunnel Nr. 173 (ca. 400 m) \| \| \| \| \| Tunnel Nr. 174 (160 m) \| \| \| \| \| Tunnel Nr. 175 (201 m) \| \| \| \| \| (ca. 210 m) \| \| \| \| 334,800 \| Oblutak \| Oblutak \| \| \| \| Susac-Tunnel (985 m) \| \| \| \| \| Radigojno-Tunnel (2370 m) \| \| \| \| 340,650 \| Kolašin \| 1027 m. i. J. \| \| \| \| Šljivovica-Tunnel (2194 m) \| \| \| \| \| Skrbuša-Brücke (ca. 180 m) \| \| \| \| 343,840 \| Padež \| Padež \| \| \| \| Tunnel Nr. 179 (874 m) \| 1032 m. i. J. \| \| \| \| Tunnel Nr. 180 (420 m) \| \| \| \| \| (ca. 170 m) \| \| \| \| \| Tunnel Nr. 181 (185 m) \| \| \| \| \| Brücke Tara I (270 m) \| \| \| \| 347,150 \| Mateševo \| 1032 m. i. J. \| \| \| \| Ostrovica-Tunnel (3827 m) \| \| \| \| \| Tunnel Nr. 183 (105 m) \| \| \| \| 351,468 \| Kos \| 946 m. i. J. \| \| \| \| Tunnel Nr. 184 (106 m) \| \| \| \| \| Tunnel Nr. 185 (1208 m) \| \| \| \| \| Tunnel Nr. 186 (97 m) \| \| \| \| \| Tunnel Nr. 187 (239 m) \| \| \| \| 354,010 \| Selište \| Selište \| \| \| \| (ca. 140 m) \| \| \| \| \| Tunnel Nr. 188 (132 m) \| \| \| \| \| Tunnel Nr. 189 (208 m) \| \| \| \| \| Tunnel Nr. 190 (1438 m) \| \| \| \| \| Tunnel Nr. 191 (119 m) \| \| \| \| \| Tunnel Nr. 192 (164 m) \| \| \| \| \| Tunnel Nr. 193 (396 m) \| \| \| \| \| Tunnel Nr. 194 (129 m) \| \| \| \| \| (ca. 270 m) \| \| \| \| \| Tunnel Nr. 195 (147 m) \| \| \| \| 358,795 \| Trebešica \| 825 m. i. J. \| \| \| \| Trebešica-Tunnel (5122 m) \| \| \| \| 364,490 \| Kruševački Potok \| Kruševački Potok \| \| \| \| Tunnel Nr. 197 (40 m) \| \| \| \| \| Tunnel Nr. 198 (65 m) \| \| \| \| \| Tunnel Nr. 199 (76 m) \| \| \| \| \| Tunnel Nr. 200 (38 m) \| \| \| \| \| Tunnel Nr. 201 (339 m) \| \| \| \| \| Tunnel Nr. 202 (305 m) \| \| \| \| \| Tunnel Nr. 203 (244 m) \| \| \| \| \| Tunnel Nr. 204 (511 m) \| \| \| \| \| Tunnel Nr. 205 (372 m) \| \| \| \| \| Tunnel Nr. 206 (322 m) \| \| \| \| \| Tunnel Nr. 207 (100 m) \| \| \| \| \| (ca. 75 m) \| \| \| \| \| Tunnel Nr. 208 (281 m) \| \| \| \| \| Tunnel Nr. 209 (53 m) \| \| \| \| \| Tunnel Nr. 210 (165 m) \| \| \| \| \| Tunnel Nr. 211 (203 m) \| \| \| \| \| Lutovo-Viadukt (95 m) \| \| \| \| \| Tunnel Nr. 212 (140 m) \| \| \| \| 369,604 \| Lutovo \| 636 m. i. J. \| \| \| \| Tunnel Nr. 213 (140 m) \| \| \| \| \| Tunnel Nr. 214 (80 m) \| \| \| \| \| Tunnel Nr. 215 (673 m) \| \| \| \| \| Tunnel Nr. 216 (121 m) \| \| \| \| \| Tunnel Nr. 217 (435 m) \| \| \| \| \| Tunnel Nr. 218 (309 m) \| \| \| \| \| Tunnel Nr. 219 (744 m) \| \| \| \| \| Tunnel Nr. 220 (255 m) \| \| \| \| 373,906 \| Pelev Brijeg \| Pelev Brijeg \| \| \| \| Tunnel Nr. 221 (631 m) \| \| \| \| \| Tunnel Nr. 222 (136 m) \| \| \| \| \| Tunnel Nr. 223 (119 m) \| \| \| \| \| Tunnel Nr. 224 (244 m) \| \| \| \| \| Tunnel Nr. 225 (380 m) \| \| \| \| \| Tunnel Nr. 226 (94 m) \| \| \| \| \| Tunnel Nr. 227 (84 m) \| \| \| \| \| Tunnel Nr. 228 (198 m) \| \| \| \| 379,111 \| Bratonožići \| 439 m. i. J. \| \| \| \| Tunnel Nr. 229 (375 m) \| \| \| \| \| Tunnel Nr. 230 (173 m), Autoput Bar–Boljare \| \| \| \| 383,580 \| Podkrš \| Podkrš \| \| \| \| Tunnel Nr. 231 (38 m) \| \| \| \| \| Tunnel Nr. 232 (927 m) \| \| \| \| \| Mala-Rijeka-Viadukt (498 m) \| \| \| \| \| Tunnel Nr. 233 (162 m) \| \| \| \| \| Tunnel Nr. 234 (78 m) \| \| \| \| \| Tunnel Nr. 235 (100 m) \| \| \| \| \| Tunnel Nr. 236 (92 m) \| \| \| \| \| Tunnel Nr. 237 (206 m) \| \| \| \| \| Tunnel Nr. 238 (400 m) \| \| \| \| \| Tunnel Nr. 239 (190 m) \| \| \| \| \| Tunnel Nr. 240 (639 m) \| \| \| \| 389,571 \| Bioče \| 247 m. i. J. \| \| \| \| Tunnel Nr. 241 (487 m) \| \| \| \| \| Tunnel Nr. 242 (352 m) \| \| \| \| \| Tunnel Nr. 243 (232 m) \| \| \| \| \| Tunnel Nr. 244 (346 m) \| \| \| \| \| Tunnel Nr. 245 (132 m) \| \| \| \| \| Tunnel Nr. 246 (64 m) \| \| \| \| \| Tunnel Nr. 247 (266 m) \| \| \| \| \| Tunnel Nr. 248 (75 m) \| \| \| \| 400,456 \| Zlatica \| Zlatica \| \| \| \| von Nikšić \| \| \| \| 405,143 \| Podgorica \| 51 m. i. J. \| \| \| \| Anschluss Zetatrans \| \| \| \| \| Anschluss Kombinat aluminijuma Podgorica \| \| \| \| \| nach Shkodra \| \| \| \| \| Cijevna \| \| \| \| 413,080 \| Aerodrom \| Aerodrom \| \| \| 415,830 \| Golubovci \| 15 m. i. J. \| \| \| 419,129 \| Morača \| Morača \| \| \| 424,408 \| Zeta \| 11 m. i. J. \| \| \| \| Morača-Brücke (80 m) \| \| \| \| 427,614 \| Vranjina \| Vranjina \| \| \| \| Skutarisee \| \| \| \| \| Tunnel Nr. 249 (390 m) \| \| \| \| 434,120 \| Virpazar \| 11 m. i. J. \| \| \| 437,545 \| Crmnica \| Crmnica \| \| \| \| Sozina-Tunnel (6170 m) \| \| \| \| 446,148 \| Sutomore \| 38 m. i. J. \| \| \| \| Ratac-Tunnel (545 m) \| \| \| \| \| Šušanj-Tunnel (443 m) \| \| \| \| 452,059 \| Šušanj \| Šušanj \| \| \| 454,847 \| Bar \| 10 m. i. J. \| \| \| \| zum Hafen Bar \| \| \| \| \| \| \| \| Quellen: [2][3][4][5][6] \| \| \| \| | |                                                |                                                |
| Kopfbahnhof Streckenanfang (Strecke außer Betrieb) | 0,000 | Београд / Beograd (bis 2018)                   | Београд / Beograd (bis 2018)                   |
| Abzweig geradeaus, nach rechts und von rechts (Strecke außer Betrieb) | | nach Šid (bis 2018)                            | nach Šid (bis 2018)                            |
| Kreuzung geradeaus unten (Strecke geradeaus außer Betrieb) · Strecke von rechts | | von Šid                                        | von Šid                                        |
| Strecke (außer Betrieb) · Bahnhof | (0,000) | Београд Центар / Beograd Centar                | 97 m. i. J.                                    |
| Strecke (außer Betrieb) · Tunnelanfang | | Dedinje-Tunnel (3086 m)                        | Dedinje-Tunnel (3086 m)                        |
| Strecke (außer Betrieb) · Abzweig geradeaus, nach links und von links (im Tunnel) | | nach Vršac                                     | nach Vršac                                     |
| Strecke (außer Betrieb) · Blockstelle (im Tunnel) | (1,337) | Распутница Дедиње / Rasputnica Dedinje         | Распутница Дедиње / Rasputnica Dedinje         |
| Abzweig geradeaus und von rechts (Strecke außer Betrieb) · Strecke (im Tunnel) | | von Vršac (bis 2018)                           | von Vršac (bis 2018)                           |
| Bahnhof (Strecke außer Betrieb) · Strecke (im Tunnel) | 5,116 | Топчидер / Topčider (bis 2021)                 | Топчидер / Topčider (bis 2021)                 |
| Betriebs-/Güterbahnhof Strecke bis hier außer Betrieb · Tunnelende | 6,421 | Топчидер теретна / Topčider teretna            | Топчидер теретна / Topčider teretna            |
| Abzweig geradeaus und von links · Strecke nach rechts | |                                                |                                                |
| Blockstelle | (4,416)6,795 | Распутница Г / Rasputnica G                    | Распутница Г / Rasputnica G                    |
| Bahnhof | 8,533 | Раковица / Rakovica                            | 91 m. i. J.                                    |
| Abzweig geradeaus und nach links | | nach Velika Plana                              | nach Velika Plana                              |
| Abzweig geradeaus und nach rechts | | nach Beograd Ranžirna                          | nach Beograd Ranžirna                          |
| Haltepunkt / Haltestelle | 10,700 | Кнежевац / Kneževac                            | Кнежевац / Kneževac                            |
| Abzweig geradeaus und von rechts | | von Beograd Ranžirna                           | von Beograd Ranžirna                           |
| Blockstelle | 10,880 | Распутница А / Rasputnica A                    | Распутница А / Rasputnica A                    |
| Haltepunkt / Haltestelle | 11,729 | Кијево / Kijevo                                | Кијево / Kijevo                                |
| Tunnel | | Kijevo-Tunnel II (181 m)                       | Kijevo-Tunnel II (181 m)                       |
| Strecke mit Straßenbrücke | | (Autoput A1)                                   | (Autoput A1)                                   |
| Abzweig geradeaus und von rechts | | von Beograd Ranžirna                           | von Beograd Ranžirna                           |
| Bahnhof | 14,0590,425 | Ресник / Resnik                                | 105 m. i. J.                                   |
| Abzweig geradeaus und nach links | | nach Preševo                                   | nach Preševo                                   |
| Tunnel | | Tunnel Nr. 1 (89 m)                            | Tunnel Nr. 1 (89 m)                            |
| Tunnel | | Tunnel Nr. 2 (35 m)                            | Tunnel Nr. 2 (35 m)                            |
| Tunnel | | Tunnel Nr. 3 (178 m)                           | Tunnel Nr. 3 (178 m)                           |
| Tunnel | | Tunnel Nr. 4 (202 m)                           | Tunnel Nr. 4 (202 m)                           |
| Bahnhof | 7,637 | Бела Река / Bela Reka                          | 173 m. i. J.                                   |
| Tunnel | | Bela-Reka-Tunnel (3816 m)                      | Bela-Reka-Tunnel (3816 m)                      |
| Haltepunkt / Haltestelle | 12,205 | Ненадовац / Nenadovac                          | Ненадовац / Nenadovac                          |
| Bahnhof | 15,708 | Барајево / Barajevo                            | 153 m. i. J.                                   |
| Haltepunkt / Haltestelle | 17,900 | Барајево Центар / Barajevo Centar              | Барајево Центар / Barajevo Centar              |
| Bahnhof | 23,094 | Велики Борак / Veliki Borak                    | 112 m. i. J.                                   |
| Haltepunkt / Haltestelle | 27,738 | Лесковац Колубарски / Leskovac Kolubarski      | Лесковац Колубарски / Leskovac Kolubarski      |
| Bahnhof | 30,627 | Степојевац / Stepojevac                        | 95 m. i. J.                                    |
| Abzweig geradeaus und von rechts | | Anschluss Kraftwerke Nikola Tesla              | Anschluss Kraftwerke Nikola Tesla              |
| Abzweig geradeaus und von links | | Anschluss Kraftwerk Kolubara A                 | Anschluss Kraftwerk Kolubara A                 |
| Bahnhof | 37,262 | Вреоци / Vreoci                                | 93 m. i. J.                                    |
| Abzweig geradeaus und nach links | | Anschluss Kohlengrube Kolubara                 | Anschluss Kohlengrube Kolubara                 |
| Bahnhof | 45,386 | Лазаревац / Lazarevac                          | 105 m. i. J.                                   |
| Bahnhof | 52,600 | Лајковац / Lajkovac                            | 112 m. i. J.                                   |
| Strecke mit Straßenbrücke | | (Autoput A2)                                   | (Autoput A2)                                   |
| Bahnhof | 58,982 | Словац / Slovac                                | 124 m. i. J.                                   |
| Haltepunkt / Haltestelle | 63,900 | Млађево / Mlađevo                              | Млађево / Mlađevo                              |
| Bahnhof | 67,154 | Дивци / Divci                                  | 146 m. i. J.                                   |
| Haltepunkt / Haltestelle | 69,243 | Лукавац Колубарски / Lukavac Kolubarski        | Лукавац Колубарски / Lukavac Kolubarski        |
| Haltepunkt / Haltestelle | 73,700 | Иверак / Iverak                                | Иверак / Iverak                                |
| Bahnhof | 77,724 | Ваљево / Valjevo                               | 176 m. i. J.                                   |
| Tunnel | | Tunnel Nr. 6 (259 m)                           | Tunnel Nr. 6 (259 m)                           |
| Tunnel | | Lipak-Tunnel (117 m)                           | Lipak-Tunnel (117 m)                           |
| Tunnel | | Aničići-Tunnel (201 m)                         | Aničići-Tunnel (201 m)                         |
| Tunnel | | Orloviva-Tunnel (122 m)                        | Orloviva-Tunnel (122 m)                        |
| Tunnel | | Selište-Tunnel (132 m)                         | Selište-Tunnel (132 m)                         |
| Tunnel | | Tunnel Nr. 11 (121 m)                          | Tunnel Nr. 11 (121 m)                          |
| Tunnel | | Vrataoci-Tunnel (206 m)                        | Vrataoci-Tunnel (206 m)                        |
| Bahnhof | 84,570 | Ваљевски Градац / Valjevski Gradac             | 271 m. i. J.                                   |
| Tunnel | | Tunnel Nr. 13 (84 m)                           | Tunnel Nr. 13 (84 m)                           |
| Tunnel | | Prokleta-Jerina-Tunnel (330 m)                 | Prokleta-Jerina-Tunnel (330 m)                 |
| Tunnel | | Cebovina-Tunnel (236 m)                        | Cebovina-Tunnel (236 m)                        |
| Tunnel | | Jelenac-Tunnel (289 m)                         | Jelenac-Tunnel (289 m)                         |
| Tunnel | | Tunnel Nr. 17 (186 m)                          | Tunnel Nr. 17 (186 m)                          |
| Tunnel | | Tunnel Sirski Do (406 m)                       | Tunnel Sirski Do (406 m)                       |
| Tunnel | | Tunnel Nr. 19 (95 m)                           | Tunnel Nr. 19 (95 m)                           |
| Tunnel | | Tunnel Nr. 20 (122 m)                          | Tunnel Nr. 20 (122 m)                          |
| Tunnel | | Tunnel Nr. 21 (60 m)                           | Tunnel Nr. 21 (60 m)                           |
| Tunnel | | Tunnel Nr. 22 (47 m)                           | Tunnel Nr. 22 (47 m)                           |
| Tunnel | | Tunnel Kulinski Zasek (240 m)                  | Tunnel Kulinski Zasek (240 m)                  |
| Tunnel | | Tunnel Nr. 24 (123 m)                          | Tunnel Nr. 24 (123 m)                          |
| Tunnel | | Tunnel Nr. 25 (150 m)                          | Tunnel Nr. 25 (150 m)                          |
| Tunnel | | Tunnel Nr. 26 (179 m)                          | Tunnel Nr. 26 (179 m)                          |
| Haltepunkt / Haltestelle | 91,600 | Лесковице / Leskovice                          | Лесковице / Leskovice                          |
| Tunnel | | Čiker-Tunnel (231 m)                           | Čiker-Tunnel (231 m)                           |
| Tunnel | | Tunnel Nr. 28 (35 m)                           | Tunnel Nr. 28 (35 m)                           |
| Bahnhof | 94,048 | Ластра / Lastra                                | 393 m. i. J.                                   |
| Tunnel | | Zavojnica-Tunnel (1049 m)                      | Zavojnica-Tunnel (1049 m)                      |
| Tunnel | | Tunnel Nr. 30 (187 m)                          | Tunnel Nr. 30 (187 m)                          |
| Tunnel | | Tunnel Nr. 31 (52 m)                           | Tunnel Nr. 31 (52 m)                           |
| Tunnel | | Tunnel Nr. 32 (200 m)                          | Tunnel Nr. 32 (200 m)                          |
| Tunnel | | Tunnel Nr. 33 (133 m)                          | Tunnel Nr. 33 (133 m)                          |
| Tunnel | | Tunnel Nr. 34 (186 m)                          | Tunnel Nr. 34 (186 m)                          |
| Tunnel | | Tunnel Nr. 35 (216 m)                          | Tunnel Nr. 35 (216 m)                          |
| Tunnel | | Tunnel Nr. 36 (196 m)                          | Tunnel Nr. 36 (196 m)                          |
| Tunnel | | Tunnel Nr. 37 (200 m)                          | Tunnel Nr. 37 (200 m)                          |
| Tunnel | | Tunnel Nr. 38 (125 m)                          | Tunnel Nr. 38 (125 m)                          |
| Tunnel | | Tunnel Nr. 39 (114 m)                          | Tunnel Nr. 39 (114 m)                          |
| Tunnel | | Tunnel Nr. 40 (140 m)                          | Tunnel Nr. 40 (140 m)                          |
| Tunnel | | Tunnel Nr. 41 (328 m)                          | Tunnel Nr. 41 (328 m)                          |
| Tunnel | | Tunnel Nr. 42 (60 m)                           | Tunnel Nr. 42 (60 m)                           |
| Tunnel | | Tunnel Nr. 43 (150 m)                          | Tunnel Nr. 43 (150 m)                          |
| Bahnhof | 103,145 | Самари / Samari                                | 497 m. i. J.                                   |
| Tunnel | | Drenovački-Kik-Tunnel (3917 m)                 | Drenovački-Kik-Tunnel (3917 m)                 |
| Haltepunkt / Haltestelle | 107,678 | Дреновачки Кик / Drenovački Kik                | 540 m. i. J.                                   |
| Bahnhof | 111,352 | Ражана / Ražana                                | 484 m. i. J.                                   |
| Tunnel | | Glogovac-Tunnel (493 m)                        | Glogovac-Tunnel (493 m)                        |
| Abzweig geradeaus und von rechts | | Anschluss Zementwerk                           | Anschluss Zementwerk                           |
| Bahnhof | 118,881 | Косјерић / Kosjerić                            | 412 m. i. J.                                   |
| Tunnel | | Tunnel Nr. 46 (127 m)                          | Tunnel Nr. 46 (127 m)                          |
| Haltepunkt / Haltestelle | 123,400 | Тубићи / Tubići                                | Тубићи / Tubići                                |
| Tunnel | | Tunnel Nr. 47 (295 m)                          | Tunnel Nr. 47 (295 m)                          |
| Tunnel | | Tunnel Nr. 48 (165 m)                          | Tunnel Nr. 48 (165 m)                          |
| Tunnel | | Galerie (95 m)                                 | Galerie (95 m)                                 |
| Tunnel | | (72 m)                                         | (72 m)                                         |
| Tunnel | | Galerie (40 m)                                 | Galerie (40 m)                                 |
| Tunnel | | Galerie (114 m)                                | Galerie (114 m)                                |
| Bahnhof | 129,842 | Каленићи / Kalenići                            | 353 m. i. J.                                   |
| Haltepunkt / Haltestelle | 133,600 | Отањ / Otanj                                   | Отањ / Otanj                                   |
| Haltepunkt / Haltestelle | 135,800 | Глумач / Glumač                                | Глумач / Glumač                                |
| Bahnhof | 140,787 | Пожега / Požega                                | 311 m. i. J.                                   |
| Abzweig geradeaus, nach links und von links | | nach Stalać                                    | nach Stalać                                    |
| Blockstelle | 142,489 | Одв. скр. 53 Пожега / Odv. skr. 53 Požega      | Одв. скр. 53 Пожега / Odv. skr. 53 Požega      |
| Tunnel | | Tunnel Nr. 49 (114 m)                          | Tunnel Nr. 49 (114 m)                          |
| Haltepunkt / Haltestelle | 145,600 | Расна / Rasna                                  | Расна / Rasna                                  |
| Tunnel | | Tunnel Nr. 50 (242 m)                          | Tunnel Nr. 50 (242 m)                          |
| Bahnhof | 149,262 | Узићи / Uzići                                  | 334 m. i. J.                                   |
| Haltepunkt / Haltestelle | 151,500 | Злакуса / Zlakusa                              | Злакуса / Zlakusa                              |
| Haltepunkt / Haltestelle | 154,200 | Буковичка Рампа / Bukovička Rampa              | Буковичка Рампа / Bukovička Rampa              |
| Bahnhof | 156,974 | Севојно / Sevojno                              | 362 m. i. J.                                   |
| Abzweig geradeaus und nach rechts | | Anschluss Aluwerk Impol                        | Anschluss Aluwerk Impol                        |
| Tunnel | | Tunnel Sekulića Brdo (810 m)                   | Tunnel Sekulića Brdo (810 m)                   |
| Bahnhof | 161,900 | Ужице теретна / Užice teretna                  | 399 m. i. J.                                   |
| Tunnel | | Dovarje-Tunnel (412 m)                         | Dovarje-Tunnel (412 m)                         |
| Bahnhof | 163,881 | Ужице / Užice                                  | 419 m. i. J.                                   |
| Tunnel | | Tunnel Nr. 53 (250 m)                          | Tunnel Nr. 53 (250 m)                          |
| Tunnel | | Tunnel Nr. 54 (161 m)                          | Tunnel Nr. 54 (161 m)                          |
| Tunnel | | Tunnel Nr. 55 (89 m)                           | Tunnel Nr. 55 (89 m)                           |
| Tunnel | | Tunnel Nr. 56 (51 m)                           | Tunnel Nr. 56 (51 m)                           |
| Tunnel | | Tunnel Nr. 57 (486 m)                          | Tunnel Nr. 57 (486 m)                          |
| Tunnel | | Tunnel Nr. 58 (182 m)                          | Tunnel Nr. 58 (182 m)                          |
| Tunnel | | Tunnel Nr. 59 (28 m)                           | Tunnel Nr. 59 (28 m)                           |
| Tunnel | | Tunnel Nr. 60 (149 m)                          | Tunnel Nr. 60 (149 m)                          |
| Tunnel | | Tunnel Nr. 61 (344 m)                          | Tunnel Nr. 61 (344 m)                          |
| Tunnel | | Tunnel Nr. 62 (140 m)                          | Tunnel Nr. 62 (140 m)                          |
| Tunnel | | Tunnel Nr. 63 (392 m)                          | Tunnel Nr. 63 (392 m)                          |
| Tunnel | | Tunnel Nr. 64 (377 m)                          | Tunnel Nr. 64 (377 m)                          |
| Tunnel | | Tunnel Nr. 65 (469 m)                          | Tunnel Nr. 65 (469 m)                          |
| Bahnhof | 170,644 | Стапари / Stapari                              | 519 m. i. J.                                   |
| Tunnel | | Tunnel Nr. 66 (335 m)                          | Tunnel Nr. 66 (335 m)                          |
| Tunnel | | Tunnel Nr. 67 (322 m)                          | Tunnel Nr. 67 (322 m)                          |
| Tunnel | | Tunnel Nr. 68 (235 m)                          | Tunnel Nr. 68 (235 m)                          |
| Tunnel | | Tunnel Nr. 69 (246 m)                          | Tunnel Nr. 69 (246 m)                          |
| Haltepunkt / Haltestelle | 173,400 | Ристановића Поље / Ristanovića Polje           | Ристановића Поље / Ristanovića Polje           |
| Tunnel | | Tunnel Nr. 70 (147 m)                          | Tunnel Nr. 70 (147 m)                          |
| Tunnel | | Tunnel Nr. 71 (156 m)                          | Tunnel Nr. 71 (156 m)                          |
| Tunnel | | Tunnel Nr. 72 (127 m)                          | Tunnel Nr. 72 (127 m)                          |
| Tunnel | | Tunnel Nr. 73 (158 m)                          | Tunnel Nr. 73 (158 m)                          |
| Haltepunkt / Haltestelle | 176,000 | Трипкова / Tripkova                            | Трипкова / Tripkova                            |
| Tunnel | | Tunnel Nr. 74 (76 m)                           | Tunnel Nr. 74 (76 m)                           |
| Tunnel | | Tunnel Nr. 75 (140 m)                          | Tunnel Nr. 75 (140 m)                          |
| Tunnel | | Tunnel Nr. 76 (46 m)                           | Tunnel Nr. 76 (46 m)                           |
| Tunnel | | Tunnel Nr. 77 (99 m)                           | Tunnel Nr. 77 (99 m)                           |
| Bahnhof | 178,350 | Сушица / Sušica                                | 631 m. i. J.                                   |
| Tunnel | | Tunnel Nr. 78 (299 m)                          | Tunnel Nr. 78 (299 m)                          |
| Tunnel | | Tunnel Nr. 79 (41 m)                           | Tunnel Nr. 79 (41 m)                           |
| Bahnhof | 185,225 | Бранешци / Branešci                            | 733 m. i. J.                                   |
| Tunnel | | Tunnel Nr. 80 (100 m)                          | Tunnel Nr. 80 (100 m)                          |
| Tunnel | | Zlatibor-Tunnel (6169 m)                       | Zlatibor-Tunnel (6169 m)                       |
| Bahnhof | 193,320 | Златибор / Zlatibor                            | 782 m. i. J.                                   |
| Tunnel | | Tunnel Nr. 82 (234 m)                          | Tunnel Nr. 82 (234 m)                          |
| Tunnel | | Tunnel Nr. 83 (136 m)                          | Tunnel Nr. 83 (136 m)                          |
| Tunnel | | Tunnel Nr. 84 (137 m)                          | Tunnel Nr. 84 (137 m)                          |
| Tunnel | | Tunnel Nr. 85 (181 m)                          | Tunnel Nr. 85 (181 m)                          |
| Tunnel | | Tunnel Nr. 86 (498 m)                          | Tunnel Nr. 86 (498 m)                          |
| Tunnel | | Tunnel Nr. 87 (167 m)                          | Tunnel Nr. 87 (167 m)                          |
| Tunnel | | Tunnel Nr. 88 (180 m)                          | Tunnel Nr. 88 (180 m)                          |
| Tunnel | | Tunnel Nr. 89 (517 m)                          | Tunnel Nr. 89 (517 m)                          |
| Tunnel | | Tunnel Nr. 90 (1062 m)                         | Tunnel Nr. 90 (1062 m)                         |
| Tunnel | | Tunnel Nr. 91 (127 m)                          | Tunnel Nr. 91 (127 m)                          |
| Tunnel | | Tunnel Nr. 92 (451 m)                          | Tunnel Nr. 92 (451 m)                          |
| Brücke über Wasserlauf | | Ribnica-Brücke (271 m)                         | Ribnica-Brücke (271 m)                         |
| Haltepunkt / Haltestelle | 200,300 | Рибница Златиборска / Ribnica Zlatiborska      | Рибница Златиборска / Ribnica Zlatiborska      |
| Tunnel | | Tunnel Nr. 93 (110 m)                          | Tunnel Nr. 93 (110 m)                          |
| Tunnel | | Tunnel Nr. 94 (489 m)                          | Tunnel Nr. 94 (489 m)                          |
| Brücke über Wasserlauf | | Vrelo-Brücke (237 m)                           | Vrelo-Brücke (237 m)                           |
| Tunnel | | Tunnel Nr. 95 (105 m)                          | Tunnel Nr. 95 (105 m)                          |
| Tunnel | | Tunnel Nr. 96 (25 m)                           | Tunnel Nr. 96 (25 m)                           |
| Tunnel | | Tunnel Nr. 97 (222 m)                          | Tunnel Nr. 97 (222 m)                          |
| Tunnel | | Samarevina-Tunnel (1671 m)                     | Samarevina-Tunnel (1671 m)                     |
| Bahnhof | 205,407 | Јабланица / Jablanica                          | 641 m. i. J.                                   |
| Tunnelanfang | | Tunnel Nr. 99 (115 m)                          | Tunnel Nr. 99 (115 m)                          |
| Grenze (im Tunnel) | | Staatsgrenze Serbien / Bosnien und Herzegowina | Staatsgrenze Serbien / Bosnien und Herzegowina |
| Tunnelende | |                                                |                                                |
| Tunnel | | Goleš-Tunnel (4964 m)                          | Goleš-Tunnel (4964 m)                          |
| Haltepunkt / Haltestelle | 211,600 | Голеш / Goleš                                  | Голеш / Goleš                                  |
| Brücke | | Stupčanik-Brücke (132 m)                       | Stupčanik-Brücke (132 m)                       |
| Tunnel | | Tunnel Nr. 101 (142 m)                         | Tunnel Nr. 101 (142 m)                         |
| Tunnel | | Tunnel Nr. 102 (106 m)                         | Tunnel Nr. 102 (106 m)                         |
| Tunnel | | Tunnel Nr. 103 (73 m)                          | Tunnel Nr. 103 (73 m)                          |
| Tunnel | | Tunnel Nr. 104 (344 m)                         | Tunnel Nr. 104 (344 m)                         |
| Bahnhof | 214,832 | Штрпци / Štrpci                                | 529 m. i. J.                                   |
| Tunnel | | Tunnel Nr. 105 (251 m)                         | Tunnel Nr. 105 (251 m)                         |
| Tunnel | | Tunnel Nr. 106 (154 m)                         | Tunnel Nr. 106 (154 m)                         |
| Tunnelanfang | | Tunnel Nr. 107 (337 m)                         | Tunnel Nr. 107 (337 m)                         |
| Grenze (im Tunnel) | | Staatsgrenze Bosnien und Herzegowina / Serbien | Staatsgrenze Bosnien und Herzegowina / Serbien |
| Tunnelende | |                                                |                                                |
| Tunnel | | Tunnel Nr. 108 (250 m)                         | Tunnel Nr. 108 (250 m)                         |
| Tunnel | | Tunnel Nr. 109 (337 m)                         | Tunnel Nr. 109 (337 m)                         |
| Brücke über Wasserlauf | | Uvac-Brücke (303 m)                            | Uvac-Brücke (303 m)                            |
| Tunnel | | Tunnel Nr. 110 (95 m)                          | Tunnel Nr. 110 (95 m)                          |
| Tunnel | | Tunnel Nr. 111 (679 m)                         | Tunnel Nr. 111 (679 m)                         |
| Tunnel | | Tunnel Nr. 112 (63 m)                          | Tunnel Nr. 112 (63 m)                          |
| Haltepunkt / Haltestelle | 219,500 | Рача / Rača                                    | 465 m. i. J.                                   |
| Tunnel | | Tunnel Nr. 113 (186 m)                         | Tunnel Nr. 113 (186 m)                         |
| Tunnel | | Tunnel Nr. 114 (327 m)                         | Tunnel Nr. 114 (327 m)                         |
| Bahnhof | 225,290 | Прибој / Priboj                                | 391 m. i. J.                                   |
| Haltepunkt / Haltestelle | 228,300 | Пољице / Poljice                               | Пољице / Poljice                               |
| Tunnel | | Tunnel Nr. 115 (112 m)                         | Tunnel Nr. 115 (112 m)                         |
| Haltepunkt / Haltestelle | 232,800 | Прибојска бања / Pribojska Banja               | Прибојска бања / Pribojska Banja               |
| Tunnel | | Tunnel Nr. 116 (335 m)                         | Tunnel Nr. 116 (335 m)                         |
| Tunnel | | Tunnel Nr. 117 (209 m)                         | Tunnel Nr. 117 (209 m)                         |
| Tunnel | | Tunnel Nr. 118 (355 m)                         | Tunnel Nr. 118 (355 m)                         |
| Tunnel | | Tunnel Nr. 119 (1017 m)                        | Tunnel Nr. 119 (1017 m)                        |
| Tunnel | | Tunnel Nr. 120 (407 m)                         | Tunnel Nr. 120 (407 m)                         |
| Tunnel | | Tunnel Nr. 121 (356 m)                         | Tunnel Nr. 121 (356 m)                         |
| Bahnhof | 241,278 | Бистрица на Лиму / Bistrica na Limu            | 445 m. i. J.                                   |
| Tunnel | | Tunnel Nr. 122 (131 m)                         | Tunnel Nr. 122 (131 m)                         |
| Brücke über Wasserlauf | | Brücke Lim I (213 m)                           | Brücke Lim I (213 m)                           |
| Tunnel | | Tunnel Nr. 123 (594 m)                         | Tunnel Nr. 123 (594 m)                         |
| Tunnel | | Tunnel Nr. 124 (142 m)                         | Tunnel Nr. 124 (142 m)                         |
| Tunnel | | Tunnel Nr. 125 (142 m)                         | Tunnel Nr. 125 (142 m)                         |
| Tunnel | | Tunnel Nr. 126 (880 m)                         | Tunnel Nr. 126 (880 m)                         |
| Haltepunkt / Haltestelle | 246,300 | Џурово / Džurovo                               | Џурово / Džurovo                               |
| Tunnel | | Tunnel Nr. 127 (234 m)                         | Tunnel Nr. 127 (234 m)                         |
| Bahnhof | 252,616 | Пријепоље / Prijepolje                         | 451 m. i. J.                                   |
| Tunnel | | Tunnel Nr. 128 (658 m)                         | Tunnel Nr. 128 (658 m)                         |
| Tunnel | | Gradina-Tunnel (647 m)                         | Gradina-Tunnel (647 m)                         |
| Bahnhof | 255,856 | Пријепоље теретна / Prijepolje teretna         | 452 m. i. J.                                   |
| Haltepunkt / Haltestelle | 259,600 | Велика Жупа / Velika Župa                      | Велика Жупа / Velika Župa                      |
| Tunnel | | Petrovac-Tunnel (936 m)                        | Petrovac-Tunnel (936 m)                        |
| Brücke über Wasserlauf | | Brücke Lim II (277 m)                          | Brücke Lim II (277 m)                          |
| Bahnhof | 264,641 | Лучице / Lučice                                | 501 m. i. J.                                   |
| Tunnel | | Sopotnica-Tunnel (1941 m)                      | Sopotnica-Tunnel (1941 m)                      |
| Tunnel | | Strugovi-Tunnel (2765 m)                       | Strugovi-Tunnel (2765 m)                       |
| Tunnel | | Lipovica-Tunnel (290 m)                        | Lipovica-Tunnel (290 m)                        |
| Bahnhof | 273,329 | Бродарево / Brodarevo                          | 559 m. i. J.                                   |
| Tunnel | | Mili-Tunnel (2259 m)                           | Mili-Tunnel (2259 m)                           |
| Tunnel | | Tunnel Nr. 135 (424 m)                         | Tunnel Nr. 135 (424 m)                         |
| Tunnel | | Tunnel Nr. 136 (222 m)                         | Tunnel Nr. 136 (222 m)                         |
| Brücke über Wasserlauf | | Brücke Ramovića Luka (67 m)                    | Brücke Ramovića Luka (67 m)                    |
| Tunnel | | Tunnel Nr. 137 (582 m)                         | Tunnel Nr. 137 (582 m)                         |
| Tunnel | | Tunnel Nr. 138 (988 m)                         | Tunnel Nr. 138 (988 m)                         |
| Tunnel | | Tunnel Nr. 139 (136 m)                         | Tunnel Nr. 139 (136 m)                         |
| Tunnel | | Tunnel Nr. 140 (25 m)                          | Tunnel Nr. 140 (25 m)                          |
| Tunnel | | Dubočica-Tunnel (1082 m)                       | Dubočica-Tunnel (1082 m)                       |
| Tunnel | | Tunnel Nr. 142 (1229 m)                        | Tunnel Nr. 142 (1229 m)                        |
| Tunnel | | Tunnel Nr. 143 (384 m)                         | Tunnel Nr. 143 (384 m)                         |
| Tunnel | | Gostun-Tunnel (1245 m)                         | Gostun-Tunnel (1245 m)                         |
| Bahnhof | 285,193 | Врбница / Vrbnica                              | 553 m. i. J.                                   |
| Tunnel | | Tunnel Nr. 145 (60 m)                          | Tunnel Nr. 145 (60 m)                          |
| Tunnel | | Tunnel Nr. 146 (275 m)                         | Tunnel Nr. 146 (275 m)                         |
| Grenze | 287,438 | Staatsgrenze Serbien / Montenegro              | Staatsgrenze Serbien / Montenegro              |
| Brücke über Wasserlauf | | Brücke Lim III (395 m)                         | Brücke Lim III (395 m)                         |
| Tunnel | | Tunnel Nr. 147 (134 m)                         | Tunnel Nr. 147 (134 m)                         |
| ehemaliger Haltepunkt / Haltestelle | 292,300 | Sutivan                                        | Sutivan                                        |
| Tunnel | | Tunnel Nr. 148 (55 m)                          | Tunnel Nr. 148 (55 m)                          |
| Bahnhof | 296,938 | Bijelo Polje                                   | 562 m. i. J.                                   |
| Tunnel | | Tunnel Nr. 149 (242 m)                         | Tunnel Nr. 149 (242 m)                         |
| Haltepunkt / Haltestelle | 299,868 | Lješnica                                       | Lješnica                                       |
| Tunnel | | Tunnel Nr. 150 (481 m)                         | Tunnel Nr. 150 (481 m)                         |
| Bahnhof | 304,237 | Kruševo                                        | 650 m. i. J.                                   |
| Abzweig geradeaus und nach links | | Anschluss Tanklager Jugopetrol                 | Anschluss Tanklager Jugopetrol                 |
| Tunnel | | Tunnel Nr. 151 (202 m)                         | Tunnel Nr. 151 (202 m)                         |
| Haltepunkt / Haltestelle | 308,330 | Ravna Rijeka                                   | Ravna Rijeka                                   |
| Tunnel | | Tunnel Nr. 152 (98 m)                          | Tunnel Nr. 152 (98 m)                          |
| Tunnel | | Tunnel Nr. 153 (475 m)                         | Tunnel Nr. 153 (475 m)                         |
| Haltepunkt / Haltestelle | 310,470 | Slijepač Most                                  | Slijepač Most                                  |
| Tunnel | | Tunnel Nr. 154 (505 m)                         | Tunnel Nr. 154 (505 m)                         |
| Brücke über Wasserlauf | | Ljuboviđa-Brücke (450 m)                       | Ljuboviđa-Brücke (450 m)                       |
| Tunnel | | Tunnel Nr. 155 (397 m)                         | Tunnel Nr. 155 (397 m)                         |
| Tunnel | | Tunnel Nr. 156 (172 m)                         | Tunnel Nr. 156 (172 m)                         |
| Bahnhof | 313,634 | Mijatovo Kolo                                  | 756 m. i. J.                                   |
| Tunnel | | Tunnel Nr. 157 (182 m)                         | Tunnel Nr. 157 (182 m)                         |
| Tunnel | | Tunnel Nr. 158 (215 m)                         | Tunnel Nr. 158 (215 m)                         |
| Tunnel | | Tunnel Nr. 159 (188 m)                         | Tunnel Nr. 159 (188 m)                         |
| Tunnel | | Tunnel Nr. 160 (40 m)                          | Tunnel Nr. 160 (40 m)                          |
| Haltepunkt / Haltestelle | 316,600 | Žari                                           | Žari                                           |
| Tunnel | | Razvršje-Tunnel (3246 m)                       | Razvršje-Tunnel (3246 m)                       |
| Bahnhof | 321,339 | Mojkovac                                       | 891 m. i. J.                                   |
| Brücke über Wasserlauf | | Tara (ca. 120 m)                               | Tara (ca. 120 m)                               |
| Tunnel | | Tunnel Nr. 162 (203 m)                         | Tunnel Nr. 162 (203 m)                         |
| Tunnel | | Tunnel Nr. 163 (265 m)                         | Tunnel Nr. 163 (265 m)                         |
| Haltepunkt / Haltestelle | 324,416 | Štitarička Rijeka                              | Štitarička Rijeka                              |
| Tunnel | | Tunnel Nr. 164 (158 m)                         | Tunnel Nr. 164 (158 m)                         |
| Brücke über Wasserlauf | | Brücke Tara II (340 m)                         | Brücke Tara II (340 m)                         |
| Brücke über Wasserlauf | | (ca. 190 m)                                    | (ca. 190 m)                                    |
| Tunnel | | Tunnel Nr. 165 (114 m)                         | Tunnel Nr. 165 (114 m)                         |
| Tunnel | | Tunnel Nr. 166 (165 m)                         | Tunnel Nr. 166 (165 m)                         |
| Tunnel | | Tunnel Nr. 167 (415 m)                         | Tunnel Nr. 167 (415 m)                         |
| Tunnel | | Tunnel Nr. 168 (493 m)                         | Tunnel Nr. 168 (493 m)                         |
| Tunnel | | Tunnel Nr. 169 (285 m)                         | Tunnel Nr. 169 (285 m)                         |
| Tunnel | | Tunnel Nr. 170 (236 m)                         | Tunnel Nr. 170 (236 m)                         |
| Bahnhof | 331,115 | Trebaljevo                                     | 952 m. i. J.                                   |
| Tunnel | | Tunnel Nr. 171 (340 m)                         | Tunnel Nr. 171 (340 m)                         |
| Tunnel | | Tunnel Nr. 172 (268 m)                         | Tunnel Nr. 172 (268 m)                         |
| Tunnel | | Tunnel Nr. 173 (ca. 400 m)                     | Tunnel Nr. 173 (ca. 400 m)                     |
| Tunnel | | Tunnel Nr. 174 (160 m)                         | Tunnel Nr. 174 (160 m)                         |
| Tunnel | | Tunnel Nr. 175 (201 m)                         | Tunnel Nr. 175 (201 m)                         |
| Brücke über Wasserlauf | | (ca. 210 m)                                    | (ca. 210 m)                                    |
| Haltepunkt / Haltestelle | 334,800 | Oblutak                                        | Oblutak                                        |
| Tunnel | | Susac-Tunnel (985 m)                           | Susac-Tunnel (985 m)                           |
| Tunnel | | Radigojno-Tunnel (2370 m)                      | Radigojno-Tunnel (2370 m)                      |
| Bahnhof | 340,650 | Kolašin                                        | 1027 m. i. J.                                  |
| Tunnel | | Šljivovica-Tunnel (2194 m)                     | Šljivovica-Tunnel (2194 m)                     |
| Brücke über Wasserlauf | | Skrbuša-Brücke (ca. 180 m)                     | Skrbuša-Brücke (ca. 180 m)                     |
| Haltepunkt / Haltestelle | 343,840 | Padež                                          | Padež                                          |
| Tunnel | | Tunnel Nr. 179 (874 m)                         | 1032 m. i. J.                                  |
| Tunnel | | Tunnel Nr. 180 (420 m)                         | Tunnel Nr. 180 (420 m)                         |
| Brücke über Wasserlauf | | (ca. 170 m)                                    | (ca. 170 m)                                    |
| Tunnel | | Tunnel Nr. 181 (185 m)                         | Tunnel Nr. 181 (185 m)                         |
| Brücke über Wasserlauf | | Brücke Tara I (270 m)                          | Brücke Tara I (270 m)                          |
| Haltepunkt / Haltestelle | 347,150 | Mateševo                                       | 1032 m. i. J.                                  |
| Tunnel | | Ostrovica-Tunnel (3827 m)                      | Ostrovica-Tunnel (3827 m)                      |
| Tunnel | | Tunnel Nr. 183 (105 m)                         | Tunnel Nr. 183 (105 m)                         |
| Bahnhof | 351,468 | Kos                                            | 946 m. i. J.                                   |
| Tunnel | | Tunnel Nr. 184 (106 m)                         | Tunnel Nr. 184 (106 m)                         |
| Tunnel | | Tunnel Nr. 185 (1208 m)                        | Tunnel Nr. 185 (1208 m)                        |
| Tunnel | | Tunnel Nr. 186 (97 m)                          | Tunnel Nr. 186 (97 m)                          |
| Tunnel | | Tunnel Nr. 187 (239 m)                         | Tunnel Nr. 187 (239 m)                         |
| Haltepunkt / Haltestelle | 354,010 | Selište                                        | Selište                                        |
| Brücke über Wasserlauf | | (ca. 140 m)                                    | (ca. 140 m)                                    |
| Tunnel | | Tunnel Nr. 188 (132 m)                         | Tunnel Nr. 188 (132 m)                         |
| Tunnel | | Tunnel Nr. 189 (208 m)                         | Tunnel Nr. 189 (208 m)                         |
| Tunnel | | Tunnel Nr. 190 (1438 m)                        | Tunnel Nr. 190 (1438 m)                        |
| Tunnel | | Tunnel Nr. 191 (119 m)                         | Tunnel Nr. 191 (119 m)                         |
| Tunnel | | Tunnel Nr. 192 (164 m)                         | Tunnel Nr. 192 (164 m)                         |
| Tunnel | | Tunnel Nr. 193 (396 m)                         | Tunnel Nr. 193 (396 m)                         |
| Tunnel | | Tunnel Nr. 194 (129 m)                         | Tunnel Nr. 194 (129 m)                         |
| Brücke über Wasserlauf | | (ca. 270 m)                                    | (ca. 270 m)                                    |
| Tunnel | | Tunnel Nr. 195 (147 m)                         | Tunnel Nr. 195 (147 m)                         |
| Bahnhof | 358,795 | Trebešica                                      | 825 m. i. J.                                   |
| Tunnel | | Trebešica-Tunnel (5122 m)                      | Trebešica-Tunnel (5122 m)                      |
| Haltepunkt / Haltestelle | 364,490 | Kruševački Potok                               | Kruševački Potok                               |
| Tunnel | | Tunnel Nr. 197 (40 m)                          | Tunnel Nr. 197 (40 m)                          |
| Tunnel | | Tunnel Nr. 198 (65 m)                          | Tunnel Nr. 198 (65 m)                          |
| Tunnel | | Tunnel Nr. 199 (76 m)                          | Tunnel Nr. 199 (76 m)                          |
| Tunnel | | Tunnel Nr. 200 (38 m)                          | Tunnel Nr. 200 (38 m)                          |
| Tunnel | | Tunnel Nr. 201 (339 m)                         | Tunnel Nr. 201 (339 m)                         |
| Tunnel | | Tunnel Nr. 202 (305 m)                         | Tunnel Nr. 202 (305 m)                         |
| Tunnel | | Tunnel Nr. 203 (244 m)                         | Tunnel Nr. 203 (244 m)                         |
| Tunnel | | Tunnel Nr. 204 (511 m)                         | Tunnel Nr. 204 (511 m)                         |
| Tunnel | | Tunnel Nr. 205 (372 m)                         | Tunnel Nr. 205 (372 m)                         |
| Tunnel | | Tunnel Nr. 206 (322 m)                         | Tunnel Nr. 206 (322 m)                         |
| Tunnel | | Tunnel Nr. 207 (100 m)                         | Tunnel Nr. 207 (100 m)                         |
| Brücke über Wasserlauf | | (ca. 75 m)                                     | (ca. 75 m)                                     |
| Tunnel | | Tunnel Nr. 208 (281 m)                         | Tunnel Nr. 208 (281 m)                         |
| Tunnel | | Tunnel Nr. 209 (53 m)                          | Tunnel Nr. 209 (53 m)                          |
| Tunnel | | Tunnel Nr. 210 (165 m)                         | Tunnel Nr. 210 (165 m)                         |
| Tunnel | | Tunnel Nr. 211 (203 m)                         | Tunnel Nr. 211 (203 m)                         |
| Brücke über Wasserlauf | | Lutovo-Viadukt (95 m)                          | Lutovo-Viadukt (95 m)                          |
| Tunnel | | Tunnel Nr. 212 (140 m)                         | Tunnel Nr. 212 (140 m)                         |
| Bahnhof | 369,604 | Lutovo                                         | 636 m. i. J.                                   |
| Tunnel | | Tunnel Nr. 213 (140 m)                         | Tunnel Nr. 213 (140 m)                         |
| Tunnel | | Tunnel Nr. 214 (80 m)                          | Tunnel Nr. 214 (80 m)                          |
| Tunnel | | Tunnel Nr. 215 (673 m)                         | Tunnel Nr. 215 (673 m)                         |
| Tunnel | | Tunnel Nr. 216 (121 m)                         | Tunnel Nr. 216 (121 m)                         |
| Tunnel | | Tunnel Nr. 217 (435 m)                         | Tunnel Nr. 217 (435 m)                         |
| Tunnel | | Tunnel Nr. 218 (309 m)                         | Tunnel Nr. 218 (309 m)                         |
| Tunnel | | Tunnel Nr. 219 (744 m)                         | Tunnel Nr. 219 (744 m)                         |
| Tunnel | | Tunnel Nr. 220 (255 m)                         | Tunnel Nr. 220 (255 m)                         |
| Haltepunkt / Haltestelle | 373,906 | Pelev Brijeg                                   | Pelev Brijeg                                   |
| Tunnel | | Tunnel Nr. 221 (631 m)                         | Tunnel Nr. 221 (631 m)                         |
| Tunnel | | Tunnel Nr. 222 (136 m)                         | Tunnel Nr. 222 (136 m)                         |
| Tunnel | | Tunnel Nr. 223 (119 m)                         | Tunnel Nr. 223 (119 m)                         |
| Tunnel | | Tunnel Nr. 224 (244 m)                         | Tunnel Nr. 224 (244 m)                         |
| Tunnel | | Tunnel Nr. 225 (380 m)                         | Tunnel Nr. 225 (380 m)                         |
| Tunnel | | Tunnel Nr. 226 (94 m)                          | Tunnel Nr. 226 (94 m)                          |
| Tunnel | | Tunnel Nr. 227 (84 m)                          | Tunnel Nr. 227 (84 m)                          |
| Tunnel | | Tunnel Nr. 228 (198 m)                         | Tunnel Nr. 228 (198 m)                         |
| Bahnhof | 379,111 | Bratonožići                                    | 439 m. i. J.                                   |
| Tunnel | | Tunnel Nr. 229 (375 m)                         | Tunnel Nr. 229 (375 m)                         |
| Tunnel | | Tunnel Nr. 230 (173 m), Autoput Bar–Boljare    | Tunnel Nr. 230 (173 m), Autoput Bar–Boljare    |
| Haltepunkt / Haltestelle | 383,580 | Podkrš                                         | Podkrš                                         |
| Tunnel | | Tunnel Nr. 231 (38 m)                          | Tunnel Nr. 231 (38 m)                          |
| Tunnel | | Tunnel Nr. 232 (927 m)                         | Tunnel Nr. 232 (927 m)                         |
| Brücke über Wasserlauf | | Mala-Rijeka-Viadukt (498 m)                    | Mala-Rijeka-Viadukt (498 m)                    |
| Tunnel | | Tunnel Nr. 233 (162 m)                         | Tunnel Nr. 233 (162 m)                         |
| Tunnel | | Tunnel Nr. 234 (78 m)                          | Tunnel Nr. 234 (78 m)                          |
| Tunnel | | Tunnel Nr. 235 (100 m)                         | Tunnel Nr. 235 (100 m)                         |
| Tunnel | | Tunnel Nr. 236 (92 m)                          | Tunnel Nr. 236 (92 m)                          |
| Tunnel | | Tunnel Nr. 237 (206 m)                         | Tunnel Nr. 237 (206 m)                         |
| Tunnel | | Tunnel Nr. 238 (400 m)                         | Tunnel Nr. 238 (400 m)                         |
| Tunnel | | Tunnel Nr. 239 (190 m)                         | Tunnel Nr. 239 (190 m)                         |
| Tunnel | | Tunnel Nr. 240 (639 m)                         | Tunnel Nr. 240 (639 m)                         |
| Bahnhof | 389,571 | Bioče                                          | 247 m. i. J.                                   |
| Tunnel | | Tunnel Nr. 241 (487 m)                         | Tunnel Nr. 241 (487 m)                         |
| Tunnel | | Tunnel Nr. 242 (352 m)                         | Tunnel Nr. 242 (352 m)                         |
| Tunnel | | Tunnel Nr. 243 (232 m)                         | Tunnel Nr. 243 (232 m)                         |
| Tunnel | | Tunnel Nr. 244 (346 m)                         | Tunnel Nr. 244 (346 m)                         |
| Tunnel | | Tunnel Nr. 245 (132 m)                         | Tunnel Nr. 245 (132 m)                         |
| Tunnel | | Tunnel Nr. 246 (64 m)                          | Tunnel Nr. 246 (64 m)                          |
| Tunnel | | Tunnel Nr. 247 (266 m)                         | Tunnel Nr. 247 (266 m)                         |
| Tunnel | | Tunnel Nr. 248 (75 m)                          | Tunnel Nr. 248 (75 m)                          |
| Haltepunkt / Haltestelle | 400,456 | Zlatica                                        | Zlatica                                        |
| Abzweig geradeaus und von rechts | | von Nikšić                                     | von Nikšić                                     |
| Bahnhof | 405,143 | Podgorica                                      | 51 m. i. J.                                    |
| Abzweig geradeaus und nach links | | Anschluss Zetatrans                            | Anschluss Zetatrans                            |
| Abzweig geradeaus und nach rechts | | Anschluss Kombinat aluminijuma Podgorica       | Anschluss Kombinat aluminijuma Podgorica       |
| Abzweig geradeaus und nach links | | nach Shkodra                                   | nach Shkodra                                   |
| Brücke über Wasserlauf | | Cijevna                                        | Cijevna                                        |
| Haltepunkt / Haltestelle | 413,080 | Aerodrom                                       | Aerodrom                                       |
| Bahnhof | 415,830 | Golubovci                                      | 15 m. i. J.                                    |
| Haltepunkt / Haltestelle | 419,129 | Morača                                         | Morača                                         |
| Bahnhof | 424,408 | Zeta                                           | 11 m. i. J.                                    |
| Brücke über Wasserlauf | | Morača-Brücke (80 m)                           | Morača-Brücke (80 m)                           |
| Haltepunkt / Haltestelle | 427,614 | Vranjina                                       | Vranjina                                       |
| Brücke über Wasserlauf | | Skutarisee                                     | Skutarisee                                     |
| Tunnel | | Tunnel Nr. 249 (390 m)                         | Tunnel Nr. 249 (390 m)                         |
| Bahnhof | 434,120 | Virpazar                                       | 11 m. i. J.                                    |
| Haltepunkt / Haltestelle | 437,545 | Crmnica                                        | Crmnica                                        |
| Tunnel | | Sozina-Tunnel (6170 m)                         | Sozina-Tunnel (6170 m)                         |
| Bahnhof | 446,148 | Sutomore                                       | 38 m. i. J.                                    |
| Tunnel | | Ratac-Tunnel (545 m)                           | Ratac-Tunnel (545 m)                           |
| Tunnel | | Šušanj-Tunnel (443 m)                          | Šušanj-Tunnel (443 m)                          |
| Haltepunkt / Haltestelle | 452,059 | Šušanj                                         | Šušanj                                         |
| Bahnhof | 454,847 | Bar                                            | 10 m. i. J.                                    |
| Strecke | | zum Hafen Bar                                  | zum Hafen Bar                                  |
| | |                                                |                                                |
| Quellen: | |                                                |                                                |

Die Eisenbahnstrecke Belgrad–Bar ist eine 1976 fertiggestellte 476 km lange elektrifizierte Hauptbahn in Serbien und Montenegro, die Belgrad mit dem Mittelmeerhafen Bar verbindet. Sie wurde von den  Jugoslawischen Staatsbahnen (JŽ) in 25 Jahren Bauzeit errichtet und wird heute von deren Nachfolgegesellschaften Železnice Srbije (ŽS), Željeznice Republike Srpske (ŽRS) und Željeznička infrastruktura Crne Gore (ŽICG) betrieben.
Die Gebirgsbahn überquert drei Gebirgszüge im Dinarischen Gebirge und hat ihren Scheitelpunkt auf 1032 m. Südlich von diesem beträgt die Maximalsteigung der Strecke 25 ‰, nördlich davon 17 ‰. Die Streckenführung im schwierigen Gelände machte 254 Tunnel und über 243 Brücken notwendig. Die Trassenführung gilt als eine der schwierigsten Europas.
Die Verbindung von der serbischen Hauptstadt an die Adriaküste gehörte in Europa zu den großen Eisenbahnprojekten der zweiten Hälfte des 20. Jahrhunderts. Sie galt zu ihrer Zeit als bedeutendster Eisenbahnbau nach dem Zweiten Weltkrieg und teuerstes Infrastrukturprojekt der Sozialistischen Föderativen Republik Jugoslawien. Sie ist heute Serbiens kürzeste Anbindung an einen Mittelmeerhafen und die einzige internationale Personenverkehrsverbindung Montenegros. Über die abzweigende Strecke Podgorica–Shkodra ist seit 1986 auch Albanien an das europäische Eisenbahnnetz angeschlossen. Von der Streckeneröffnung bis 2018 war der Kopfbahnhof Beograd Ausgangspunkt der Züge nach Montenegro; seit 2021 fahren alle Züge ab dem Bahnhof Beograd Centar.

## Streckenbeschreibung

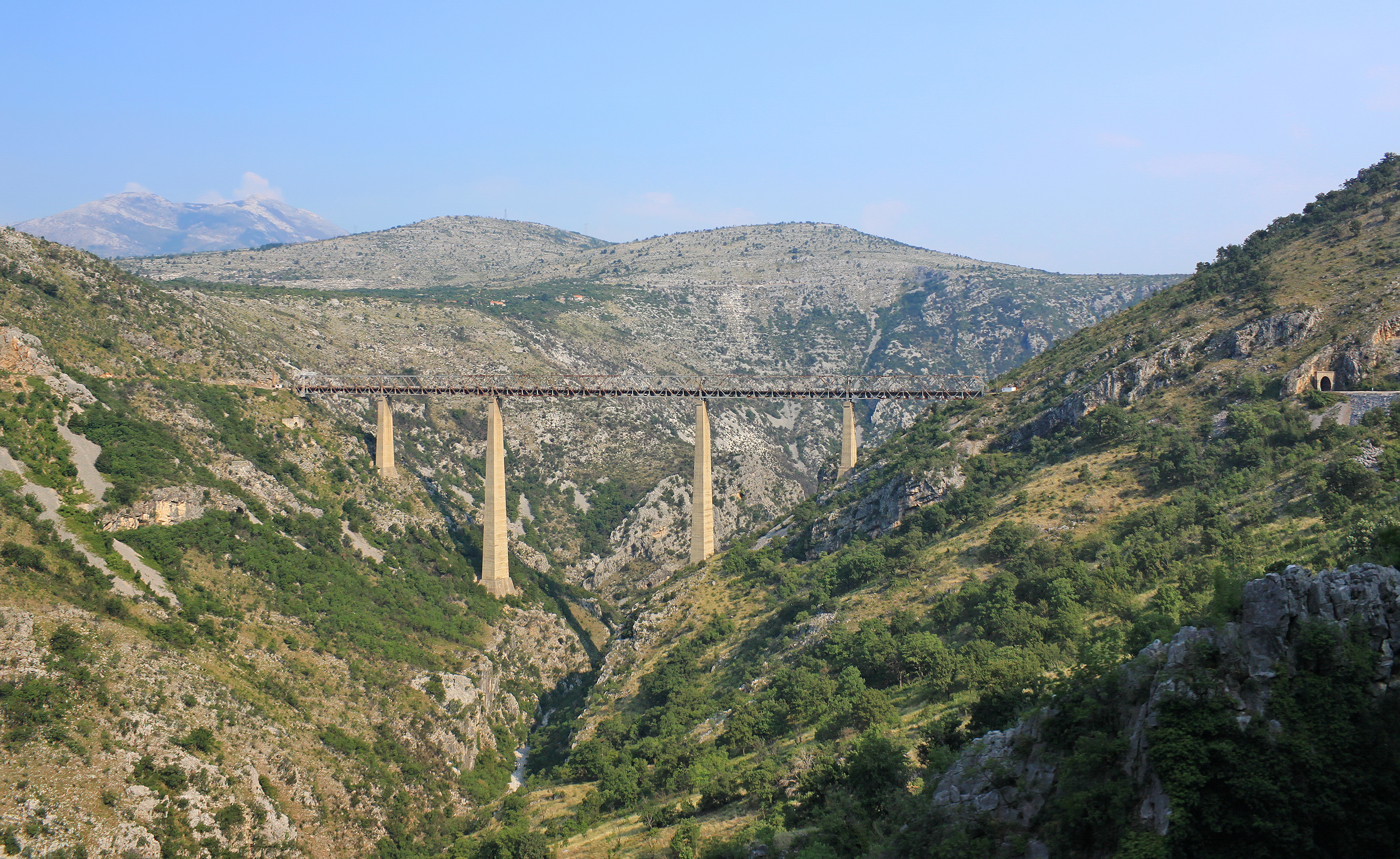
Mala-Rijeka-Viadukt

Die durch landschaftlich reizvolle Schluchten und Gebirgsregionen an das Mittelmeer führende Strecke ist ein bedeutender Zubringer zur montenegrinischen Küste im Sommertourismus sowie im Güterverkehr als Verbindung für die Auto-, Schwer-, chemische und Maschinenbauindustrie aus den serbischen Industrieregionen der Šumadija, Pomoravlje, Polimlje und dem Großraum Belgrad zum Hafen Bar.

### Geographie und Landschaft
Die Strecke Belgrad–Bar ist die südlichste Eisenbahntransversale der Balkanhalbinsel, die die Donauebene mit der Mittelmeerküste verbindet. Das größte Hindernis dieser Verbindung ist das Dinarische Gebirge, das von der Strecke an dessen breitester Stelle durchquert wird. Die Strecke verläuft entlang tief eingeschnittener Täler, die stellenweise kaum eine Talsohle haben. Die Trassenführung ist wegen der von Nordwesten nach Südosten quer zur Verbindung verlaufenden Gebirgsketten besonders schwierig.
Schneefall und Niederschläge können den Bahnverkehr beeinträchtigen. Die Staulagen am Gebirgsriegel führen zu Niederschlagswerten, die zu den höchsten Europas zählen. In Crkvice werden jährlich bis 5000 l/m² gemessen.

### Trassenführung
Die Eisenbahnlinie wechselt wegen der sehr verschiedenartigen von ihr durchfahrenen Landschaften mehrere Male ihre technische Charakteristik. Als Hügellandstrecke in der Šumadija beginnend, ist sie im breiten Tal der Kolubara eine Flachbahn, wird nach Valjevo im westserbischen Bergland zu einer Gebirgsbahn, bis sie bei Priboj das schluchtartige Tal des Flusses Lim erreicht. Dort hat die Strecke den Charakter einer teilweise sehr schwierigen Talbahn und ist zwischen Bijelo Polje und Podgorica wieder eine Gebirgsbahn unter schwierigen Verhältnissen, da sie hier die Hochkarstzone durchfährt. Zwischen Podgorica und Bar verläuft die Strecke erst in einer Ebene, durchfährt dann das Küstengebirge mit dem als Basistunnel gebauten Sozina-Tunnel und erreicht nach einer kurzen Uferstrecke den Hafen Bar.
Sie berührt beinahe sämtliche Reliefftypen Südosteuropas, durchzieht aber in ihrem überwiegenden Teil Gebirgslandschaften. Am schwierigsten sind die Abschnitte zwischen Užice und Priboj, wo die 1500 m hohe Zlatiborkette durchquert wird, sowie zwischen Bijelo Polje und Podgorica, wo die 2100 m hohen Hochdinariden durchquert werden. Die Strecke weist drei Scheitelpunkte auf: der erste liegt im Drenovački-kik-Tunnel auf 539 m, der zweite im Zlatibor-Tunnel auf 701 m und der dritte im Bahnhof Kolašin auf 1032 m.

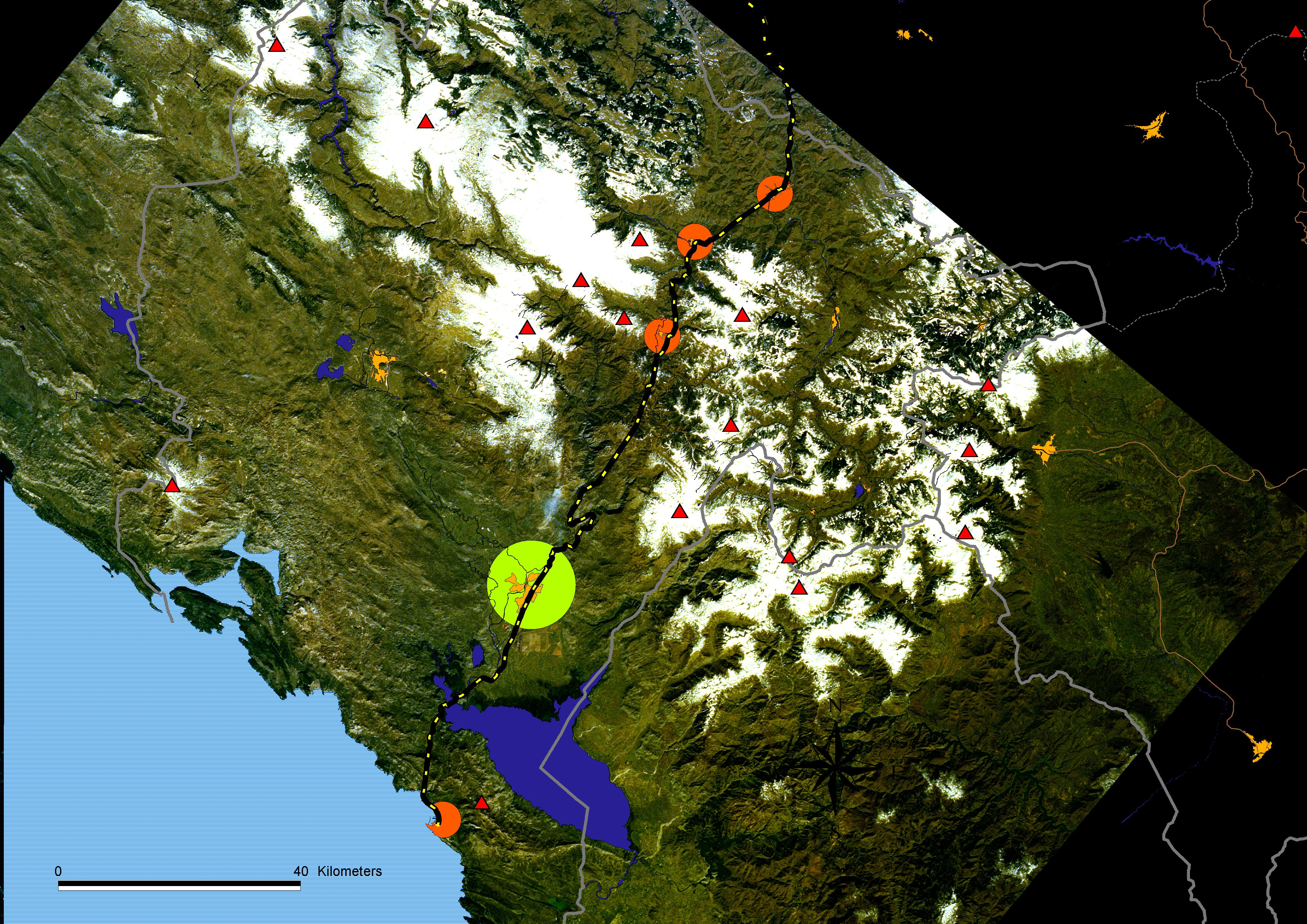
Überquerung des Dinarischen Gebirges

#### Belgrad – Bijelo Polje
Nach Belgrad und dem Passieren der Eichenwälder der Šumadija (Avala und Kosmaj) durchquert die Trasse das Kohlebecken bei Lazarevac. Im Niederungstal der Kolubara wird nach Valjevo der erste Schluchtabschnitt im Kolubarazufluss Gradac befahren und mittels einer Schleife Höhe bis zum Drenovački-Kik-Tunnel. Danach wird das Einzugsgebiet (entlang des Skrapež/Скрапеж via Požega) der Westlichen Morava und Užice an der Detinja erreicht.
In einem windungsreichen Lauf mit zahlreichen Tunnels durch die offenen, kiefernbestandenen Hochflächen von Zlatar und Zlatibor (Durchstoßung des Zlatibor-Plateaus im gleichnamigen 6 km langen Tunnel vom Detinja-Einzugsgebiet zum Tal eines Rzav-Zuflusses) verläuft sie bei Štrpci über fichtenbestandene Mittelgebirge kurzzeitig über bosnisches Gebiet mit dem 3 km langen Goleš-Tunnel und führt in das Tal des Lim hinab. Dem Lim südwärts bis Bijelo Polje folgend, wird der Flusslauf zwischen Priboj und Prijepolje mehrmals gekreuzt, und die Bahn verlässt beim Kloster Kumanica serbisches Gebiet. Ab Bijelo Polje führt sie durch Montenegro.

#### Bijelo Polje – Bar
Mit dem Mojkovac-Tunnel verlässt die Trasse das Lim-Tal und erreicht den Oberlauf der Tara bei Mojkovac. Dem mit dichten Buchenwäldern bestandenen Talverlauf folgend, durchquert die Trasse den Urwald des Nationalparks Biogradska Gora und verläuft zwischen der Sinjajevina planina und der Moračka planina erstmals zwischen über 2000 m hohen Bergen der Durmitordecke. Hinter Kolašin durchbricht die Bahn das nordmontenegrinische Hochland und führt in den für den Eisenbahnbau technisch anspruchsvollsten geologischen Bereich im schroffen Hochkarst des Morača-Canyons. Zwischen über 2200 m hochragenden Karlingen der Moračka planina verläuft die Trasse über zahlreiche Galerien und Tunnels in die subtropischen Gefilde der Zeta-Ebene, die nach der Überquerung des 202 m hohen Mala-Rijeka-Viadukts mit Zypressen, Feigen und Strandkiefern den auffälligen klimatischen Wechsel zum mediterranen Lebensraum ankündigen. Nach kurzer Fahrt, dem Unterlauf der Morača folgend, erreicht die Bahn Podgorica. Über die untere Zeta-Ebene mit den weitläufigen Weinplantagen des Agrokombinats 13. Juli überquert die Bahn auf einem Damm den flächenmäßig größten See der Balkanhalbinsel, den Skutarisee. Nach Virpazar wird das verkarstete Rumija-Gebirge im Sozina-Tunnel, dem längsten Tunnel der Strecke, durchquert. An der montenegrinischen Riviera liegt schließlich der Endpunkt der Strecke in Bar. Auf der Fahrt zwischen der auf ca. 75 m Höhe liegenden Save-Donau-Niederung in Belgrad und dem auf 11 m Höhe liegenden Bar überwindet die Bahn dabei eine Höhendifferenz von über 1000 m. Die höchstgelegene Station der Bahnstrecke ist Kolašin auf 1024 m über Meer, Scheitelpunkt der Strecke ist südlich Kolašin am Oberlauf der Tara am Haltepunkt Mateševo auf 1032 m über Meer (42° 46′ 10,4″ N, 19° 32′ 7,3″ O). Der steilste Anstieg auf dem Abschnitt von Podgorica nach Bijelo Polje beträgt 25 ‰, alle anderen Rampen der Strecke sind mit maximalen Steigungen bis 18 ‰ ausgeführt.

### Technik

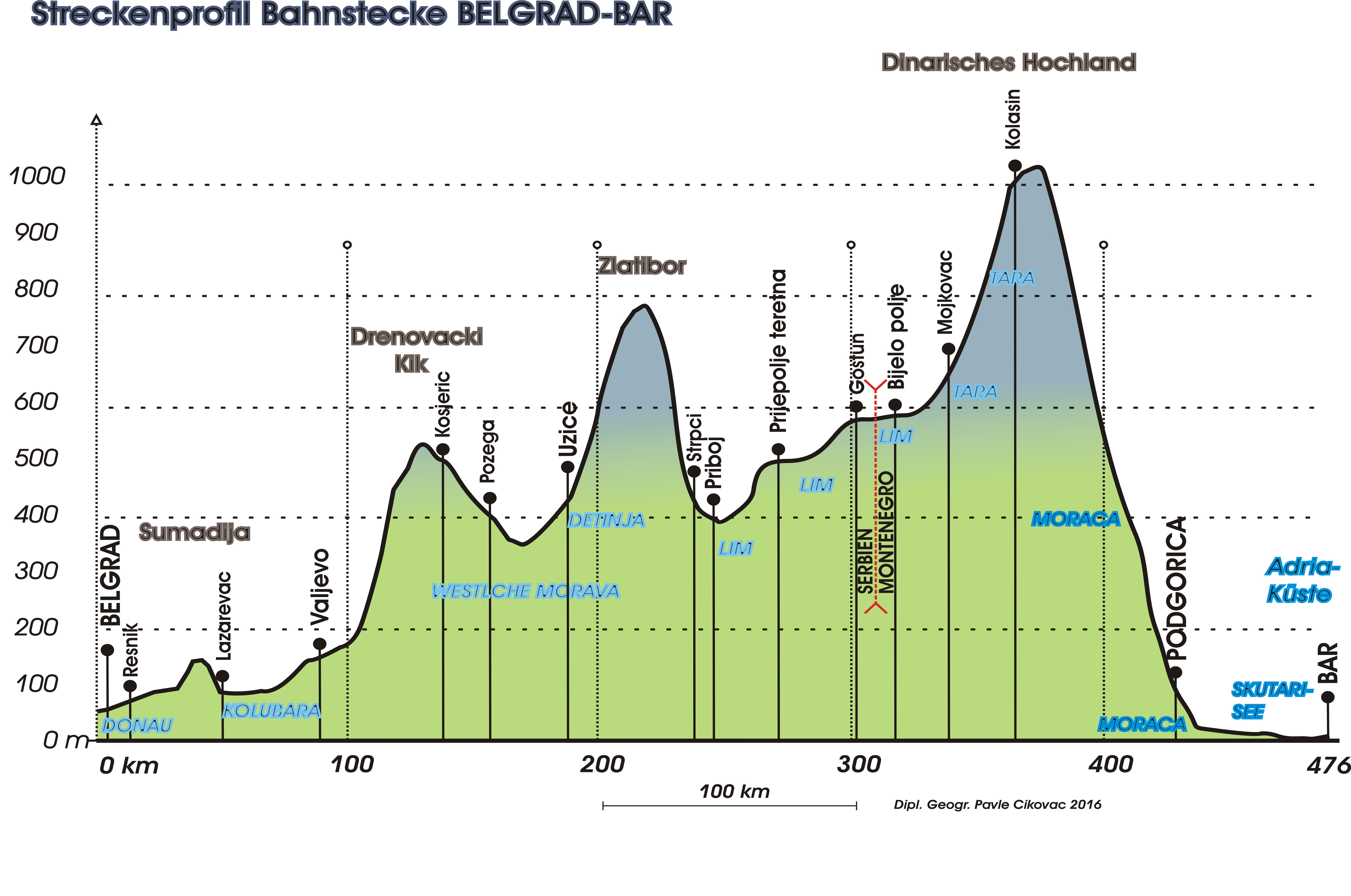
Streckenprofil

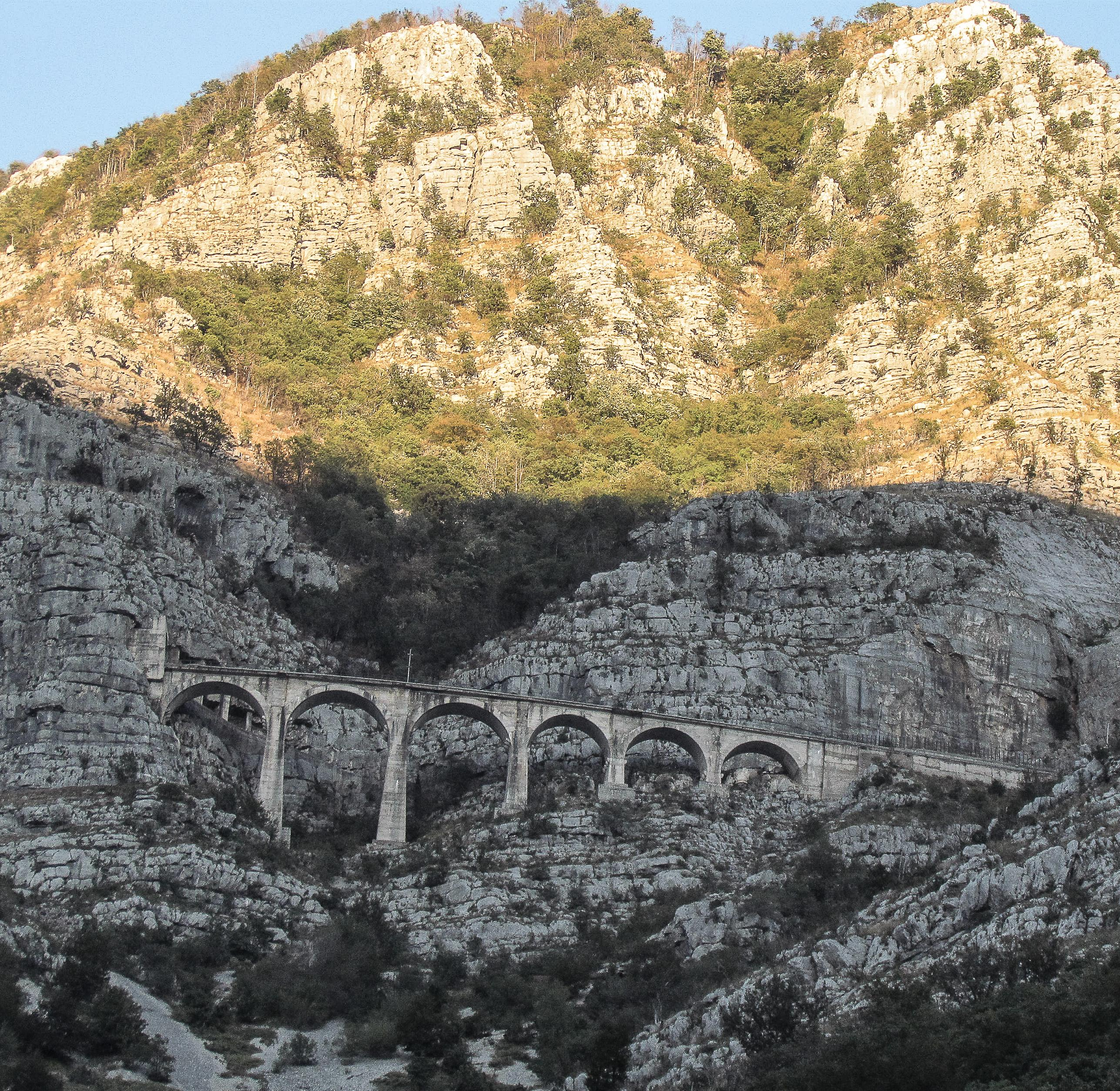
Im 400 m hohen Steilabsturz der Sjeverica verläuft die Bahn in schwierigster Hangtrasse. Im Bild die Lutovo-Hangbrücke.

Es handelt sich um eine regelspurige eingleisige Bahnstrecke mit einer Länge von 476 Kilometern (Belgrad–Bar) (die Gesamtlänge der eigentlichen Neubaustrecke von Resnik bis Bar beträgt 454,8 km, davon 277,6 km in Serbien, 9,8 km in Bosnien und Herzegowina sowie 167,4 km in Montenegro). Die Strecke ist auf ihrer ganzen Länge mit Einphasenwechselspannung von 25 kV mit 50 Hz elektrifiziert. Die Entwurfsgeschwindigkeit beträgt je nach Gelände 75 bis 120 km/h, einige Abschnitte lassen 160 km/h zu. Die Geländevorgaben erzwangen einen beispiellosen technischen Aufwand. Die Strecke hat insgesamt drei Rampenpaare: 539 m zwischen Samari und Ražana, 791 m im Zlatibor Tunnel, 1032 m hinter Kolašin. Abgesehen von voluminösen Gesteins- und Erdbewegungen erforderte die Trassierung der eingleisigen Vollspurstrecke die Erstellung von 254 Tunnelbauten mit einer Gesamtlänge von 114,435 km sowie über 435 Brücken mit einer Gesamtlänge von 14,593 km. Damit liegt ein knappes Viertel der Strecke in Tunneln. Insbesondere mussten sämtliche höher aufragenden Gebirgskomplexe unterquert werden, so dass denn auch die längsten Tunnelstrecken unter der Küsten- und Zlatiborkette sowie im montenegrinischen Hochland vorzufinden sind. Die Häufung von Kunstbauten führt dazu, dass die Strecke Belgrad–Bar das Superlativ der brücken- und tunnelreichsten Bahn Europas für sich beanspruchen darf. Die längsten Tunnel sind der Sozina-Tunnel (6,171 km) und der Zlatibor-Tunnel (6,169 km), Trebešica-Tunnel (5,172 km), Goleš-Tunnel (4,949 km), Ostrovica-Tunnel (3,831 km), Mojkovac-Tunnel (3,263 km). Mit weiteren sieben Tunneln nehmen diese mit zusammen 49 km schon 42 % der gesamten Streckenlänge unter Tage ein.
Die Trassierungsmöglichkeiten im Hochkarst zwischen Kolašin und Podgorica mit einer Höhendifferenz von 1000 m wurden von aus zwölf Ingenieuren und 28 Technikern und Arbeitern gebildeten Trassierungsgruppen in 18 Monaten in mehr als 30 Trassierungsvarianten untersucht. Stereoluftbildpaare des VGI (Vojnogeografski Institut Beograd) dienten als Kartierungsgrundlage in dem außerordentlich zerklüfteten, wasser- und weglosen Karst Montenegros, ein großer Teil der Arbeit musste dennoch im weglosen Gebirge tachymetrisch kartiert werden. Die Beteiligten kampierten im Gelände und konnten nur mit Tragtieren versorgt werden. Die Trassierungsmöglichkeiten wurden in bergsteigerischer Art erkundet. Drei Trassenvarianten wurden untersucht: „Obere Morača-Variante“ (M 3) mit einem Scheiteltunnel durch einen Ausläufer des Sinjavina-Gebirges mit einer doppelten Kehrschleife, die „Tieferliegende Obere Morača-Variante“ (M 10) mit einem sehr langen Tunnel durch das Sinjavina-Massiv und die später ausgeführte „Ostrovica-Variante“ (M 14) mit dem Scheiteltunnel Ostrovica – wo die Trasse die europäische Hauptwasserscheide quert. Um die ausgeführte Trasse in einem möglichst schnellen und nicht allzu aufwendigen Abstieg mit einer Höchstneigung von 25 ‰ in die Zeta-Ebene zu führen, bildeten der Trebešica-Tunnel in der Bratonožiči-Hochfläche sowie das Mala-Rijeka-Viadukt die größten Herausforderungen im technisch und baulich schwierigsten Streckenabschnitt. Die mit 25 ‰ absteigende Hangtrasse in der Bratonožiči-Hochfläche am Abhang der Morača musste durch zahlreiche Tunnel, Hangbrücken, Galerien und Stützmauern bewerkstelligt werden. Als sich bei Bohrungen im Trebešica-Tunnel ein großer und sehr tiefer Höhlensee auftat, wurde dieser durch eine Brücke innerhalb des Tunnels gequert. Beim vorhergehenden Versuch, den Höhlensee auf der Tunneltrasse zuzuschütten, wurde der Verlust eines Menschenlebens beklagt, da der Bagger im Höhlengrund verschwand. Einer der fünf Bahnhöfe dieses Abschnitts, die Betriebsausweiche Duboščica, liegt vollständig im Tunnel und auf einer Hangbrücke im Steilabfall zur Morača. Das bisher gänzlich unzugängliche Karsthochland des Bratonožić-Massivs musste erst durch eine große Zahl von Zufahrtsstraßen erschlossen werden, ehe an den Beginn der Bauarbeiten zu denken war. Die beim Bau der Trasse beschäftigten Arbeiter und Ingenieure mussten fern jeder menschlichen Ansiedlung in der Nähe der Baustellen in eigenen Wohnlagern untergebracht werden. Ihre tägliche Arbeit erforderte immer wieder die Anwendung bergsteigerischer Bewegungs- und Sicherungstechniken.
Die größte und bekannteste Brücke sowie das Erkennungszeichen der Strecke ist der Mala-Rijeka-Viadukt, der 498 m lang ist und sich maximal 198 m über Grund erhebt. Er hat vier Pfeiler mit einer größten Spannweite von 150,8 m zwischen den beiden mittleren Pfeilern. Die Pfeiler sind 60 m, 136 m, 126 m und 42 m hoch. Paul Delacroix stellte die Brücke als Wahrzeichen in der Tradition von Gustave Eiffels Pariser Eiffelturm heraus. Die 498 m langen Metallträger wurden in ihren einzelnen Segmenten in einer Fabrik vormontiert, dann wieder zerlegt und zu Fuß an den Einbauort getragen. Die Brücke liegt in einer Neigung von 3 ‰, im letzten Joch auf der Seite Richtung Podgorica bei 5 ‰. Darauf folgt ein Bogen mit 300 m Radius. Die beiden nächstlängsten Brücken sind Ljubovija (450 m) und Uvac (388 m).
An der Strecke liegen 54 Bahnhöfe: 34 sind Zugangsstellen für den Reise- und Güterverkehr, 9 reine Kreuzungsbahnhöfe, die restlichen Rangierbahnhöfe.
Als theoretische Durchlassfähigkeit wurden 58 bis 66 Zugpaare pro Tag berechnet, die zulässige Achslast beträgt 22 t, das Planum ist 5,7 m breit. Auf der Strecke und in den Bahnhofhauptgleisen wurde das Schienenprofil 49A, in den übrigen Bahnhofsgleisen das Profil 45A verlegt.
Auf der montenegrinischen Teilstrecke beträgt die zulässige Höchstgeschwindigkeit im Jahr 2014 zwischen Kolašin und Podgorica 50 bis 60 km/h, auf den übrigen Teilstrecken 70 bis 80 km/h.

## Geschichte

### Überblick

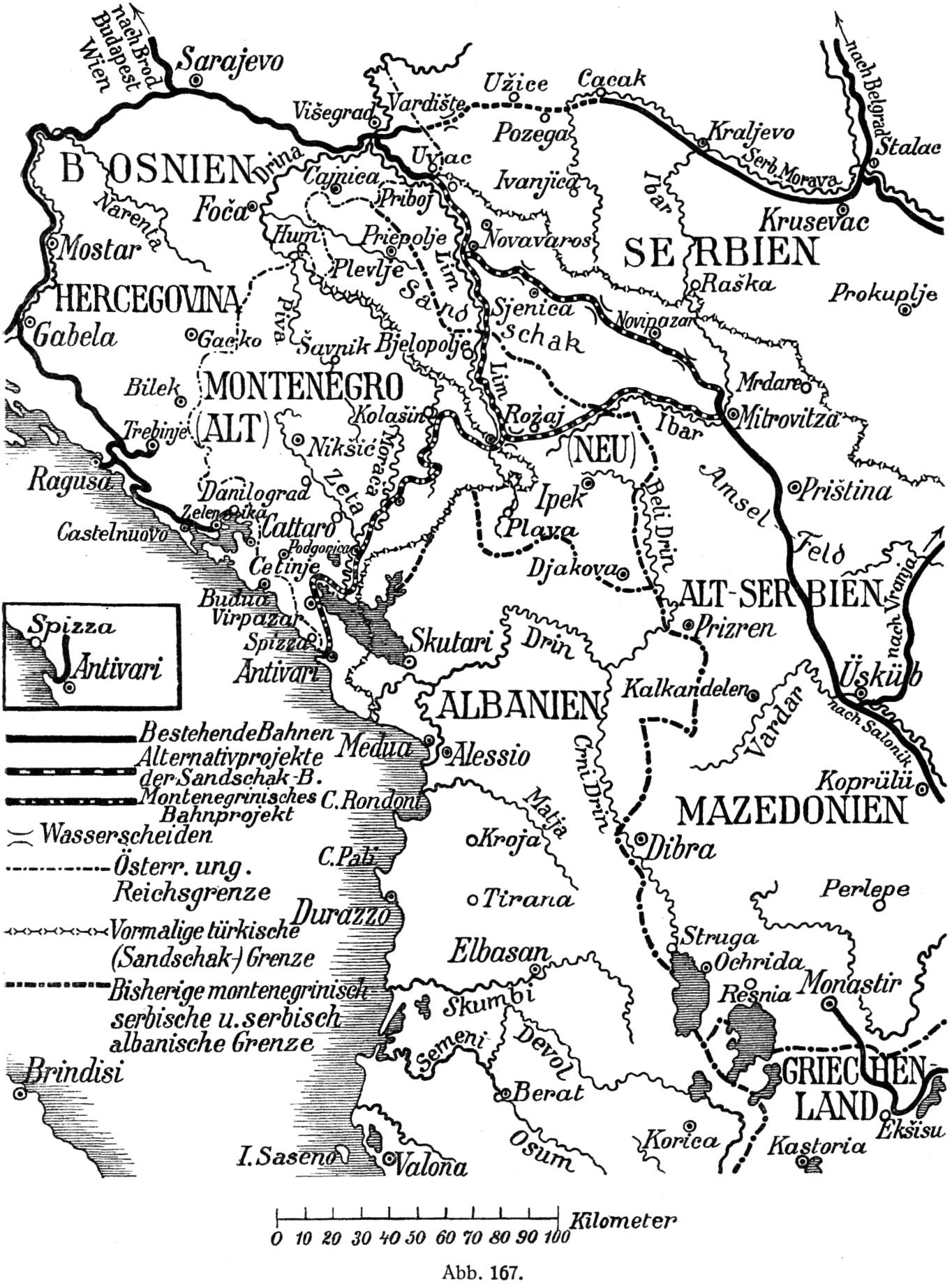
Die Sandschak- und die Donau-Adria-Bahn bildeten die Kernprojekte der politischen Gegner auf der Balkanhalbinsel zu Anfang des 20. Jahrhunderts

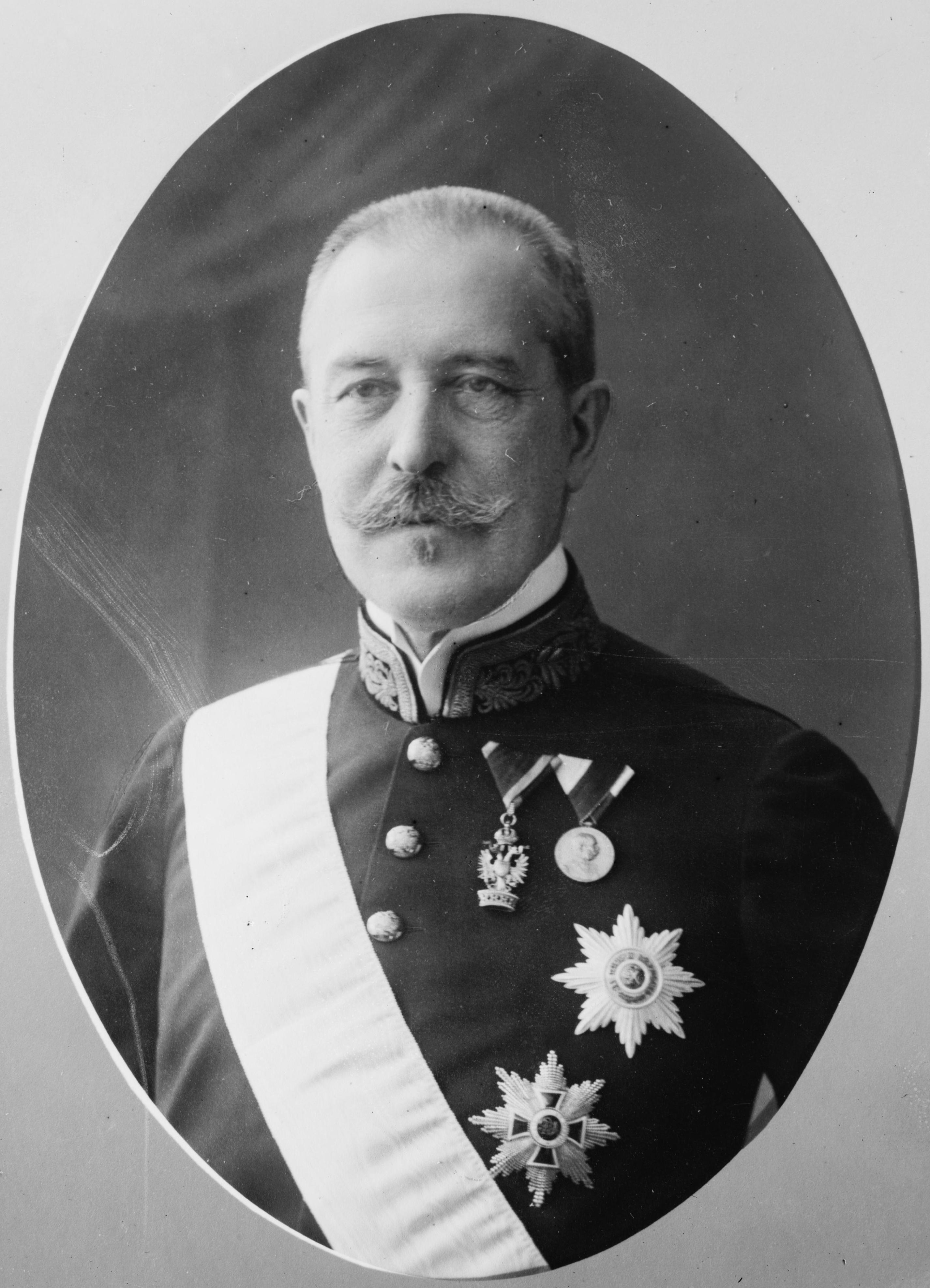
Lexa von Aehrenthal war zwischen 1906 und 1912 k.u.k. Außenminister. Unter Aehrenthal wurden die Konzession der Sandschakbahn sowie insbesondere die Annexion Bosniens und der Herzegowina betrieben, was zum internationalen Konflikt um die Großmacht-Interessen auf der Balkanhalbinsel führte.

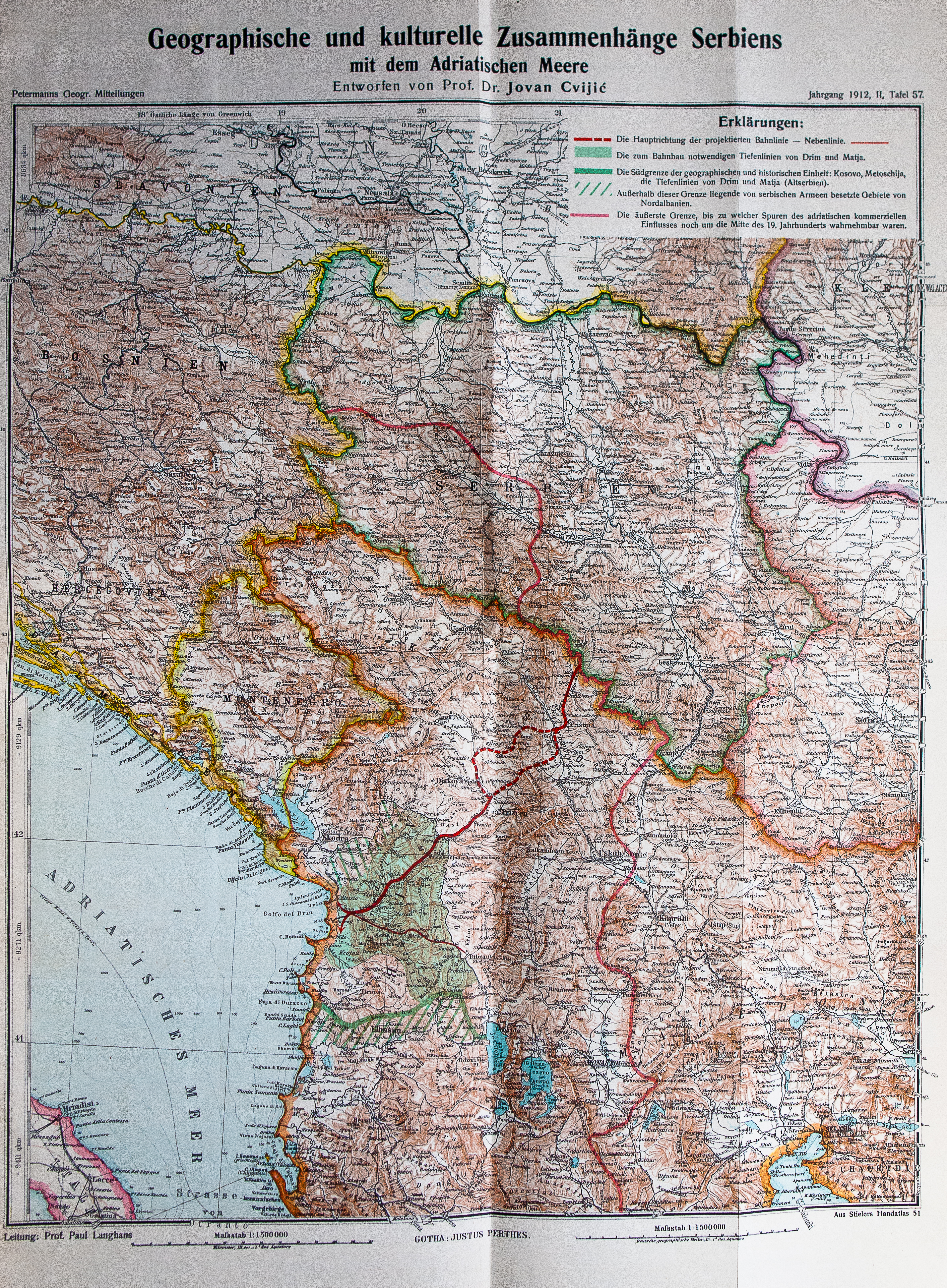
Im Jahre 1912 erschien eine von Jovan Cvijic vorgestellte Trassierungsvariante, die durch die Ergebnisse des Ersten Balkankrieges den Adriaanschluss von Meradare über Kosovo Polje zum Drin-Golf an der albanischen Küste vorsah

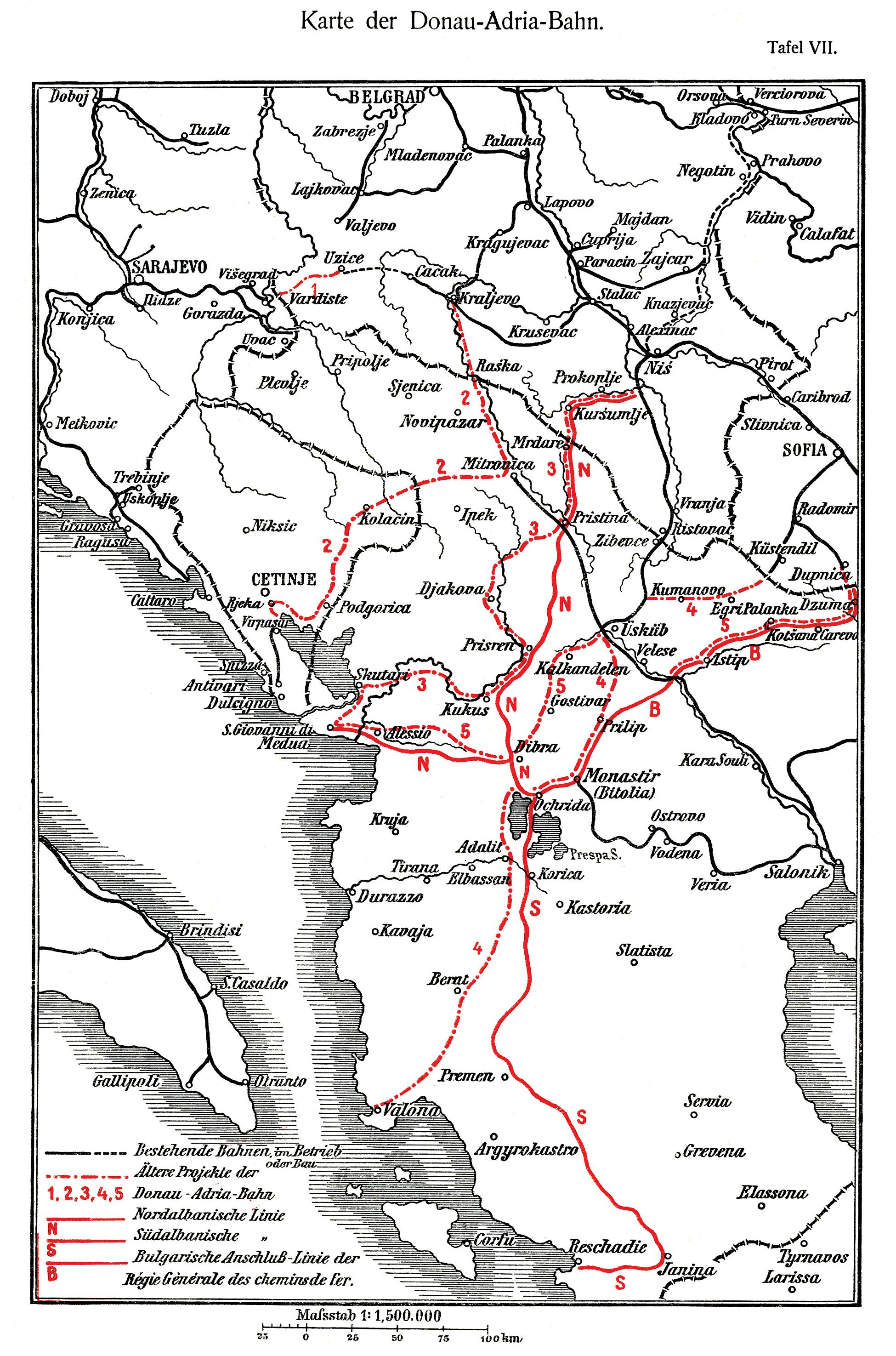
Von Montenegro eine Trassierung der Donau-Adria-Bahn vorgeschlagen, die mit dem Endpunkt in Bar später auch verwirklicht werden sollte

Serbien war im 19. Jahrhundert das letzte unabhängige Land Europas, das mit dem Eisenbahnbau begonnen hatte. Vor dem Ersten Weltkrieg gab es selbst zu den Nachbarländern nur wenige Bahnverbindungen, zu Österreich-Ungarn nur über die Savebrücke bei Belgrad. Die Bosnische Ostbahn wurde aber noch zu Anfang des 20. Jahrhunderts an die serbische Grenze geführt, was hier mehr Misstrauen erregte, als es als Chance gesehen wurde. Insgesamt genügte das Eisenbahnnetz Serbiens auch nicht den damaligen militärischen Anforderungen, da die einzige in Normalspur ausgebaute Hauptstrecke leicht zu unterbrechen war und auch wenig Möglichkeiten einer schnellen Mobilisierung bot. Von Österreich-Ungarn an Serbien angebotene Anbindungen an das bosnische Schmalspurnetz und die darüber erreichbaren Adriahäfen Gruž und Zelenika hätten Serbien auch weiterhin in Abhängigkeit von Österreich-Ungarn belassen und wurden nicht wirklich erörtert.
Österreich-Ungarn erhielt in den Ergebnissen des Russisch-Türkischen Krieges im Berliner Kongress 1878 neben dem Recht, Bosnien und Herzegowina als Protektorat zu verwalten, auch die Erlaubnis, im osmanischen Sandschak in Priboj, Prijepolje und Pljevlja Garnisonen einzurichten, die eine territoriale Vereinigung Serbiens und Montenegros verhindern halfen. Durch ein Abkommen mit der Hohen Pforte wollte Österreich-Ungarn hierüber jedoch auch auf osmanischem Territorium die normalspurige Sandschakbahn verlaufen lassen, die eine Verbindung in deren westlichem Teil zur 1906 vollendeten schmalspurigen österreichischen Bosnischen Ostbahn von Uvac nach Sarajewo und an ihrem östlichen Teil in Kosovska Mitrovica, dem Endpunkt der hier 1874 endenden osmanischen Orientbahn, über Skopje nach Thessaloniki an die Ägäis ermöglichte. Nur noch 160 km trennten nun die Endpunkte der Bahnen.
Dieses Projekt wurde von Serbien misstrauisch beäugt, das nach dem Zollkrieg von 1906 einen unabhängigen Adriazugang als strategische Priorität seiner Außenpolitik anstrebte, da man hoffte, dass eine vom österreichisch-ungarischen Einfluss unabhängige Verbindung den serbischen Handel vom handelspolitischen Druck der benachbarten Großmacht befreien würde. Den letzten Impetus zur Verwirklichung der von Serbiens Schutzmacht Russland forcierten Adriabahn-Idee kam jedoch unmittelbar in Reaktion auf den Vorstoß von Lexa von Aehrenthal, der osmanische Konzessionen zu Trassenstudien im Bau der Sandschakbahn am 27. Januar 1908 in einer sich als außenpolitisch hochbrisant erweisenden Rede vor den ungarischen Delegationen offenbarte, die ein ähnliches Echo in der ausländischen Presse erhielt, wie sie sonst nur den großen außenpolitischen Reden Bismarcks eigen war:

„Als verkehrspolitische Idee wird diese Linie Uvac-Mitrovica unbedingt festzuhalten sein, denn sie bringt das bosnische Eisenbahnnetz nicht bloß in Kontakt mit den Verkehrssträngen der Nachbarländer, sondern sie eröffnet uns überhaupt neue verkehrspolitische Perspektiven. Nach Fertigstellung des Anschlusses des bosnischen Eisenbahnnetzes an das türkische wird der Handel aus der Monarchie direkt über Sarajevo nach dem Ägäischen und Mittelländischen Meer gravitieren können. Binnen kurzem wird es nämlich hoffentlich gelungen sein, den Anschluß der türkischen und griechischen Bahnen bei Larissa zu bewerkstelligen. Auf diese Weise wäre eine direkte Verbindung Wien-Budapest-Sarajevo-Athen-Piräus gegeben. Das wäre auch die kürzeste Route aus Zentraleuropa nach Ägypten und Indien.“

Diese Rede setzte unmittelbar eine diplomatische Aktion in Szene, welche die gesamte Diplomatie der Großmächte auf den Plan rief. Schlimmer als die diplomatischen Missstimmungen waren jedoch die Reaktionen der öffentlichen Meinung der gesamten Presse Europas, die insbesondere in Frankreich, Russland, Serbien, Italien und Großbritannien in Front gegen die Sandschakbahn stand und sich deutlich auf die diplomatischen Vertreter der Länder auswirkte und somit den Keil zwischen den Mächten weiter vertiefte.
Aus der diplomatischen Überrumpelung Russlands in der Sandschakbahnfrage wandelte sich der geopolitische Gegensatz auf der Balkanhalbinsel zu einer weltpolitischen Frage erster Ordnung, in die schließlich die deutsche Politik auf Seiten Österreichs hineingezogen wurde. Inspiriert von dem in der Sandschakbahn-Konzession gewonnenen Ansehen Österreich-Ungarns als aktiven Mitspielers in Großmachtfragen, erwuchs bei Aehrenthal der Wunsch nach einem weit größeren Erfolg – der Annexion Bosniens und der Herzegowina. Deutschland stand auch bei dieser Frage bei seinem Verbündeten, was bei den anderen Großmächten den Verdacht aufkommen ließ, dass Österreich im „Sandschak-Abenteuer“ nur als Marionette Deutschlands agiert hatte. Durch die Sandschakbahn-Konzession und die Annexion Bosniens hatte Österreich zwar einen politischen Vorteil im Balkanraum errungen, jedoch das Verhältnis zu den Mächten des Dreibundes und Serbiens beschädigt. Das Sandschakbahnprojekt bildete im Denken der Verantwortlichen der österreichischen Führung nur die erste Etappe einer breiteren strategischen Offensive im Balkanraum; auch Conrad von Hötzendorf betonte in seiner Jahresdenkschrift Ende 1907 die Notwendigkeit einer zukünftigen Balkanoffensive als Verpflichtung zur Sicherung nahe gelegener Absatzmärkte. Die Sandschakbahnfrage fußte damit in den übergreifenden strategisch-politischen Motiven Österreichs.
Russland, das in der Sandschakbahnfrage eine empfindliche diplomatische Niederlage hatte einstecken müssen und in der Annexionskrise durch das Vorgehen Aehrenthals abermals düpiert worden war, spielte im Verlauf der Balkankriege seinerseits die Adriabahnfrage zugunsten Serbiens aus. Nachdem sich die serbische Armee im Ersten Balkankrieg gegen die Osmanische Armee bei Kumanovo, Prilep und Bitola (Monastir) hatte durchsetzen können, bekamen zwei Armeen den Auftrag, über Albanien an das Adriatische Meer vorzustoßen. Mit diesem Vorstoß wurden die Möglichkeiten der Eisenbahntrasse auf der Relation Prahovo–Zaječar–Niš–Priština–Bar (über Durrës) in den folgenden politischen Verhandlungen aktualisiert. Über die natürlichen Durchbrüche von Timok, Nišava, Toplica und Drim sollten die schwierigsten Bergstrecken nunmehr endgültig an topographisch günstig verlaufenden Wegmarken umgangen werden und die Bahn über das albanische Küstenland ans Meer führen, wie sie Jovan Cvijić empfahl:

„Für eine serbisch-adriatische Bahnverbindung kommt nur die Tiefenlinie von Drim und Matja in Betracht. Selbst wenn man die Bahn aus Serbien nur nach dem montenegrinischen Hafen Antivari [Bar] führen möchte, muß man sie durch die Tiefenlinie von Drim und Mtja leiten. Ein anderer weiter im Norden gelegener Schienenstrang müsste dinarische Gebirgsketten von über 2000 m Höhe überschreiten. Kaum ausführbar, würde er jedenfalls keine wirtschaftliche, sondern nur eine Touristenbahn darstellen.“

Die beiden konkurrierenden Eisenbahn-Projekte spiegelten damit die außenpolitischen Rivalitäten der Großmächte auf dem Balkan, wobei Österreich-Ungarn bis 1914 versuchte, Serbien vehement davon abzuhalten, einen Adriazugang einzurichten, gleichzeitig aber die eigenen Trassen zwischen der Donauebene und dem Mittelmeer stetig ausbaute. In den diplomatischen Phasen im Kampf um die beiden Verkehrsprojekte warf der Gegensatz zwischen Großbritannien und Deutschland schließlich seine Schatten und reihte diese in die Ursachenreihe der Auseinandersetzung im Ersten Weltkrieg ein. Währenddessen war bis 1908 in Montenegro die Antivari-Bahn mittels italienischer Finanzierung fertiggestellt worden. Die Schmalspurbahn mit einer Spurweite von 750 mm war jedoch nur von geringer Leistungsfähigkeit und konnte in weiter Folge nicht als Teilstück einer Magistrale in Betracht gezogen werden.

### Ideenphase
Die Idee der Eisenbahntrasse mit der Anbindung Serbiens an die Adria, die territoriale Aspirationen des Landes gegenüber den diese im 19. Jahrhundert umgebenden Großmächten – Österreich-Ungarn und dem Osmanischen Reich – tangierte, hatte im Laufe des 19. und frühen 20. Jahrhunderts zu tiefen Interessenkonflikten, die zwischen den Prinzipien der nationalen Selbstbestimmung und historischer Legitimation ausgetragen wurden, geführt. Dabei veranschaulicht der Konflikt beispielhaft die moderne Geschichte des Balkans. Serbiens Aspiration, einen Zugang zum Adriatischen Meer mittels einer Eisenbahntrasse zu bewerkstelligen, wurde sowohl aus Selbstverteidigung als auch Nationalismus geführt. Dabei rückte die Idee der Verbindung mit der Adria erst nach der Regelung der Orientalischen Frage in den Fokus der serbischen Außenpolitik. Dies führte 1912 bis 1914 zur Verschärfung des Verhältnisses mit Österreich-Ungarn in der jugoslawischen Frage aus der Vereinigung der habsburgischen Südslawen mit Serbien in einem Staat, was 1914 auch zum Zusammenstoß mit den mitteleuropäischen Mächten führte. Die diplomatischen und militärischen Interventionen zur Verhinderung des Baus der Eisenbahntrasse vor dem Ersten Weltkrieg verschoben deren Vollendung schließlich in die späte zweite Hälfte des 20. Jahrhunderts.
Das grundsätzliche politische Programm hinter dem Adriazugang entstammte dabei den Ideen des polnischen Emigrés und Revolutionärs Adam Jerzy Czartoryski, der darin die Möglichkeit zur Erreichung der ökonomischen Unabhängigkeit Serbiens und der Vereinigung der Slawen der Balkanhalbinsel sah. Dieses Programm wurde in Ilja Garašanins Načertanje (1844) ausgearbeitet. Czartoryskis Agent in Belgrad, Franjo Zach, elaborierte das Programm eines Adriazugangs über die Vereinigung mit Montenegro weiter, was von der serbischen Regierung und dem Prinzen angenommen wurde. Als Außenminister Serbiens hatte Garašanin damit die Idee des „freien Zugangs zur Adria“ zur ökonomischen Emanzipation von Österreich-Ungarn mit Hilfe eines Adriahafens als die bis 1918 die Außenpolitik Serbiens bestimmende Konstante geschaffen.
Die erste Erwähnung der sogenannten Transbalkanischen Eisenbahn (Transbalkanska Železnica) datiert vom 15. Dezember 1855 in den Srpske Novine. Während der serbische Vorschlag eine Trassierung von Skutari über Bosnien nach Belgrad vorsah, hatte das Osmanische Reich zwei Monate früher den Wunsch geäußert, eine Eisenbahn zwischen der Walachei über das Fürstentum Serbien zur Adria bei der Bucht von Kotor zu bauen. Damit sollten Bukarest mit Belgrad und dieses wiederum mit Kotor verbunden werden. Da diese geplante Eisenbahnverbindung von Südrussland über Rumänien, Serbien, das Osmanische Reich nach Montenegro reichen sollte, wurde sie als „Transbalkanische Eisenbahn“ bezeichnet.

### Realisierungsversuch 1919–1941
Nach dem Ersten Weltkrieg waren die Arbeiten am Wiederaufbau der zerstörten Linien zunächst vorrangig. Das Land hatte noch kein Konzept über die Prioritäten im weiteren Eisenbahnausbau. Da das Königreich der Serben, Kroaten und Slowenen nicht den Adriahafen Rijeka erhalten hatte, wurde ein Substitut für die an Italien gefallenen Hafenanlagen und Eisenbahnanschlüsse von Fiume/Rijeka gesucht. Die Kroaten optierten daher für einen raschen Anschluss an den Hafen Bakar, einen der Haupthäfen im Kvarner Golf. Die Strecke hierhin wurde jedoch 1931 so spät vollendet, dass die politischen Ergebnisse der Verhandlungen zwischen Italien und Jugoslawien über die Nutzung des Hafens von Sušak bei Rijeka seit 1924 dem Land später keinen Gewinn mehr boten.
Zwei andere Adria-Projekte der Zwischenkriegszeit waren die Anbindung Splits und Šibeniks über die Lika-Bahn und das damit konkurrierende Projekt der Anbindung Belgrads über die bosnische Schmalspurbahn nach Sarajevo und über das Neretvatal nach Ploče, für welches nur noch das fehlende Teilstück zwischen Užice und Vardište (57,9 km) zu beenden war. Beide Bahnen wurden 1925 eröffnet.
Dennoch arbeitete man an der eigentlichen Adria-Bahn weiter. 1930 wurde für den Bau der Transbalkan-Eisenbahn in New York von Blair & Co. Inc. eine Anleihe über 70 Millionen Golddollar für die Eisenbahnroute (von einem insgesamt 100 Millionen Dollar betragenden Gesamtkredit) geholt. Eine Teilrelation zwischen Kosovo Polje und Peć wurde 1935 beendet. Hernach sollte ein Tunnel durch das Prokletije die Anbindung an Rožaje und eine Trasse über Lim und Tara erfolgen.
Im Jahre 1936 wurde aber eine andere Trassenvariante beschlossen, die sich von denen der Donau-Adria-Bahn unterschied. Diese direkte Trasse wurde 1939 als offizielles Projekt als Adria-Bahn durch eine direkte Trassenführung von Belgrad nach Kotor über Ripanj–Lajkovac–Valjevo–Požega–Zlatibor–Prijepolje–Ravna Rijeka–Vojnik–Nikšić–Grahovo–Kotor vorgestellt, kleinere Arbeiten begannen noch vor dem Zweiten Weltkrieg, der alle weiteren Arbeiten unterband. Die Planentwürfe der 1930er Jahre dienten jedoch den weiteren Ausarbeitungen der beiden Hauptvarianten:
- über das Drinatal
- über das Lim-Tal

Die sehr umfangreiche Dokumentation wurde von den faschistischen Okkupanten im Zweiten Weltkrieg zur Gänze vernichtet.

### Der Bau der Bahn 1951–1976

#### Hintergrund

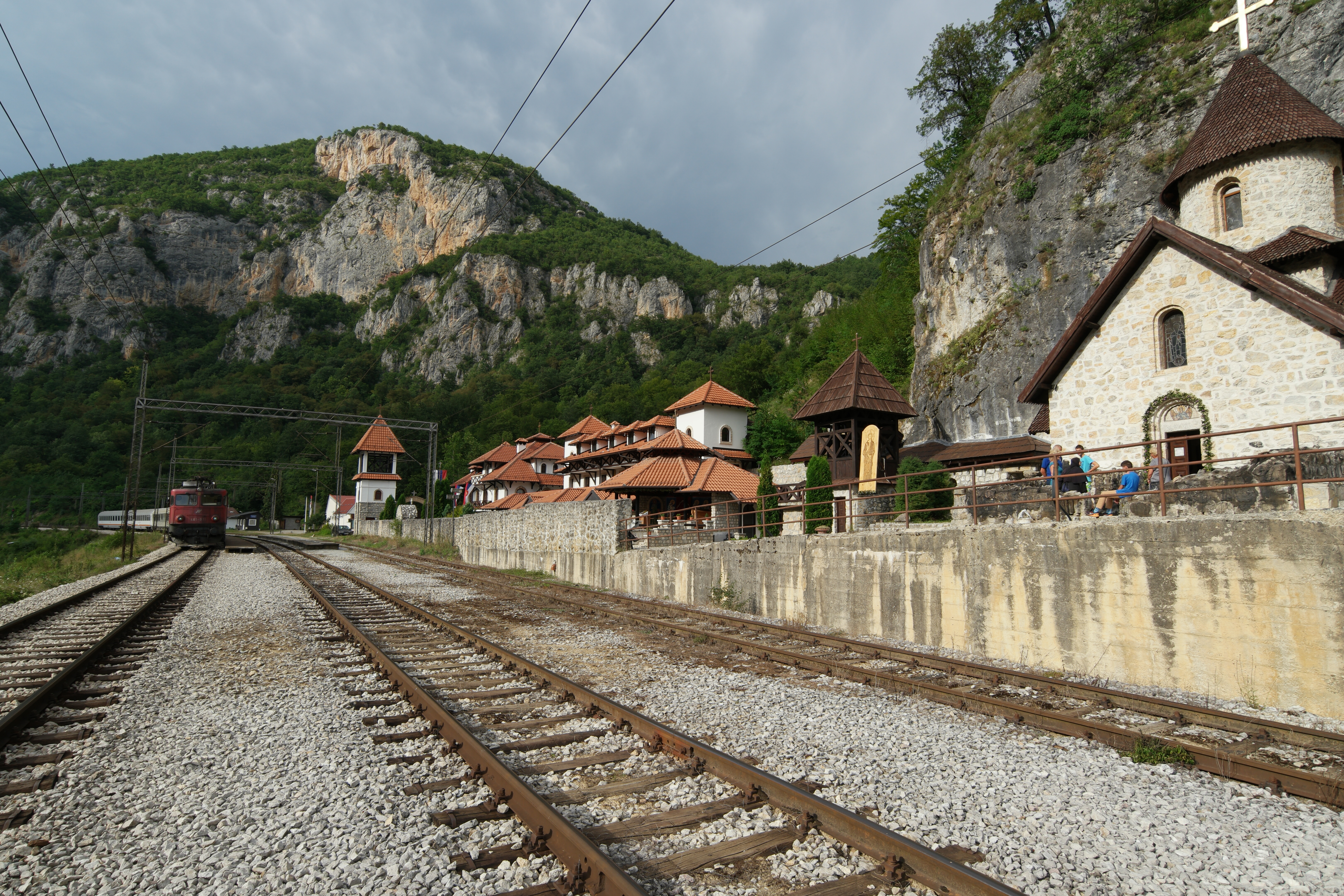
Grenzbahnhof Vrbnica, Serbien

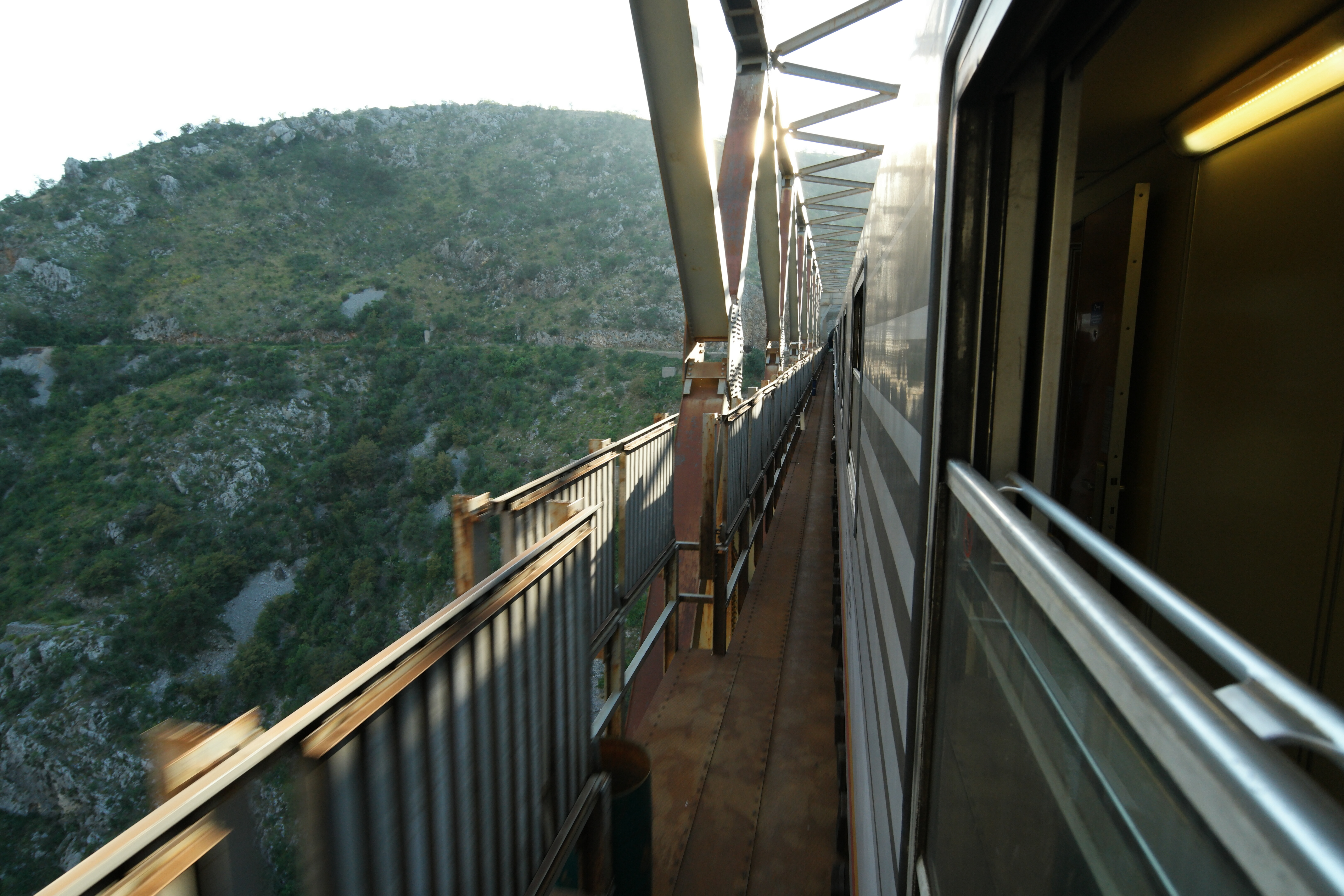
Die Mala-Rijeka-Brücke ist seitlich mit metallenen Windschilden ausgestattet. Diese ermöglichen die gefahrlose Überfahrt auch während orkanartiger Borastürme.

Auch in der SFR Jugoslawien hatte das in seiner Außenwirkung als sozialistisches Prestigeprojekt des Bundes der Kommunisten Jugoslawiens geplante ambitionierte und kostenintensive Bauvorhaben der Belgrad–Bar-Eisenbahntrasse eine unter den Republiken stark polarisierende Funktion. Die Rivalitäten der Republiken um Bundesmittel für eigene Bahnstrecken und weitere Infrastrukturprojekte führten zwischen Slowenien und Kroatien einerseits sowie Serbien und Montenegro andererseits zu einer intensiven Diskussion um die Bahnstrecke Belgrad–Bar. Obwohl die meist als BB abgekürzte Eisenbahnlinie Belgrad–Bar als teuerstes und größtes strategisches Projekt des Gesamtstaates über den gemeinsamen Strukturfonds des Bundes geplant und ausgeführt wurde, hatten die beiden Republiken Serbien und Montenegro zwei Drittel der Finanzierung selbst zu tragen. Die Trasse bildete zudem das letzte Großprojekt Jugoslawiens, das über Bundesmittel finanziert wurde. Auf Druck der beiden ehemals reichsten Republiken Jugoslawiens wurde der Bundesfonds aus politischen Gründen noch während des Baus der Strecke Belgrad–Bar zum 31. Dezember 1970 eingestellt, was die Fertigstellung der Trasse um mehrere Jahre verzögerte und dessen Realisierung ebenso mehrfach in Frage stellte. Allein mit einer landesweit ausgeschriebenen und überaus erfolgreichen Volksanleihe und Spendenkampagne konnte die Republik Serbien die fehlenden Finanzmittel sichern, was „die Bahnstrecke Belgrad–Bar in erster Linie zum kollektiven Akt an den Glauben in die Eisenbahn werden ließ“. Damit einher war der nationale Traum Serbiens verwirklicht worden.
Nach dem Zweiten Weltkrieg verschwanden alle Dokumente zur technischen Charakteristik und andere mit den Studien zur Trassenführung und Detailanalysen der Strecke. An der Strecke wollten die neuen sozialistischen Machthaber aber nach wie vor, insbesondere aus ökonomischen Gründen, festhalten. Schon 1948 wurden die zwei Varianten über das Drina- und Lim-Tal wieder erörtert. Die Drina-Variante sah eine Linienführung von Belgrad nach Bar über Obrenovac, Šabac, Zvornik, Bajna Bašta, Hum, Priboj, Prijepolje, Bijelo Polje, Kolašin und Titograd (Podgorica) vor. Sie wäre damit 100 km länger geworden als die Lim-Variante. Die Drina-Variante wurde aber aufgrund des hydroenergetischen Potentials des Flusses fallen gelassen, da hier eine Reihe von Groß-Wasserkraftwerken und Stauseen entstehen sollte. 1951 nahm die Wirtschaftskammer der Föderation die Planung der Lim-Variante in die zu bauenden Eisenbahnstrecken an. Danach sollte die Strecke von Belgrad nach Bar über Lajkovac, Valjevo, Požega, Titovo Užice (Užice), Priboj, Prijepolje, Gostun, Bijelo Polje und Titograd gebaut werden. Die ersten Arbeiten wurden direkt nach Annahme des Vorschlages begonnen.

#### Realisierung

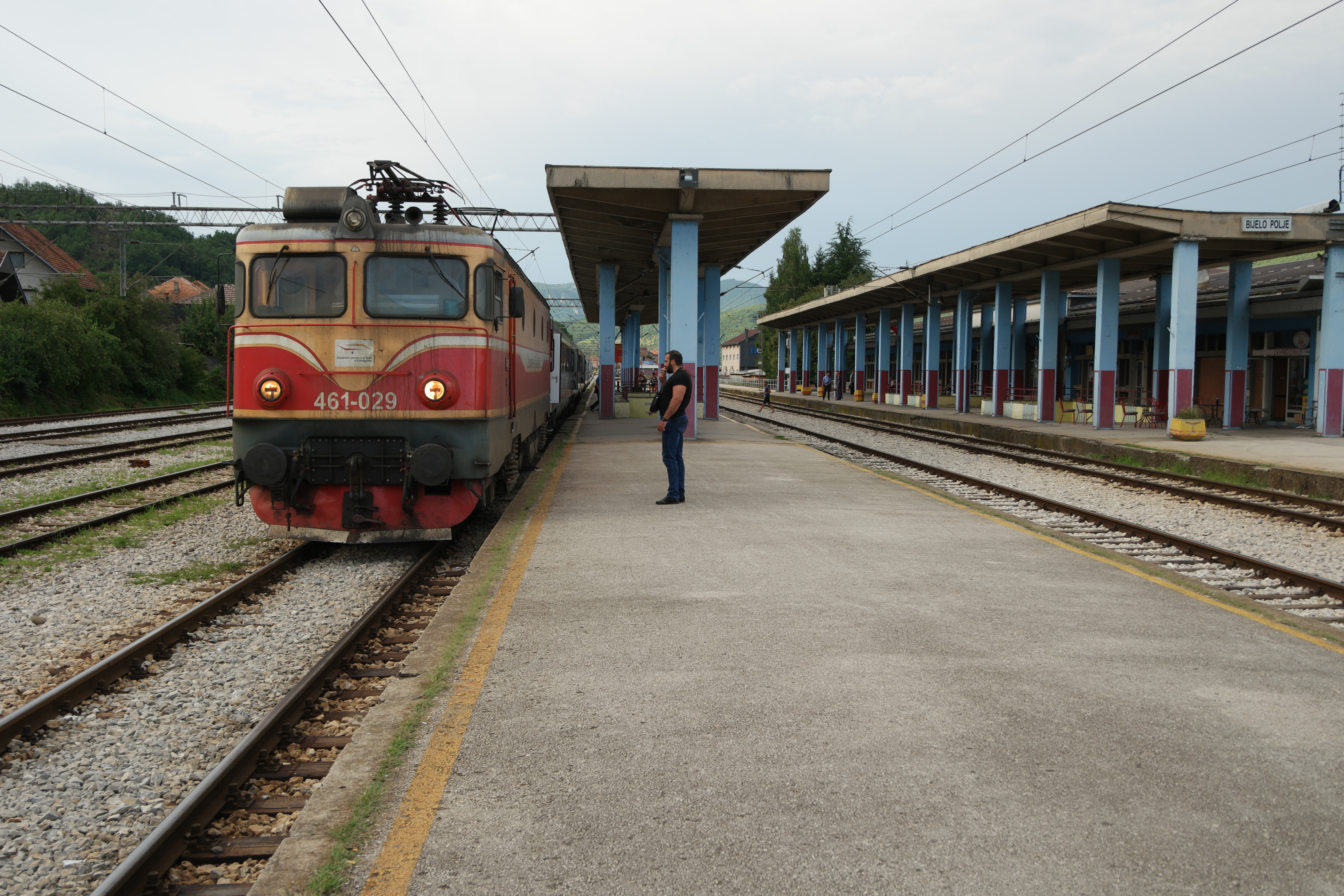
Eine 461 im Bahnhof Bijelo Polje. 45 der für Bergstrecken geeigneten Lokomotiven wurden vor der Fertigstellung der Strecke Belgrad–Bar in Rumänien in Auftrag gegeben.

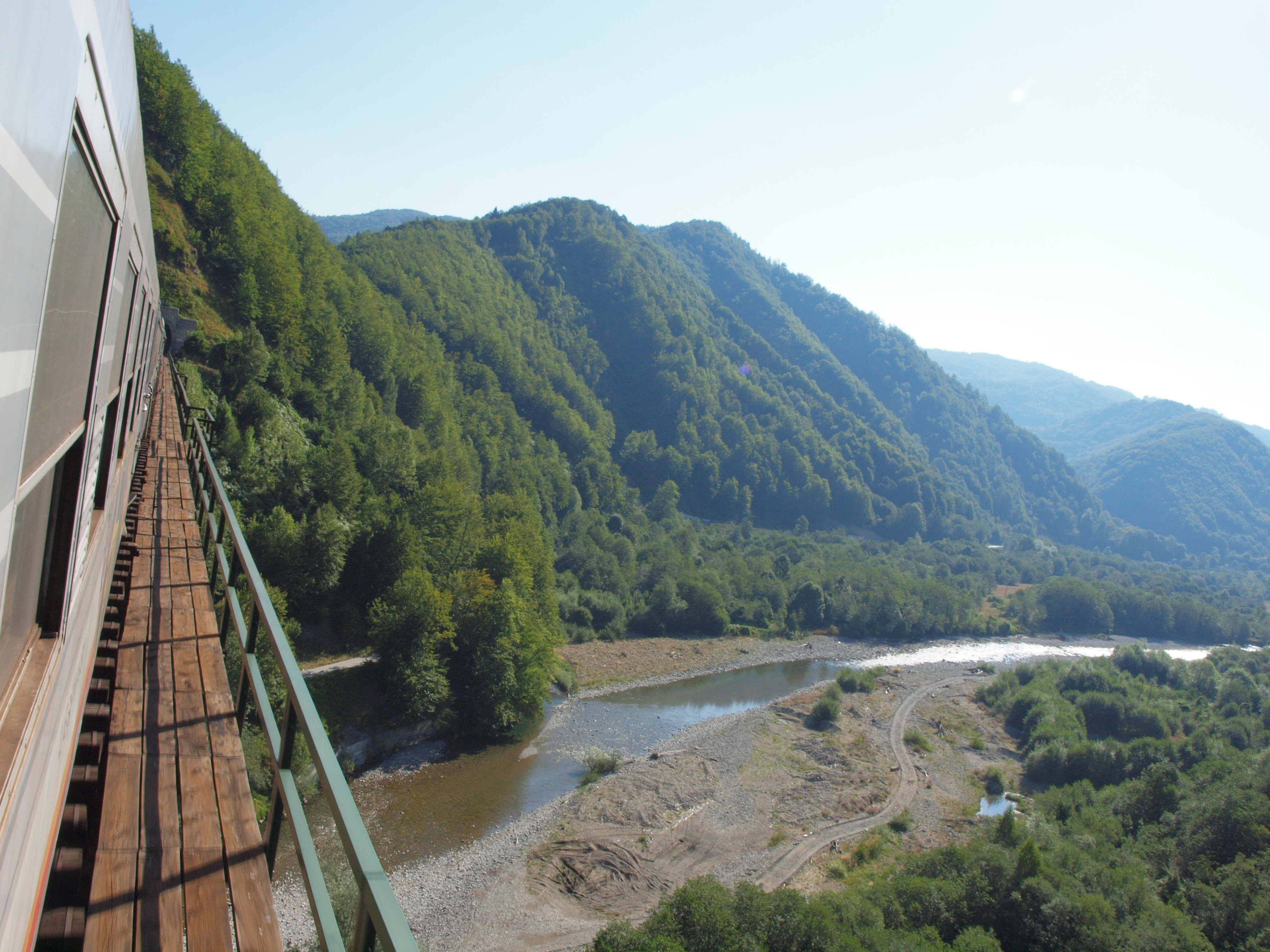
Viadukt über die Tara in Montenegro

Für den Bau der Bahnstrecke wurde auf die in den 1930er Jahren gemachten Trassierungsvarianten zurückgegriffen. Innerhalb des Verkehrsministeriums Serbiens oblag dem 1948 gegründeten Zavod za Projektovanje die Ausarbeitung und Projektierung aller Eisenbahnen Jugoslawiens wie der Neubaustrecken. Im Jahre 1954 wurde im Železničko Preduzeče Beograd im Odeljenje za Investiranje (Abteilung für Investitionen) das Biro za projektovanje eingerichtet, welches 1963 zum Biro za studije i nadzor za građanje umbenannt wurde. Diesem oblagen die zwei Projektgruppen im Eisenbahnknoten Belgrad und in der B-B-Eisenbahn. 1974 wurde beide Projektgruppen in der CIP (Centrum za Investiranje i Projektovanje) zusammengelegt, der die Schlussausführung der B-B oblag. Daneben gründete die ŽTP Beograd (Železničko Transportno Preduzeče Beograd) im Mai 1967 die Direktion für den Bau der Bahnstrecke Belgrad–Bar. Zwei Jahre später wurde das Unternehmen B-B Komerc als Dachgesellschaft aller kommerziell an der Bahnstrecke interessierten Unternehmen gegründet (ŽTP Beograd, Luka Beograd, Luka Bar, Jugooceanija Kotor, Železnički Institut Beograd). Die ŽTP Beograd blieb während der gesamten Bauausführung Investitionsträger im Bau der gesamten Strecke. Erstmals in der Geschichte der jugoslawischen Eisenbahnen wurden für die Vollendung einer Bahnstrecke spezielle Lokomotiven geordert, die für große Steigungsraten geeignet waren. Dafür hatte die ŽTP Beograd einen Auftrag von 45 Lokomotiven der Baureihe 461 in Rumänien aufgegeben.
Die Bahntrasse wurde in Phasen errichtet. Die einzelnen Abschnitte ohne die schon bestehende Belgrad–Resnik-Bahn wurden wie folgt fertiggestellt:
| Abschnitt       | Länge (km) | Eröffnet     | Anmerkung                                                  |
| --------------- | ---------- | ------------ | ---------------------------------------------------------- |
| Resnik–Vreoci   | 38         | 1958         |                                                            |
| Podgorica–Bar   | 51         | 1959         |                                                            |
| Vreoci–Valjevo  | 40,2       | 1968         | 50-Millionen-Dollar-Kredit der Weltbank für Weiterbau 1968 |
| Valjevo–Užice   | 88,1       | 1972         | Volksanleihe über 900 Millionen Dinar                      |
| Užice–Podgorica | 243,3      | 30. Mai 1976 | Übergang über die Dinariden                                |

#### Eröffnungssphasen
In den Jahren vor dem Zweiten Weltkrieg begannen die ersten tatsächlichen Etappenarbeiten zwischen Valjevo und Kosjerić. Nach dem Zweiten Weltkrieg verabschiedete die Wirtschaftskommission der SFR Jugoslawien die heutige Trassenführung. 1952 wurde mit den Arbeiten an den Teilstücken Resnik–Valjevo und Titograd–Bar, 1955 mit denen am Streckenteil Priboj–Prijepolje begonnen. 1958 kam es zu einer längeren Unterbrechung der Arbeiten.
Die finale Realisierung der gesamten Bahnstrecke wurde mit der Annahme des Fünfjahresplans 1961–1965 beschlossen, in dem eine Fertigstellung der Strecke ab 1965 in schnellstmöglichem Tempo vorgesehen war. Der Beschluss der Bundesregierung der SFRJ erfolgte dann 1966. Es sollte damit eine direkte Verbindung zwischen der jugoslawischen Hauptstadt und dem Seehafen von Bar geschaffen werden. Dieser Beschluss wurde 1971 aufgehoben. Die Teilrepubliken Serbien und Montenegro übernahmen daraufhin die Fertigstellung der Strecke. Obwohl die Strecke auf einer Länge von 9 km auch über deren Territorium führt, beteiligte sich die Teilrepublik Bosnien und Herzegowina praktisch nicht am Bau. Der auf diesem Abschnitt errichtete Bahnhof Štrpci wurde 2012 von täglich fünf Zugpaaren bedient.
Planung und Ausführung der gesamten Bahnstrecke oblag dem Planungsbüro Saobraćajni Biro CIP (Centar za ispitivanje i projektovanje) in Belgrad.

#### Kontroversen

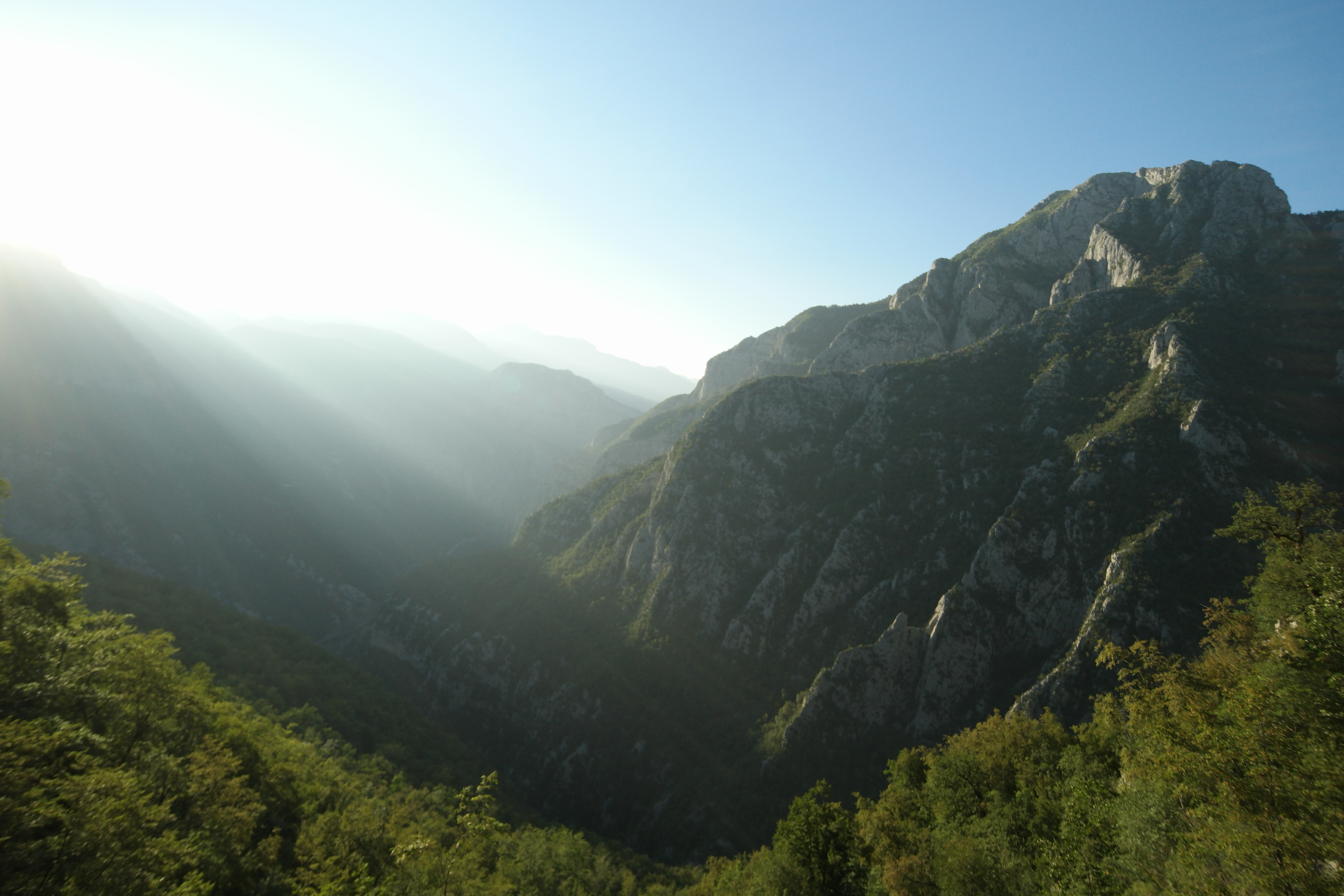
Blick aus dem Zug in den Canyon der Morača

Der Bau der Bahnstrecke gehörte seit Mitte der 1960er Jahre zu den stark polarisierenden Projekten innerhalb der SFR Jugoslawien, an dem sich die Reformen im innerjugoslawischen Wirtschaftssystem mit der fortschreitenden politischen und wirtschaftlichen Dezentralisierung sowie wachsenden Interessenkonflikten zwischen den Republiken ablesen lässt.
Trassenführung und Einzugsgebiet der Strecke Belgrad–Bar in einer der strukturell mit am wenigsten entwickelten, isoliertesten Regionen Jugoslawiens mit geringer Bevölkerungsdichte, einer völlig unzureichenden Verkehrsdurchdringung und stark vernachlässigten Kommunikationswegen sollte mit dem Bahnanschluss die Kluft zu den höher entwickelten Landesteilen verschmälern helfen. Während für die jugoslawische Führung unter Tito im Strukturausgleich eine Säule der wirtschaftlichen Gesamtentwicklung sowie politischen Stabilität des Staates bestand, hatte sich innerhalb der am stärksten entwickelten Republiken die fundamentale Kritik an diesem System etabliert. Diese lief auf eine wirtschaftliche und politische Dezentralisierung der Föderation hinaus, in dem die einzelnen Republiken für ihre weitere politische und wirtschaftliche Entwicklung eigenverantwortlich sein sollten. Mit der wichtigste Kritikpunkt war das von den im jugoslawischen Durchschnitt weiter entwickelten Regionen bezahlte System der für infrastrukturelle Bedürfnisse bereitgestellten Entwicklungsgelder, deren Einstellung die SR Slowenien und die SR Kroatien zum 31. Januar 1971 erwirkten.
Die SR Kroatien und die SR Slowenien wollten sich dadurch auch nicht mehr weiter an der Finanzierung der Trasse beteiligen, obwohl sie im Rat der Republiken die politische Zusage zur Umsetzung des Neubaus auf persönlichen Druck Josip Broz Titos, insbesondere gegenüber der Parteiführung Sloweniens, 1966 abgegeben hatten. Das Gesetz zum Bau der Trasse bestimmte, dass 85 % der Gelder von der Föderation und 15 % von der SR Serbien und der SR Montenegro zu bezahlen sind.
Die SR Kroatien wollte aber lieber die technisch veraltete Strecke Rijeka–Karlovac neu bauen, da sie durch große Neigungen, eine ungünstige, bogenreiche Trassierung und der auf italienischen Eisenbahnstandards beruhenden Fahrleitung mit 3 kV Gleichspannung nicht mit dem übrigen, mit 25 kV elektrifizierten jugoslawischen Netz harmonierte und die Entwicklung des größten Hafens der Republik und des Landes hemmte. Die JAZU (Jugoslavenske akademije znanosti i umetnosti) berief dazu noch 1970 in Zagreb einen Kongress ein, dessen Ergebnisse in der jugoslawischen Staatsführung jedoch keinen Widerhall mehr fanden. Gleichzeitig sah Slowenien im Hafen Koper und der Anbindung an das mitteleuropäische Eisenbahnnetz seine Priorität.
Auch fürchteten die SR Kroatien und die SR Slowenien im weiteren Ausbau der Relation Belgrad–Bar die Konkurrenz im Seeterminal von Bar, da sich hierhin ein Teil des gesamtjugoslawischen Güterumschlages verlagern könnte. Dass sich der Seeweg über Bar ökonomisch rechnete, ergab sich allein über die Verkürzung der Transportwege von den serbischen und makedonischen Industriegebieten, wodurch sich ein Großteil der Ein- und Ausfuhren auf den neuen Seehafen verlagern könnte. So verkürzte sich der Seeweg von Bar nach Rijeka um 299, nach Šibenik um 181, nach Split um 158 und nach Ploče um 130 nautische Meilen. Gleichzeitig schrumpften auch die Schienentransportwege zwischen Belgrad, Niš und Skopje, wenn sie die Strecke nach Bar nahmen.
Aufgrund der dominanten Positionierung der kroatischen und slowenischen Eisenbahnnetze (in Bezug auf den jugoslawischen Güterumschlag) hatten die beiden nördlichen Republiken auch eine Dezentralisierung des jugoslawischen Eisenbahnnetzes im Rat der Republiken durchgesetzt, indem 22 Einzelunternehmen, davon acht auf dem Gebiet Serbiens, gegründet wurden. Dadurch profitierten insbesondere deren Eisenbahnbetriebe, da sich der gesamte seeverladende Güterumschlag auf die beiden Republiken konzentrierte. Auf politischer Ebene im Rat der Republiken betrieben die Repräsentanten der SR Kroatien und der SR Slowenien die Einstellung im Bau der Eisenbahnrelation, indem insbesondere der Präsident der Versammlung der Sozialistischen Republik Slowenien, Boris Krajger, als deren vehementester Gegner auftrat. Insbesondere wurde die Finanzierung der Trassierung unterminiert, obwohl ein bindender staatlicher Beschluss von 1966 dafür vorlag, der die Finanzierung bis 1972 garantierte. Der Trassenbau wurde dadurch zu einem wesentlichen politischen Problem Jugoslawiens, da der Streit über die staatliche Finanzierung von gesamtstaatlich wichtigen Infrastrukturprojekten die Republiken entzweite. Letztlich führte dies dazu, dass das als gesamtstaatlich prioritär bestimmte Infrastrukturprojekt Belgrad–Bar schließlich im Endausbau überwiegend von Geldern der SR Serbien bezahlt wurde. Einzig der Streckenabschnitt auf montenegrinischem Gebiet wurde danach noch durch einen Kredit des Bundesstaates von den anderen Republiken abgesichert.
Da die SR Serbien auf Bundesebene bei der Finanzierung der Trasse im Stich gelassen wurde, ersuchte man bei der Weltbank um einen Kredit. Die Weltbank gab dem Kreditgesuch nach ausführlichen Analysen einer ökonomischen Plausibilität am 6. März 1968 grünes Licht, verlangte aber eine gleichzeitige Vernetzung ab Požega über Čačak mit der Ibar-Trasse in Kraljevo, um einen Zulauf Kraljevo–Niš und Skopje zu ermöglichen. Die Weltbank stellte bei ihrer Analyse in der Begründung der Kreditvergabe insbesondere auch den Wert der Vernetzung wenig erschlossener Regionen an der Adria mit denen hoch entwickelter des Landesinneren heraus und stellte auch die Wegeverkürzung von Belgrad zu den Adriahäfen heraus. So ermöglichte die neue Trasse die Rationalisierung der Transportwege zwischen den Industrie- und Bergbauzentren Belgrad, Zrenjanin, Niš, Kraljevo, Kosovska Mitrovica, Skopje und dem Hafen Bar, die eine Verkürzung der Transportwege zwischen 153 und 432 km zum alternativen Hafen in Ploće bedeuteten. Dadurch würde sich eine erhebliche Einsparung der Transportkosten ergeben, wie auch große Vorräte an Waldregionen erschlossen würden.

#### Endausbau

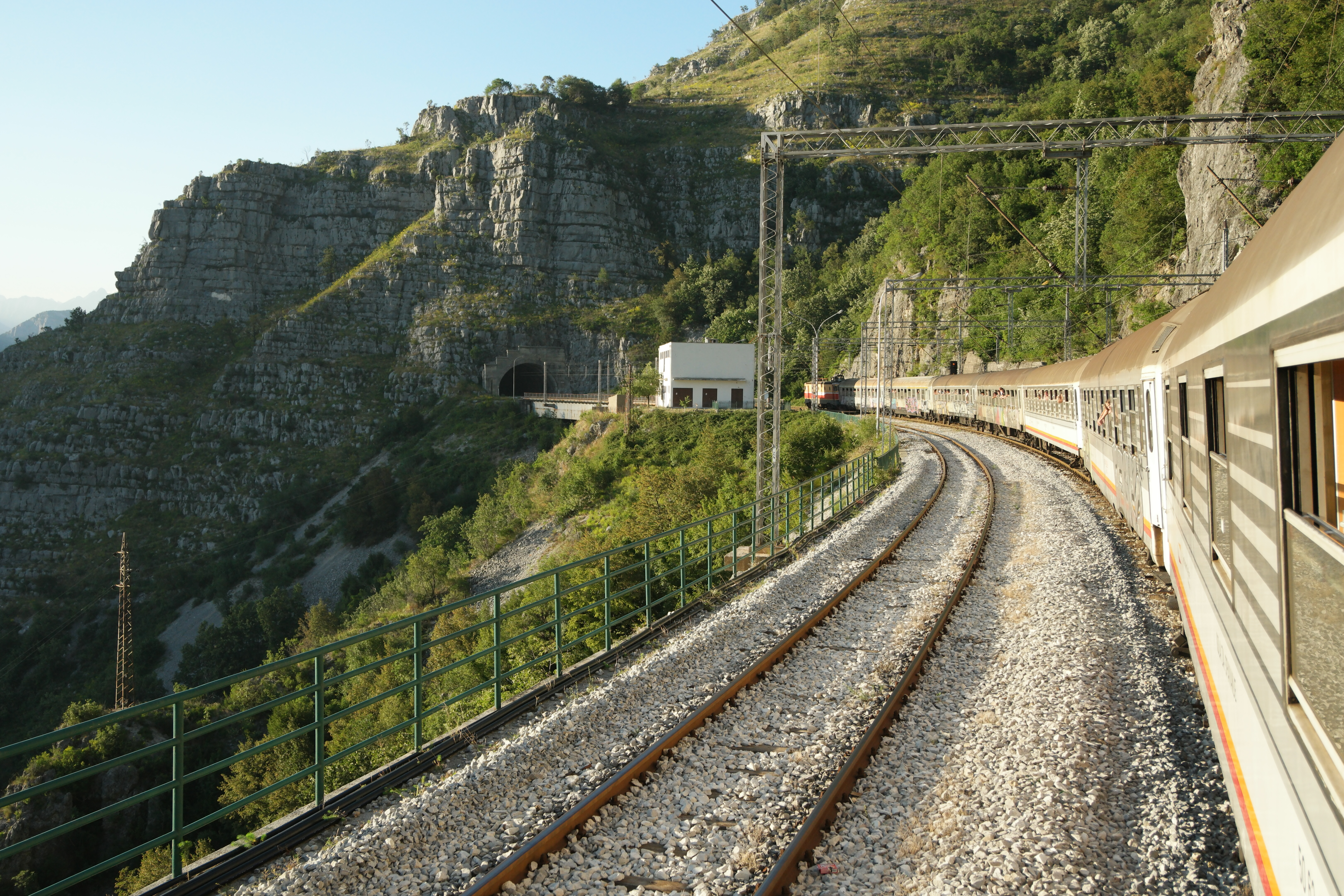
Der Bahnhof Lutovo liegt teilweise im Tunnel sowie auf zwei Hangbrücken. Nur das Bahnhofsgebäude hat festen Boden. Lutovo liegt auf der schwierigsten Passage im montenegrinischen Streckenabschnitt. Hier sind Steigungsraten von 25 ‰ zu überwinden.

Der Bahnbau bildete Ende der 1960er Jahre und Anfang der 1970er Jahre eine der großen gesellschaftlichen Themen Jugoslawiens. Als Motivation diente er zehntausenden Jugendlichen, an einem monumentalen Projekt, das als epochal empfunden wurde, mitzuwirken. In der Endphase der Arbeiten an der Bahnstrecke wurden freiwillige Arbeitsbrigaden (ORA – omladinske radne akcije) geschaffen. So arbeiteten vom 11. Juli 1971 bis 1975 bis zu 14 000 zumeist Jugendliche, Pioniere, Studenten und Arbeiter aus dem In- und Ausland in 234 Arbeitsbrigaden in der ORA Beograd–Bar an der Strecke. Auf der Jabuka, einem Berg zwischen Prijepolje und Pljevlja, entstand 1971 eine Siedlung, durch die alle 14 000 Volontäre, die aus dem Land wie auch aus dem Ausland kamen, hindurchzogen. Für die Jugend bedeutete der Bau der Trasse eine Lebensaufgabe, die Parole Wir erbauen die Eisenbahn, die Eisenbahn erbaut uns war das geflügelte Wort der Freiwilligen, die zu Tausenden in das Limtal strömten. Selbst alte Veteranen der Radne Akcije trafen nochmals als Freiwillige beim Bau der Bahn ein. In der fünf Jahre dauernden Teilnahme Tausender jugendlicher Volontäre wurde die Bahnstrecke Belgrad–Bar zur Pruga mladosti (Eisenbahn der Jugend) getauft, was auch als offizieller Titel der Ausstellung der Serbischen Eisenbahnen zum 40-jährigen Jubiläum der Strecke und 45-jährigen Jubiläum der ORA Beograd–Bar, die im Salon des Hauptbahnhofs Belgrad, im Kulturzentrum Prijepoljes und im Kulturzentrum in Bar abgehalten wird.
Ein wahres „Eisenbahnfieber“ beflügelte den Endausbau: Von einem wahren Eisenbahnfieber erfasst, empfanden die Völker Jugoslawiens die Verwirklichung dieser Bahnverbindung als schicksalshaft, als persönliches Anliegen. 240 Jugendbrigaden arbeiteten nun ununterbrochen an der Strecke. Nach inoffiziellen Angaben starben 103 Menschen während des Baus.
Die Bahnstrecke wurde für Geschwindigkeiten von 80 bis 120 km/h projektiert. Es wurden 73 Bahnhöfe eingerichtet. Für den Neubau wurde eine Radsatzlast von 22,5 Tonnen (internationale Radsatzlast für Neu- und Ausbaustrecken) ausgeführt. Bogenradien betragen 300 m. Die Elektrifizierung erfolgte mit Wechselspannung von 25 kV und 50 Hz.
Der letzte Meter Schiene wurde am 24. November 1975 um 16 Uhr am Ausgang des Tunnels Mili hinter Brodarevo bei km 292,5 in 561 m Höhe verlegt, der den Erbauern unter allen Objekten der Strecke die größten Kopfschmerzen gemacht hatte – die Trasse war damit vollendet.

#### Volksanleihe
Bedingt durch die Schwierigkeiten, die sich Ende der 1960er und Anfang der 1970er Jahre aufgrund stark angestiegener anstehender Kreditrückzahlungen sowie politischer Ränkespiele um die vorhandenen Strukturgelder innerhalb Jugoslawiens im Baufortschritt bemerkbar machten, startete die politische Führung Serbiens eine breite Medienkampagne, mit der um eine Finanzierung mittels der Ausgabe von Wertpapieren geworben wurde. Dies war umso mehr notwendig, da zum 1. Januar 1971 die Finanzierung aus Bundesmitteln für den serbischen Streckenabschnitt auf Druck der SR Slowenien und der SR Kroatien aufgehoben wurde, was den Abschluss der Arbeiten in Frage stellte. Die SR Serbien hatte keine eigenen Mittel, um die Strecke wie geplant bis 1972 der Öffentlichkeit zu übergeben. Zwar bestand die formale Zusicherung des Bundesstaates, das Projekt bis 1972 zu beenden, es wurden aber keine Staatsanleihen mehr ausgestellt. Dadurch hing der Weiterbau von einer Volksanleihe ab, die die SR Serbien schon im Februar 1971 in einem parlamentarischen Beschluss verabschiedete und die am 1. April 1971 eröffnet wurde. Infolgedessen breitete sich insbesondere in den Bevölkerungen Serbiens und Montenegros ein als „Eisenbahnfieber“ bezeichnetes gesellschaftliches Phänomen aus. Mit der Lancierung von Werbefilmen und Werbeparolen, die von den kulturellen Eliten, Vertretern der Populärkultur und Sportlern unterstützt wurden, erwuchs in der Aufgabe der Trassen-Fertigstellung eine Frage des nationalen Stolzes. Honorar-Spenden kamen unter anderen von Miloš Crnjanski, der vierzig Jahre früher von der Strecke geträumt hatte und sein Preisgeld von 10.000 Dinar von der Serbischen Literatenvereinigung vom April 1971 für sein Lebenswerk stiftet, vom jugoslawischen Literatur-Nobelpreisträger Ivo Andrić, der 20.000 Dinar einzahlte, oder der Opernsängerin Radmila Bakočević, die den Eintrittskarten-Erlös von einigen Konzerten dem Fonds übergab; der Komponist Žarko Petrović komponierte den Marš pruge „Beograd–Bar“, der auf einer Single mit einem Lied von Olivera Katarina (To je naše more, to su naše gore…) vom jugoslawischen Major-Label Jugoton herausgebracht wurde, und auch der damals international bedeutendste jugoslawische Maler Petar Lubarda löste 1971 zwei Gemälde (Zora nad Beogradom, Maslina i sunce) für den Bau der Bahnstrecke ein.

„Ja, mich freut die Bahnstrecke Belgrad–Bar, wie sie uns alle freut. Der große Enthusiasmus für diese Bahnstrecke ist überhaupt kein Wunder, sondern vollkommen verständlich. Und dass diese Bahnstrecke auch eine materielle Komponente und Vorteile bringt, ist völlig klar. Als Künstler beobachte ich dies von der Seite her, poetisch, wie sie von Belgrad, das heißt von der Donau bis zum Tor des Mediterraneis und dabei vorbei an Regionen führt, für die man behaupten kann, dass sie in Europa einzigartig sind.“

Um die Volksanleihe wirksam anzustoßen, startete man eine für die damalige jugoslawische Medienlandschaft ungewöhnlich breite Kampagne. Das Auditorium der Fernseh- und Radioprogramme wurde durch gezielte große Werbekampagnen angesteuert. So hatte die Investiciona Banka Jugoslavije als Trägerin der Anleihe nicht nur die Übertragungsrechte von Werbespots im damals als Jahrhundertkampf gewerteten Boxkampf (Fight of the Century) zwischen Joe Frazier und Muhammad Ali bekommen, sondern finanzierte auch die ganze Übertragung. Damit starteten die Spots in den Rundenpausen am 9. März 1971, die von der Jugoslavenska Radio Televizija (JRT) übertragen wurden. Unmittelbar vor dem Boxkampf wurde zudem eine Filmdokumentation zur Eisenbahnstrecke gesendet, dem dann die Werbeparolen während des Boxkampfes folgten. Während der Übertragung um 4 Uhr morgens wurden so die zahlreichen Zuschauer über die offiziellen Pläne zum Bau der Strecke informiert. Der Erfolg der Kampagne wurde als überragend gewertet. Auch international erregte diese neue Form der Werbung in einem sozialistischen Land Interesse. Im Fernsehen wurden spezielle BB-minut genannte Werbefilme platziert, in denen bekannte Sportler, Künstler, Wissenschaftler, Politiker und andere öffentliche Personen sich zur Volksanleihe äußerten und zur Teilnahme aufriefen. In den Filmen wurde auch den Vertretern von Arbeiterkollektiven sowie Handwerkern, Pionieren, Pensionären und der Jugend viel Raum gegeben. Auch die Fußballer des populären Vereins FK Roter Stern Belgrad traten in den Spots auf:

„Zwei große Bs tauchen schon seit Wochen auf den Bildschirmen des Belgrader Fernsehens auf. Diese zwei Buchstaben sieht man auf Plakaten, in Zeitungen, für die Strecke BB treten Schauspieler, Literaten, Arbeiter und Bauern ein sowie die Fußballer der Belgrader Vereine und die bekanntesten Sänger. Der Komponist Žarko Petrović hat für die Bahnstrecke BB einen Marsch komponiert, der über Nacht ein Hit geworden ist … Die zwei großen Bs bezeichnen keine neuerliche Verehrung für die bekannte französische Schauspielerin, sondern sind das Symbol für den Anfang und das Ende der Bahnstrecke von Belgrad bis zum montenegrinischen Adriahafen Bar.“

In den Radioanstalten liefen ebenfalls gezielte Beiträge zur Bahnstrecke wie zur Volksanleihe; eingängige Slogans, die vielfach wiederholt wurden, begleiteten die täglichen Emissionen. Besondere Aufmerksamkeit erregte die Spendenkampagne Umetnici pruzi Beograd–Bar der jugoslawischen Film- und Musikstars sowie Literaten, die in einer 15-tägigen Zugreise die wichtigeren Städte der SR Serbien, SR Montenegro, SAP Vojvodina und SAP Kosovo besuchten. Darunter nahmen die größten Stars des jugoslawischen Kinos teil: Milena Dravić, Bata Živojinović, Slavko Simić, Faruk Begoli, Stevo Žigon, Ljubiša Samardžić, Lepa Lukić, Ljuba Tadić, Desanka Maksimović, Oskar Davičo, Miloš Crnjanski u. v. a.
Während der sechsmonatigen Dauer der Volksanleihe entstanden zwei Dokumentarfilme im Auftrag der Nachrichtenkanäle (Pruga snova und Sa svim srcem) wie auch ein abendfüllender Film zur Geschichte der Relation (Priča o pruzi). Die vielfältigen Medienkampagnen heizten die ohnedies schon euphorische Stimmung weiterhin an, die Einwohner insbesondere Serbiens und Montenegros unterstützten dadurch die Volksanleihe mit großem Enthusiasmus.
Die Volksanleihe wurde nicht nur auf dem Territorium der SR Serbien, sondern auf landesweiter Ebene eröffnet. Es wurden Wertpapiere von 500 Millionen Dinar ausgegeben, 440 000 Bürger und Betriebe beteiligten sich letztlich, was bis November 1971 872 Millionen Dinar eingebracht und alle Erwartungen übertroffen hatte. Dabei wurden 94,3 % der Wertpapiere auf dem Gebiet der SR Serbien und 4,44 % auf dem Gebiet der SR Montenegro gezeichnet. Auf alle anderen Republiken entfielen damit nur 1,26 % der eingezahlten Volksanleihe. Den Erfolg der Anleihe schrieb das Wochenmagazin NIN (14. Februar 1971) der magischen Wirkung des Jahrhundertprojektes zu: Die Zustimmung der Bevölkerung für die Anleihe, praktisch an der Grenze der Euphorie, fußt auf der … mythologischen Magie der Bahnstrecke Belgrad–Bar, die während ihres langsamen und mühsamen Entstehens zum historischen Traum wurde.
Der Erlös der Volksanleihe garantierte jedoch nur eine kurzfristige finanzielle Konsolidierung, und schon 1972 waren die Erlöse aus der Volksanleihe aufgebraucht, was eine weitere Verschiebung der Eröffnung um mehrere Jahre verursachte. 1975 und 1976 kumulierten sich die finanziellen Engpässe, eine weitere Volksanleihe 1975 erbrachte nicht die erhofften 300 Millionen Dinar, obwohl diese mit 10 % Zinsen ausgeschrieben waren. Daher musste die serbische Regierung eine radikalere Methode für die weitere Finanzierung anwenden. So beschloss das Parlament, dass alle Staatsunternehmen 5 % aller Einnahmen von 1975 und 1976 für die Finanzierung der Bahnstrecke abzugeben hatten. Offiziell hatte die Regierung das Geld von den Unternehmen als Anleihe angenommen, und erst mit dieser Methode waren 500 Millionen Dinar für den Endausbau sichergestellt worden. Der Vollendung der Strecke waren dadurch alle finanziellen Hürden genommen.

#### Kosten und Finanzierung

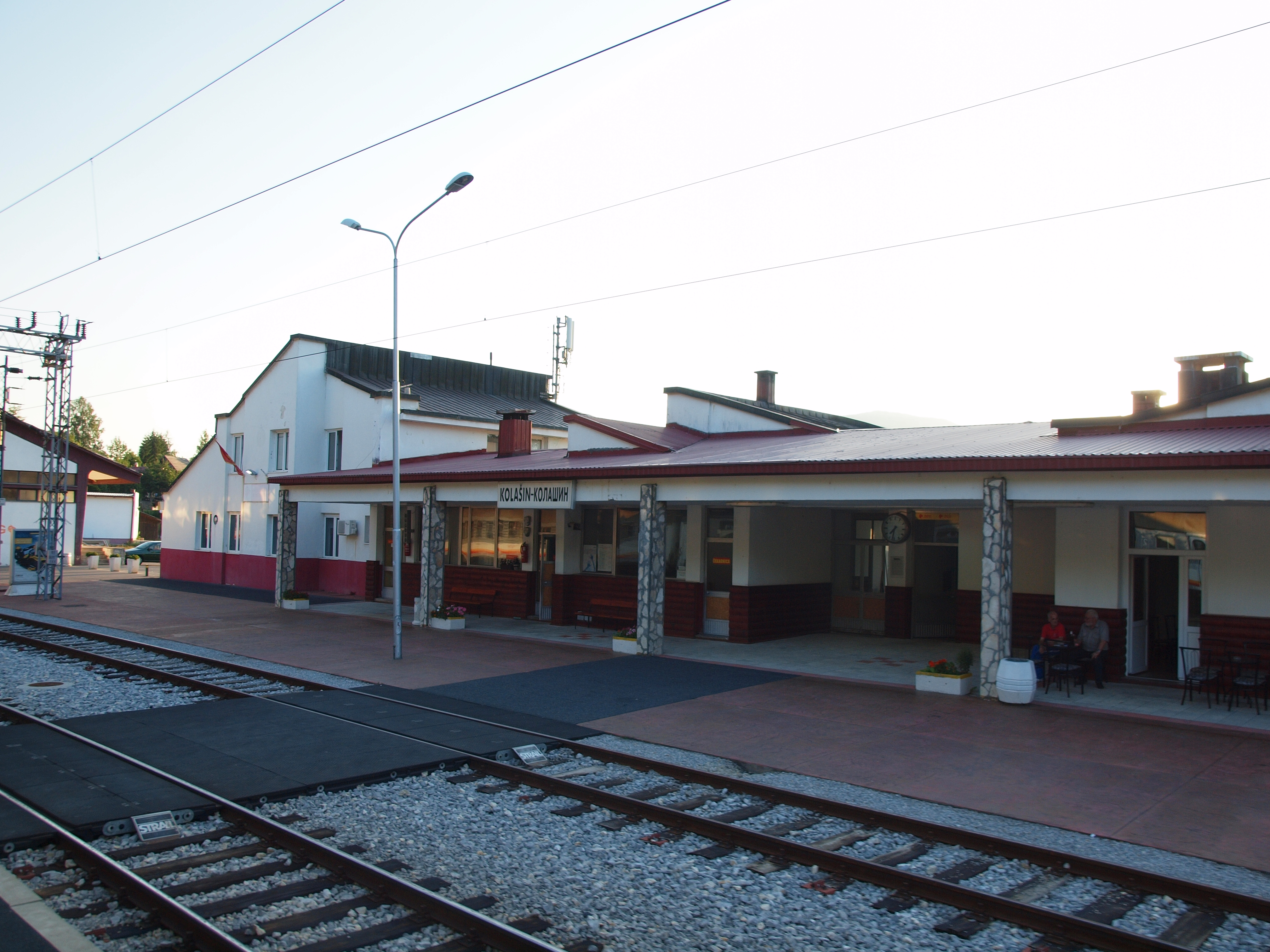
An der Strecke wurden in vorher unerschlossenen Gebieten Bahnhöfe angelegt. Der höchstgelegene ist mit 1025 m der Bf Kolašin.

Eine offizielle Verlautbarung über Budget und Kosten der Bahnstrecke wurde von staatlicher Seite niemals öffentlich gemacht. Untersuchungen der Finanzierung der Bahnstrecke haben die Gesamtkosten auf 449,6 Millionen US-Dollar berechnet (zum Wechselkurs der 1970er Jahre). Damit waren diese deutlich höher als die in der Literatur zumeist genannten Werte von 210 oder 300 Millionen Dollar. Zu den 449,6 Millionen Dollar wären jedoch auch noch Kosten, die nach der Vollendung der Trasse anfielen, wie die Elektrifizierung auf der Relation Titovo Užice–Bar, die erst 1977 beendet wurde, hinzuzurechnen, wie auch die Arbeiten am Hafen Bar.
Die Untersuchungen zeigten auch, dass die Föderalen Republiken Serbien und Montenegro deutlich mehr Geld in die Bahnlinie investierten als die Bundesregierung. Dieser Sachverhalt war nach Veröffentlichung durch die Presse und bisherigen wissenschaftlichen Artikeln neu. Insbesondere nach 1971 waren die Republiken bei der Finanzierung auf sich gestellt. Als strategisches Projekt wäre der Bund verpflichtet gewesen, die Strecke aus Bundesmitteln zu bezahlen, da auch die Repräsentanten aller jugoslawischen Republiken für deren Errichtung gestimmt hatten. Anfänglich wurde das Projekt auch aus Bundesmitteln finanziert. Da die BB-Eisenbahn als größtes und kostspieligstes föderales Projekt nicht durch die jugoslawische Wirtschaft der 1950er und 1960er Jahre getragen wurde, um genügend Ressourcen für die Fertigstellung bereitzustellen, konnte diese damit auch nicht planmäßig ans Eisenbahnnetz übergeben werden. Letztlich mussten die SR Serbien und die SR Montenegro dadurch fast zwei Drittel der Gesamtkosten übernehmen. Allein für die Teilrelation in Montenegro wurden nach 1972 auch von den anderen jugoslawischen Republiken Gelder zur Verfügung gestellt. Die Kritik der SR Kroatien und der SR Slowenien an dem Projekt war nicht allgemein dem Sinn des Bauvorhabens geschuldet, sondern sollte nach Meinung des Historikers Danijel Kežić die allgemeine Praxis der Investitionsform von Strukturfonds aus Bundesmitteln beenden und trug damit politische Implikationen, die sich auch auf den Zusammenhalt Jugoslawiens auswirkten.
Dass das Projekt ökonomisch rentierte, zeigte sich bald nach der Verkehrsübergabe. So wurden 1977 3,198 Millionen Tonnen Güter auf der Strecke transportiert, 1981 wuchs das Gütervolumen auf 5,827 Millionen Tonnen sowie 3,387 Millionen Reisende, und 1985 wurden 6,9 Millionen Tonnen Güter und 4,8 Millionen Reisende befördert. Erst nach 1991 kehrte sich dies durch das kriegsbedingte Auseinanderfallen des Staates um.

#### Einweihung

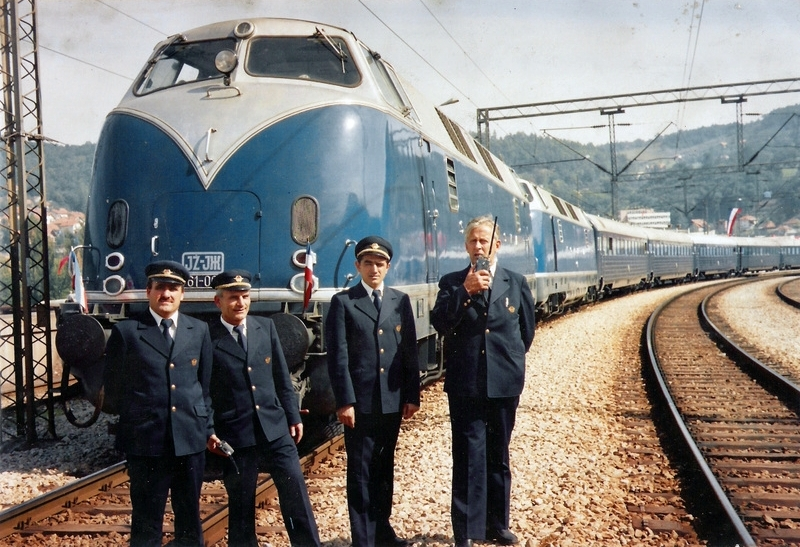
Die Eröffnung der Strecke Belgrad–Bar nach 25-jähriger Bauzeit am 28. Mai 1976 durch Josip Broz Tito bildete das ersehnte Hauptereignis der Nachkriegsanstrengungen zum Ausbau der Adriaverbindung im Streckennetz der Jugoslawischen Eisenbahnen

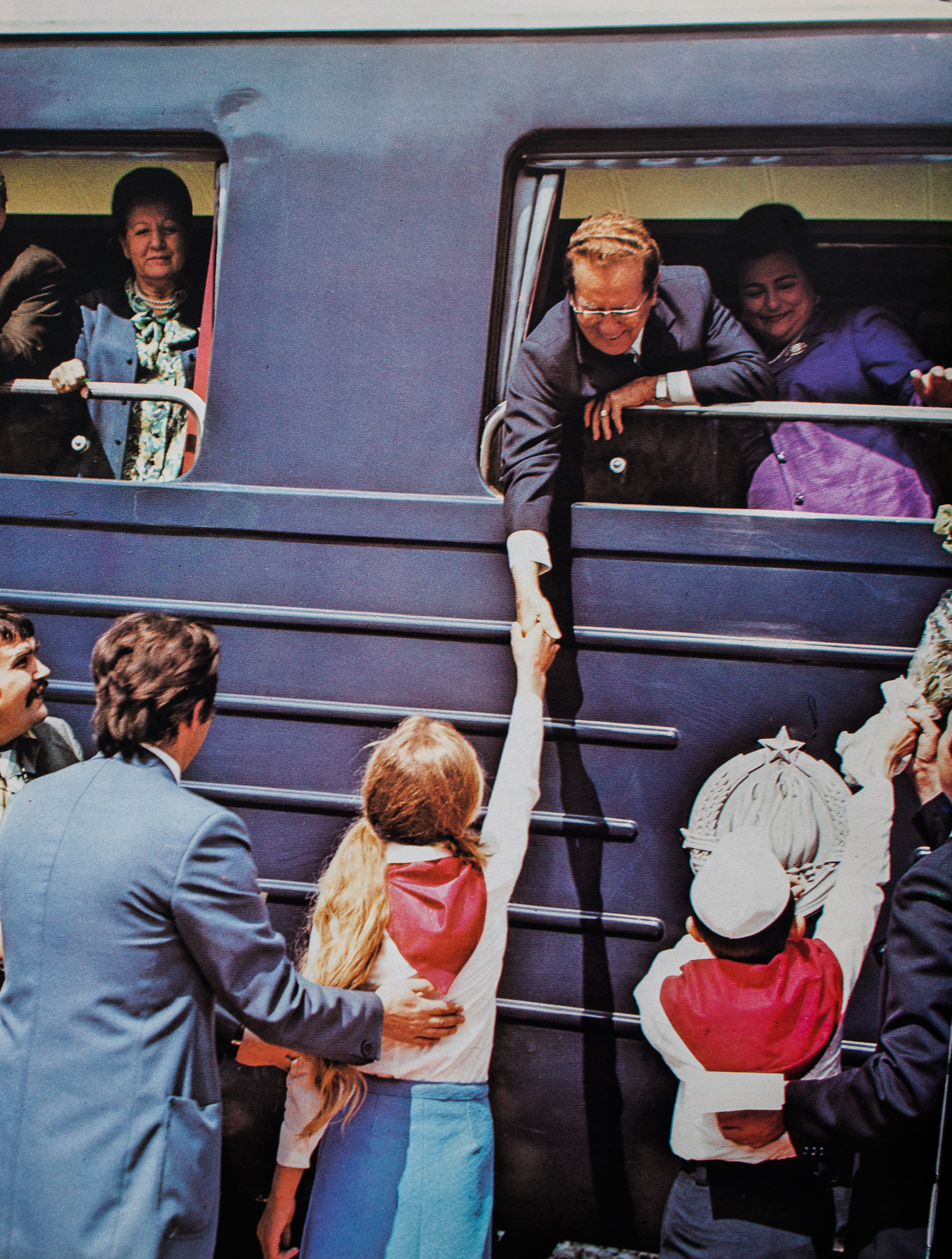
Neben der medialen Berichterstattung durch die staatlichen Medien Jugoslawiens begrüßten auch zahlreiche Pioniere Tito und seine Frau Jovanka auf der Eröffnungsfahrt der Bahnstrecke im Plavi voz

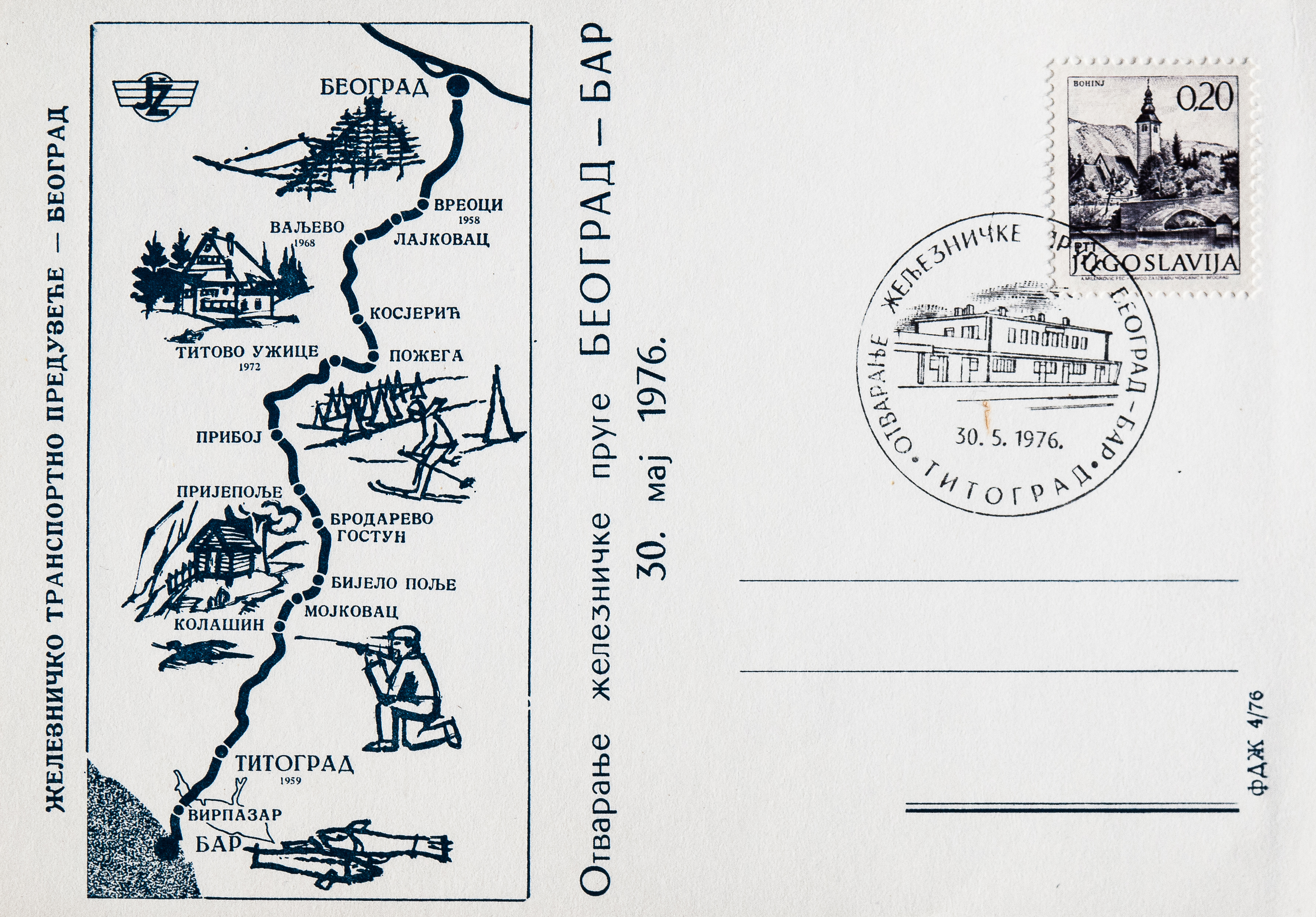
Ersttagsbrief der Eröffnung

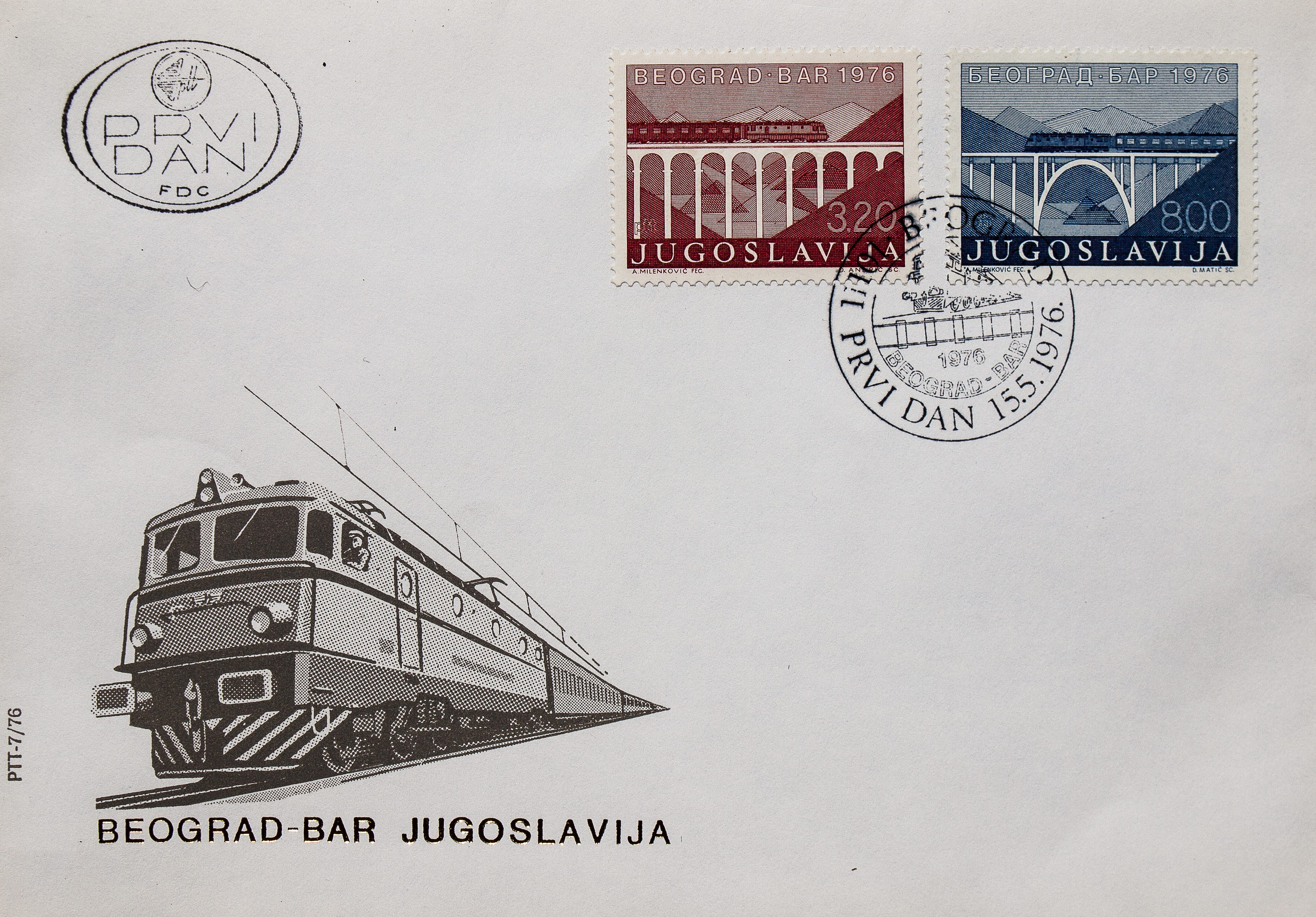
Sonderbrief der Jugoslawischen Post zur Einweihung der Trasse

Die Einweihung der Trasse wurde als Staatsakt am 28. Mai 1976 mit der Eröffnungsfahrt des Plavi voz durch Josip Broz Tito und seiner Frau Jovanka sowie allen Ministerpräsidenten der jugoslawischen Republiken begangen. Am 30. Mai wurde der planmäßige Betrieb aufgenommen.
Die Einweihung selbst wurde als wichtiger Staatsakt begangen, bei dem schon vor der Fahrt des Staatszuges auf dem Bahnhofsvorplatz Bratstva i Jedinstva (heute Savski trg) in Belgrad zwischen 100 000 und 200 000 Menschen erschienen waren. Neben dem Präsidenten des Belgrader Stadtparlaments, der die Trasse als Leistung des Systems der Arbeiterselbstverwaltung Jugoslawiens herausstellte, unterstrich Tito in seiner Rede die militärstrategische Bedeutung der Eisenbahn.
Während der Fahrt grüßten jeweils mehrere Tausend Menschen an den Bahnhöfen sowie in Reihen die Bahngleise begleitende Menschenmassen Tito. Der Zuglauf wurde als Fahrt durch ein menschliches Meer beschrieben. Öffentliche Akklamationen wie die im sozialistischen Jugoslawien übliche Gunstbezeugung: Mi smo Titovi – Tito je naš (dt.: Wir gehören Tito – Tito ist unser) prägten die Kontakte zwischen der Staatsführung und der herbeigeeilten Bevölkerung. Noch während der Eröffnungsfahrt berichtete auch die ausländische Presse über das als historisch erachtete Ereignis. So verbreitete die jugoslawische Nachrichtenagentur Tanjug die Meldung, dass die amerikanischen Kollegen der United Press International die Bedeutung der Trasse mit der transkontinentalen Eisenbahnverbindung in den USA verglichen und sie als die sicher attraktivste neue Eisenbahnverbindung des europäischen Kontinents bezeichneten. Titos Regierungszug Plavi voz erreichte Bar nach zweitägiger Reise am 29. Mai 1976, wo 20.000 Menschen den Staatspräsidenten euphorisch begrüßten.
Im Vorfeld der Einweihungsfahrt wurden alle Bahnhöfe der Strecke feierlich geschmückt, die Einweihung selbst in den Städten der Bahnlinie als Volksfest begangen. Während der Einweihungsfahrt „stoppte“ die seit Stunden wartende Bevölkerung Prijepoljes den Staatszug bei strömendem Regen, woraufhin Tito den Zug außerhalb des Protokolls verließ und aus Achtung vor der Bevölkerung entschied, in Prijepolje zu übernachten. Während der Aufenthalte in den Zentren Serbiens und Montenegros wie in Bar hielt Tito Reden, in denen die Einheit Jugoslawiens beschworen (Bratstvo i jedinstvo), der ökonomische Fortschritt des Gesamtstaates durch die Trasse, deren militärische Bedeutung sowie die sozialistische Gesellschaftsordnung als Grundlage für das Gelingen betont wurden:

„Das, worüber – wie ich schon sagte – schon über ein Jahrhundert lang geträumt wurde, konnte im bourgeoisen Jugoslawien nicht verwirklicht werden. Das war nur in der sozialistischen jugoslawischen Gemeinschaft möglich, einer vielvölkischen, aber in allen ihrem Wirken geeinten Gesellschaft, die sich in ihrem Bestreben und ihrer Beständigkeit eine bessere Zukunft erarbeitet.“

In Bar hielt Tito am 29. Mai 1976 nochmals eine Rede vor ca. 20 000 Menschen. Der gesamte oberste politische und militärische Staatsapparat des Landes hatte sich versammelt. Unter den Ehrengästen auf der Tribüne neben Tito waren daher: Svetozar Vuletić, Stane Dolanc, Dragoslav Marković, Sergej Krajger, Džavad Nimani, Mirko Milutinović, Nikola Filipović, Đorđije Pajković, Nikola Ljubičić, Pepca Kardelj, Franjo Herljević, Veljko Zeković, Krsto Popivoda, Džemal Bijedić, Danilo Jauković, Edvard Kardelj, Veljko Milatović, Budislav Šoškić, Veselin Đuranović, Kiro Gligorov, Hajka Milatović, Jovanka Broz.
Die Lokomotive, die am 30. Mai 1976 um 9.40 Uhr den planmäßig verkehrenden Zug bespannte, wurde aufwendig mit Blumengirlanden und Staatsinsignien geschmückt. In Bar wurde die Eröffnung der Strecke Belgrad–Bar im europäischen Sommerfahrplan zum 30. Mai als Volksfest mit Feuerwerk und karnevalsähnlichen Umzügen begangen, der historische Tag wurde zudem als Eintritt Montenegros ins europäische Eisenbahnzeitalter empfundenen, da dort bis dato keine internationale Verbindung mit Normalspur existiert hatte.
Zum europäischen Fahrplanwechsel am 30. Mai 1976 verkehrten auf der Strecke Belgrad–Bar vier Schnellzugpaare, davon zwei internationale: Hamburg–Bar und Malmö–Bar. Letztgenannter verkehrte dabei nur in den Sommermonaten.
Olaf Ihlau beschrieb die damals weitreichenden Hoffnungen: Das bedeutendste infrastrukturelle Ereignis dieses Jahrhunderts für Jugoslawiens kleinste Republik war im Frühjahr 1976 die Inbetriebnahme der 476 km langen Eisenbahnlinie zwischen Belgrad und dem gegenwärtig wild expandierenden Adria-Hafen Bar. Dieser kühne und vermutlich kostspieligste Schienenweg Europas, kurz „BB“ genannt, erschließt sowohl der Wirtschaft Montenegros als auch Serbiens neue Dimensionen. Nach Beendigung der Elektrifizierungsarbeiten sollen bis 1980 auf dieser Linie jährlich weit mehr als vier Millionen Tonnen Fracht und rund 20 Millionen Fahrgäste befördert werden. Auch der anfänglich unter beträchtlichen Isolierungsschwierigkeiten leidende Tourismus Montenegros erhofft sich von der neuen „BB-Linie“ einen weiteren Aufschwung.
Ascanio Schneider warnte jedoch schon 1982, dass der Erfolg von der friedlichen politischen Entwicklung abhängen wird: Es sind Wagenläufe aus Malmö, Berlin, Prag, Sassnitz und Budapest vorgesehen, die dieser Linie internationalen Charakter geben werden. Durch den zum Teil schon erfolgten Ausbau des Hafens Bar (dem geographisch kürzesten Adriazugang für Bulgarien, Rumänien und Ungarn) wird die Bedeutung der Strecke Belgrad–Bar als internationale Güterlinie unterstrichen. Ihr betrieblicher Erfolg hängt freilich von der friedlichen politischen Entwicklung in jenem Teil des Balkans ab.

## Betrieb

### 1977–1990
Nachdem die Strecke 1976 dem Verkehr übergeben worden war, konnten die Arbeiten zur Elektrifizierung 1977 abgeschlossen werden. Bis 1991 nahm der Verkehr auf der Relation ständig zu. Primär war das auf die touristische Inwertsetzung während der Sommermonate, wie auch den Güterverkehr, der durch ein Abkommen mit der Sowjetunion florierte, geschuldet. Ein Abkommen über die Nutzung der Strecke Belgrad–Bar, den Juri Leonidovitsch Breschnew, Vizeaußenhandelsminister der Sowjetunion und Sohn des KP-Führers Leonid Breschnew, eingefädelt hatte, regelte den Export und Import aus der UdSSR und dem Ostblock. Über Ungarn in die UdSSR führend, wurde die Adriaanbindung über die neue Strecke bewerkstelligt. Auch das sowjetische 5. Esquadron, der Marinegroßverband der Sowjetischen Mittelmeerflotte (5-я Средиземноморская эскадра кораблей ВМФ), suchte nach Räumung der letzten Marinebasis in Ägypten 1976 Ersatz. Da das Syrische Tartus diesen Verlust nicht hatte ausgleichen können, vereinbarten Jugoslawien und die Sowjetunion 1974, die jugoslawisch-montenegrinischen Militärhäfen Tivat, Bijela und Kumbor in der Bucht von Kotor für die Instandhaltung der Flotte zu nutzen. Auch der Hafen Bar wurde zur Versorgung sowjetischer Militärschiffe angelaufen. Ein bedeutendes wirtschaftliches Projekt stellten zudem die Verträge zwischen den Vereinigten Staaten und Jugoslawien für die Ausfuhr des Yugos dar, der ab 1984 vom Zastava-Werk in Kragujevac über die Belgrad–Bar-Trasse zum Hafen Bar in bedeutsamen Mengen ausgeführt wurde.

### 1991–2014

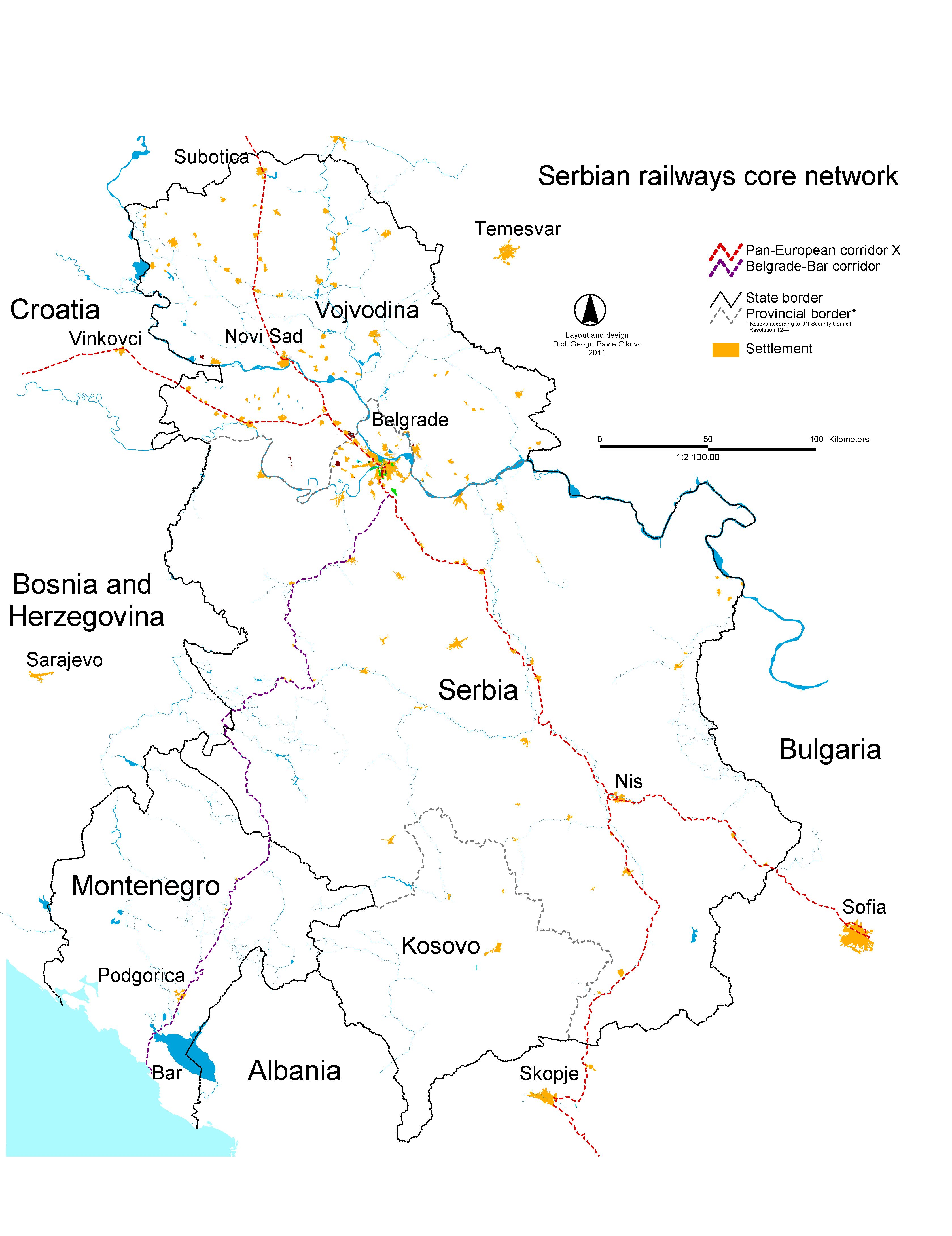
Die Hauptstrecken im Kernnetz der serbischen Eisenbahnen sind der paneuropäische Verkehrskorridor X sowie die Strecke Belgrad–Bar

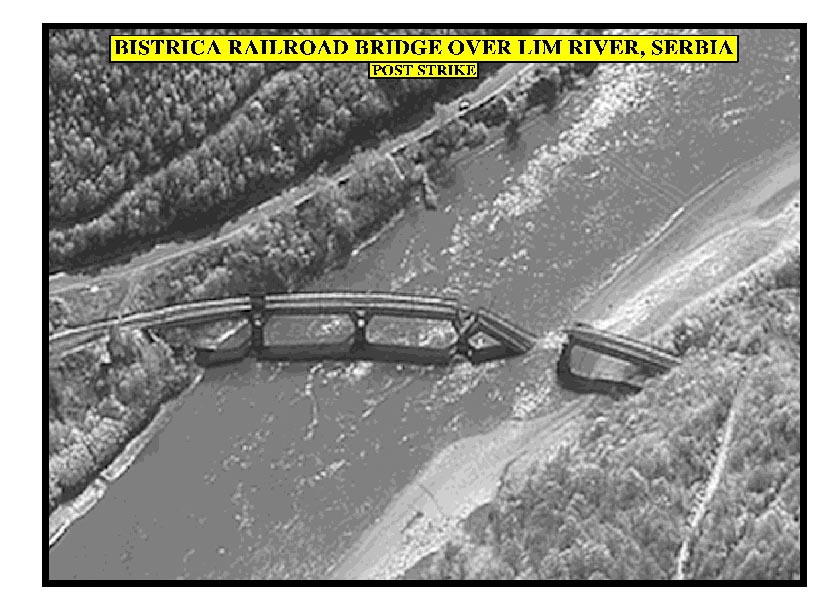
Aufklärungsbild der NATO vom 1. Mai 1999 mit zerstörter Lim-Brücke bei Donja Bistrica

Mit dem Zusammenbruch des gemeinsamen Staates 1991 erwuchs der Strecke Belgrad–Bar eine neue strategische Bedeutung, da die aus Montenegro und Serbien gebildete Bundesrepublik Jugoslawien mit dem Wegfall der nördlichen Adriaanbindungen einen Großteil ihrer Importe über den Hafen von Bar tätigen musste. Damit erwies sich die Strecke insbesondere während des UN-Embargos der Bundesrepublik Jugoslawien als wichtigstes offenes Tor zur Welt.
Am 27. Februar 1993 wurden während des Bosnienkrieges im Bahnhof Štrpci 18 Bosniaken und ein Kroate von Paramilitärs der Republika Srpska entführt, die später in einem Lager in der Nähe von Višegrad gefoltert und ermordet wurden.
Während des Kosovokrieges 1999 machte die SFOR unter Leitung des deutschen Kontingents Anfang April 1999 den bosnischen Streckenteil mithilfe von Explosionsmitteln gezielt unbenutzbar, um eine Nutzung des bosnischen Territoriums für die Streitkräfte Jugoslawiens zu verhindern. Bei dieser Aktion unter dem Namen Operation ABIGAIL, die von Spezialkommandos mit Apache- und Black-Hawk-Helikoptern begleitet wurde, kam es zu einem Zwischenfall, bei dem ein Arbeiter der bosnischen Eisenbahnen erschossen wurde. Der Vorfall führte zu erheblichen Irritationen, da es damit auch auf bosnischem Gebiet zu Kampfhandlungen gekommen war. Das Präsidium der Republika Srpska unter Milorad Dodik drohte damit, den Fall auch vom Internationalen Strafgerichtshof untersuchen zu lassen, insbesondere, da Vidoje Tomić nach Zeugenberichten von hinten erschossen worden war. In der diesbezüglichen Pressekonferenz des SFOR-Kommandierenden Montgomery Meigs kam die Frage auf, warum die Züge nicht an der Grenze kontrolliert würden, anstatt die Strecke zu zerstören. Dort konnte Meigs den Tod von Tomić noch nicht bestätigen, sagte jedoch, dass die Einheiten der SFOR in Selbstverteidigung das Feuer auf zwei bewaffnete Zivilisten eröffnet hätten. Der führende serbische Militäranalytiker und Parlamentsabgeordnete Miroslav Lazanski bezeichnete den Vorfall dagegen als den zwischen einem 70-jährigen Bahnangestellten in einer blauen Eisenbahneruniform, der ein altes Jagdgewehr mitführte, und einer Kommandoeinheit der NATO. Zugleich sprach das Wochenmagazin Vreme davon, dass Tomić von hinten erschossen wurde. Im serbischen Staatsfernsehen äußerten Augenzeugen am 21. Februar 2015, dass Tomić aus seinem Gewehr keinen Schuss abgefeuert hatte und von einem in sicherem Versteck liegenden Scharfschützen, der die Mineure sicherte, von hinten erschossen wurde.
Der serbische Teil der Strecke wurde unterdessen mehrfach Ziel von NATO-Luftangriffen. Am 13. April 1999 erfolgte ein erster Angriff auf die Brücke über den Lim zwischen Priboj und Bijelo Polje bei Donja Bistrica. Die dabei nur partiell beschädigte Brücke wurde daraufhin nochmals am 14. April bombardiert. Die Bahn war dadurch auf montenegrinischer Seite nur noch bis Prijepolje, auf serbischer Seite nur noch bis Priboj befahrbar.
Die Strecke als Transporthub für Zastava und Fiat-Srbija:
Noch unter Vermittlung von Lawrence Eagleburger begannen die Zastava-Automobilwerke 1985, Yugo-Kleinwagen für den amerikanischen Automarkt über den Verladeterminal Bar und die Belgrad–Bar-Bahnstrecke zu exportieren. Nachdem während der Jugoslawienkriege und des Wirtschaftsembargos gegen die Bundesrepublik Jugoslawien dieser Güterumschlag zum Erliegen gekommen war, wurde ab dem Sommer 2012 mit einer vom Volumen her praktisch gleichwertigen Wiederaufnahme der Transportrelation Kragujevac–Bar durch das in Serbien produzierte Fiat-Modell 500L begonnen. Für 2014 wurde mit einem Kapazitätsvolumen von 160.000 Autos für die Relation Kragujevac–Bar im Jahr gerechnet, was 14 Züge pro Woche zu je 200 Automobilen entspräche.

### Revitalisierung

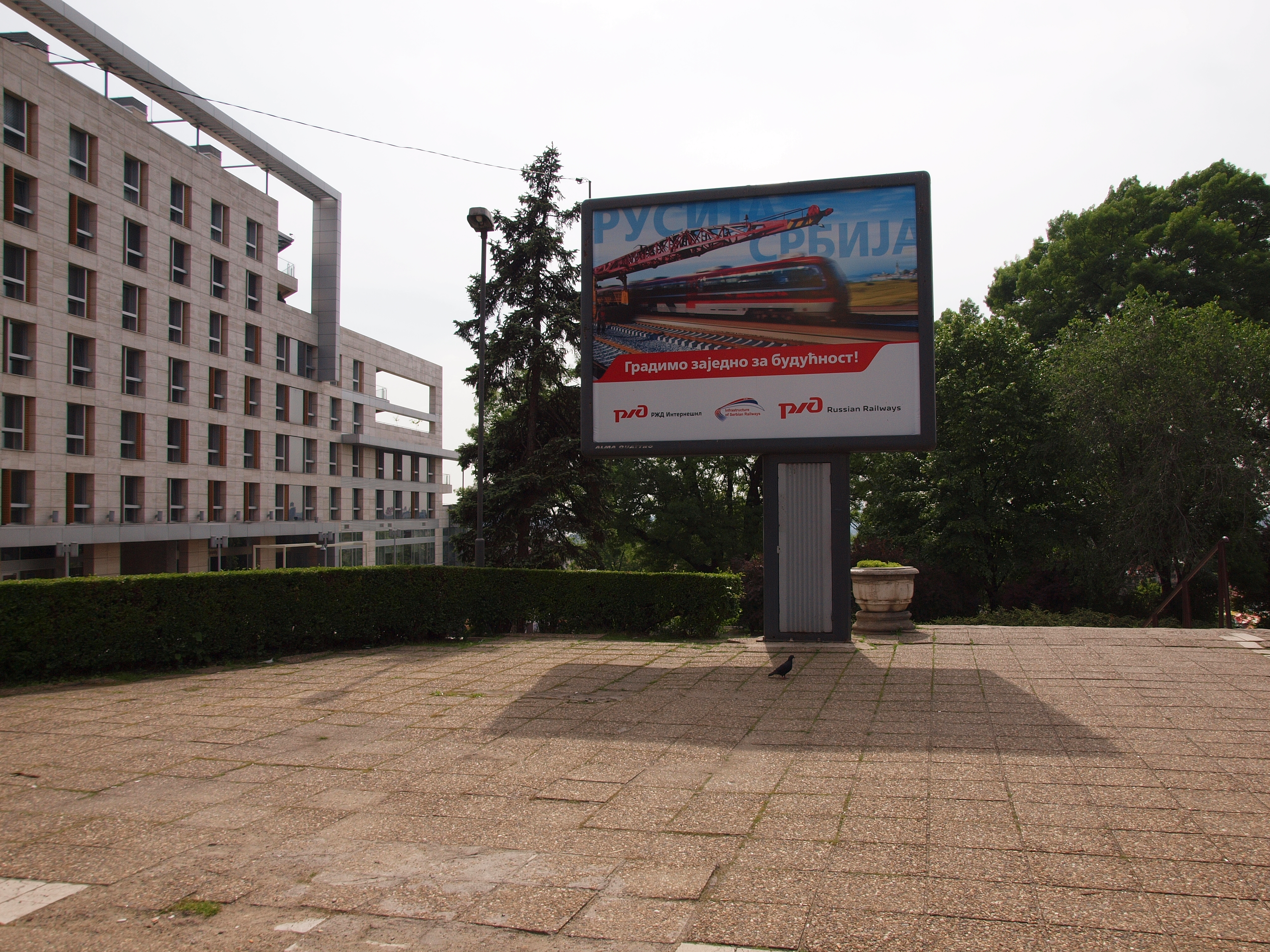
Reklametafel der RŽD-International und der Železnice Srbije, die auf die gemeinsamen Arbeiten zur Rekonstruktion des serbischen Eisenbahnnetzes auf der Terazije in Belgrad aufmerksam macht

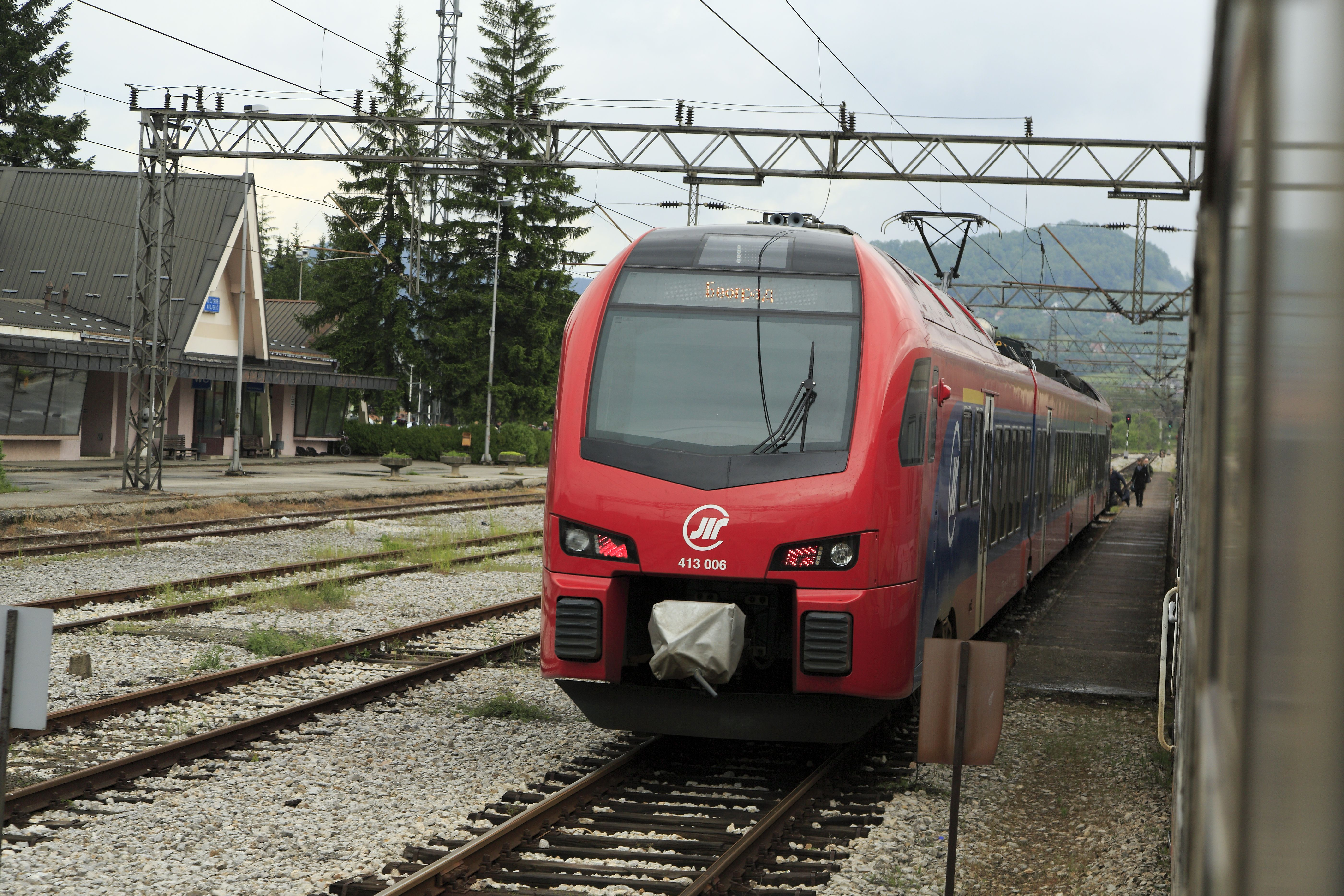
Seit 2016 verkehren elektrische Triebzüge Stadler Flirt 3 bis Prijepolje. Hier am Bahnhof Kosjerić kurz vor Užice.

Für die komplette Überholung der Relation wurde durch die serbische Regierung in Russland ein Eisenbahn-Staatskredit von 800 Millionen Dollar aufgenommen, der im Annex 4 der zwischen der Republik Serbien und RŽD-International unterzeichneten Verträge die Überholung des serbischen Streckenabschnitts der Relation Belgrad–Bar vorsah. Für die Umsetzung der Arbeiten war die für internationale Projekte der Russischen Eisenbahnen zuständige Tochterfirma RŽD-International zuständig. Die Arbeiten wurden, wie alle in Serbien durch RŽD-International ausgeführten Arbeiten, vom stellvertretenden Direktor der RŽD-International Mansurbek Sultanov koordiniert und geleitet. Der erste Einzelvertrag für die Rekonstruktion der Sektion Valjevo–Resnik über 77 km wurde am 10. Dezember 2015 unterzeichnet und am 15. Juli 2016 in Angriff genommen. Die Kosten für die erste Sektion wurden auf 80 Millionen Euro beziffert und sollten bis Juni 2018 dauern. Die Gesamtkosten des serbischen Streckenabschnitts Resnik–Vrbnica wurden auf insgesamt 250 Millionen Euro veranschlagt.
Um 2012 Zeit überholte die China Civil Engineering Construction Corporation (CCECC) schon einen etwa 10 km langen Streckenabschnitt für die Eisenbahnen Montenegros. Diese Arbeiten werden von einem Kredit der EBRD finanziert und sind die erste durch ein chinesisches Staatsunternehmen getätigte Eisenbahn-Infrastruktur-Investition in Europa. Ein Interesse Chinas am Hafen Bar und der Bahnrelation nach Belgrad wurde in einer Xinhua-Meldung vom Dezember 2012 genannt. Darin berichtete die Agentur, dass chinesische Firmen die durch die Wirtschaftssanktionen der UNO in den 1990ern stark heruntergekommene Infrastruktur von Hafen und Bahn für den Warentransport nach Serbien und Zentraleuropa modernisieren werden.
Da die Strecke generell nur eingleisig ist, wurden die Züge während der Arbeiten auf dem 130 km langen Streckenabschnitt Resnik–Požega soweit möglich über die Strecke Požega–Kraljevo–Lapovo umgeleitet.
Mit dem dreitägigen Besuch des Präsidenten Chinas Xi Jinping in Serbien vom 17. bis 19. Juni 2016 wurden konkretere Aussagen über die weiteren Infrastrukturpläne Chinas in Südosteuropa und insbesondere Serbien erwartet. Nachdem HBIS-Hesteel als erstes chinesisches Unternehmen mit der Übernahme des serbischen Stahlwerks Smederevo eine strategische Direktinvestition in ein europäisches Unternehmen getätigt hatte, äußerte der Botschafter Chinas in Serbien, Li Manchang, dass sich chinesische Unternehmen an einem weiteren Ausbau der Belgrad–Bar-Relation beteiligen könnten. Die Bahnlinie diente auch bisher als ein wichtiger Zubringer zum Stahlwerk Smederevo im eisenbahngebundenen Gütertransport von Eisenerz und veredelten Werkstoffen mit dem Stahlwerk Nikšić in Montenegro. Auch der Hafen Bar mit der schienengebundenen Anbindung an die Donau rückte ins Blickfeld der chinesischen Exportwirtschaft, die ihre langfristigen wirtschaftlichen Interessen in Europa auch über die Modernisierung der Transportwege von den Mittelmeerhäfen über das Landesinnere Südosteuropas in die EU verwirklichen wollte.
Die drei einzigen Zubringerstrecken der Hauptstrecke Belgrad–Bar sind Verbindungen nach Albanien, die Abzweigung Požega–Čačak an die Ibar-Trasse und die Strecke Nikšić–Podgorica. Noch während der Bauarbeiten an der Strecke Belgrad–Bar wurde 1974 die einstige Schmalspurverbindung Belgrad–Sarajevo eingestellt. Da diese mit einer doppelten Kehrschleife in der sogenannten Šarganska osmica über eine sehr spektakuläre Linienführung verfügt, wurde sie ab 1999 als Touristenbahn reaktiviert. Es bestanden auch Pläne, wieder einen Bahnanschluss zur Strecke Belgrad–Bar wiederherzustellen<re.f name="PrBa" /> Davon wurde aber nur ein Teil der Strecke bis Kremna umgesetzt, die nun auf freier Strecke endet und bislang nicht in Betrieb genommen wurde.
Eine seit 1992 in Bau befindliche Anschlussstrecke ist Valjevo–Loznica, die in Jugoslawien als zweite Hauptstrecke parallel zum Save-Korridor durch Bosnien geplant war (Sub-Save-Korridor). Eine Wiederaufnahme der seit Jahren ruhenden Bauarbeiten an der in Teilen fertiggestellten Strecke ist seit längerer Zeit im Gespräch. Am 17. Januar 2019 wurde der Vertrag zur Planung der Modernisierung der 210 km langen Strecke von Valjevo nach Vrbnitsa an der Grenze zu Montenegro unterzeichnet.

## Fahrplan und Fahrzeugeinsatz

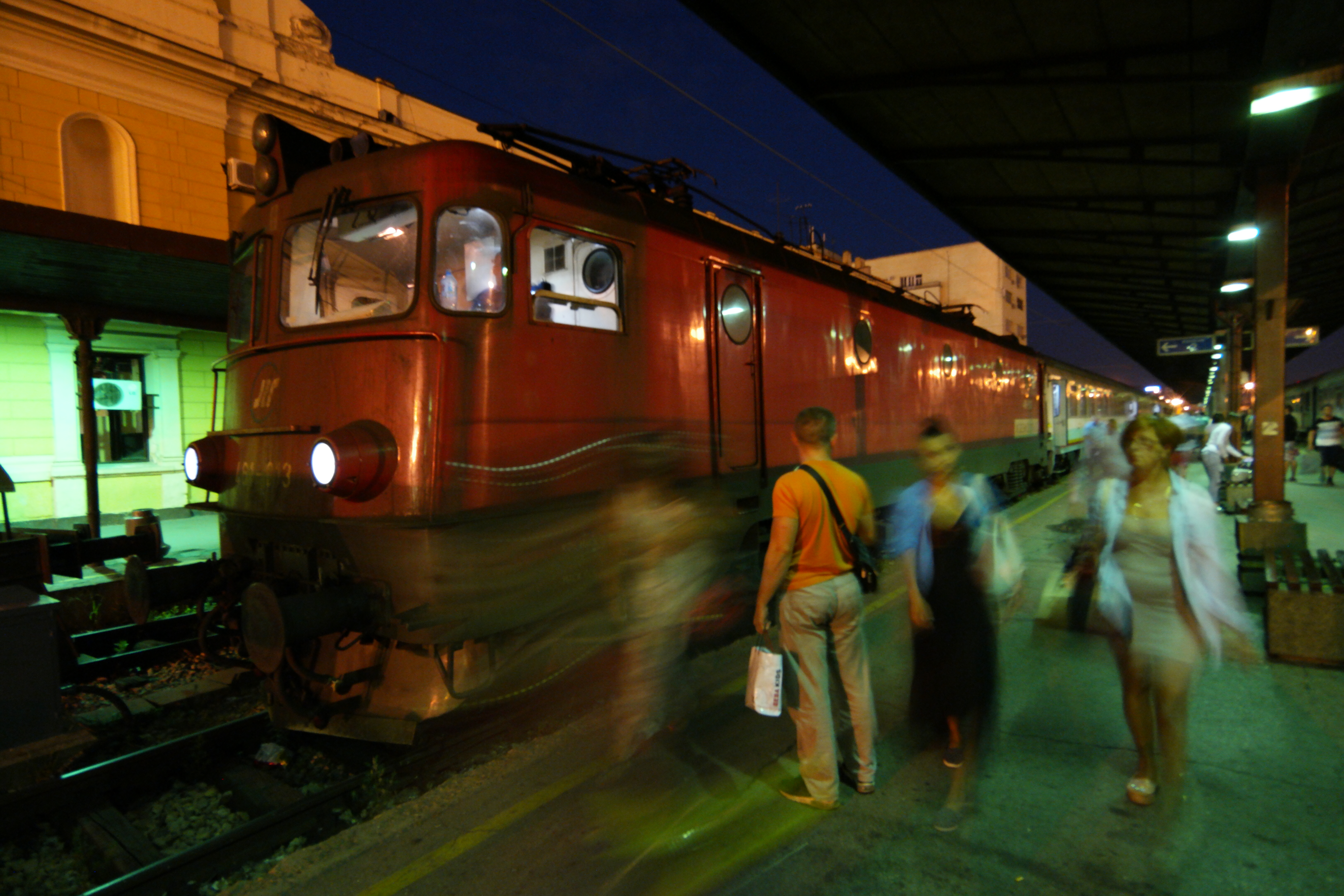
Jeweils zwei Nachtzüge und ein Tagreisezug verkehren zwischen den Endpunkten der Strecke in der Hauptsaison. Nachtzüge verkehren in der Saison ab Subotica und Belgrad. Hier die verspätete Ankunft des Tagzuges im Bahnhof Belgrad.

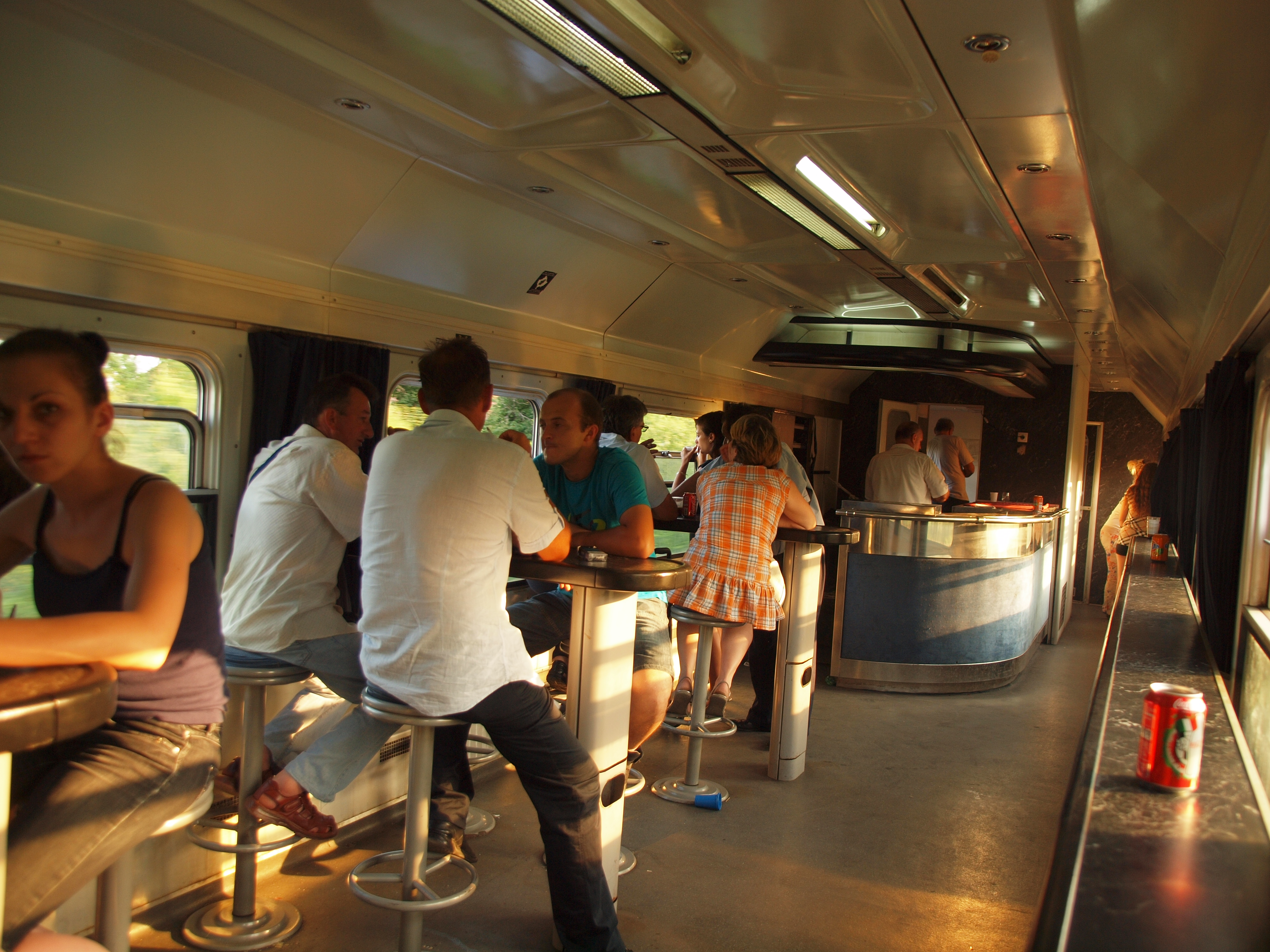
Die Schnellzüge zwischen Bar und Belgrad verkehren in der Hauptsaison mit einem Speisewagen. 2017 gab es im IC Tara nur Getränke, dafür zusätzlich Aschenbecher für die Raucher.

Die Strecke wird fahrplanmäßig von Fernzügen, Regionalzügen und Vorortzügen befahren. Es werden zwei internationale Direktverbindungen, davon ein Nachtzug, angeboten. Der Tageszug verkehrt jedoch nur im Sommer.
Weil die Strecke heute eine internationale Verbindung durch drei Staaten darstellt, werden seit der Unabhängigkeit Montenegros 2006 am Haltepunkt Gostun auf serbischer und in Bijelo Polje auf montenegrinischer Seite Grenzformalitäten und Kontrollen durchgeführt. 2017 finden die Kontrollen auf der serbischen Seite in Vrbnica statt. Dagegen finden diese während der kurzen Fahrt durch das Gebiet von Bosnien und Herzegowina (Republika Srpska) nicht statt, obwohl der Ausstieg am Bahnhof von Štrpci möglich ist.
Für die Sicherheit der Strecke werden sogenannte Čuvari pruge (Streckenwächter) von den jeweiligen Eisenbahnen engagiert. Diese gehen ihre Überwachungsbereiche täglich zu Fuß ab und melden bei Bedarf Gefahren wie Murenabgänge oder Steinschläge. In kleinen Hütten neben der Strecke verbringen die Wächter dabei einen Großteil ihrer Arbeitszeit. Erkennen sie eine Gefahr, warnen sie die Lokführer durch Aufsprühen einer Farbmarkierung im Gleis. Einer der Čuvari, Vidoje Tomić, hatte zu Ostern 1999 auf dem bosnischen Streckenabschnitt bei Štrpci Dienst, als er auf ein Sonderkommando der SFOR traf, die in seinem Streckenteil einen Teil der Strecke minierte. Tomić wurde bei dem Vorfall von einem Scharfschützen erschossen, eine vorherige Warnung von einem Kollegen erreichte Tomić aufgrund der Beschaffenheit des Terrains nicht mehr.
In der Anfangszeit der Erkundung von Teilstrecken verkehrten zumeist von GOŠA in Lizenz gefertigte Uerdinger Schienenbusse. Bei der Inbetriebnahme sowie im ersten Jahr des Betriebes wurden dieselelektrische Lokomotiven der Rehen 661 und 662 verwendet. Ab 1977 wurden rumänische sechsachsige Lokomotiven von Electroputere eingesetzt, die speziell für die Verhältnisse der Belgrad–Bar-Strecke beschafft wurden. Rumänien lieferte insgesamt 103 Co’Co’-Lokomotiven der JŽ-Reihe 461 aus. Zwischen 1971 und 1973 entstanden 45 Maschinen der Unterbaureihe 461.0, zwischen 1978 und 1980 58 der Unterbaureihe 461.1.
| Baureihe     | Hersteller                         | Anzahl ŽS (ŽPCG) | Typ              | Leistung (kW) | Achsfolge               | Höchstgeschwindigkeit | Baujahre    | Anmerkungen                                         | Bild |
| ------------ | ---------------------------------- | ---------------- | ---------------- | ------------- | ----------------------- | --------------------- | ----------- | --------------------------------------------------- | ---- |
| ŽS 461       | Electroputere                      | 29 (16)          | elektrisch       | 5100 kW       | Co’Co’                  | 120 km/h              | 1972–1980   | Im Expressverkehr zwischen Belgrad und Bar          |      |
| ŽPCG 412/416 | Rīgas Vagonbūves Rūpnīca           | 5                | elektrisch       | 1360 kW       | Bo’Bo’+2’2’+2’2’+Bo’Bo’ | 130 km/h              | 1980–1990er | Im Regionalverkehr zwischen Bar und Bijelo Polje    |      |
| ŽS 413       | Stadler Rail                       | 21               | elektrisch       | 2600 kW       | Bo‘2‘2‘2‘Bo‘            | 160 km/h              | 2014–2015   | Im Intercityverkehr zwischen Belgrad und Prijepolje |      |
| ŽPCG 6111    | CAF                                | 3                | elektrisch       | 4000 kW       | Bo‘2‘2‘2‘Bo‘            | 200 km/h              | 2013        | Im Regionalverkehr zwischen Bar und Nikšić          |      |
| ŽS 661       | GM-EMD Đuro Đaković Slavonski Brod | 25 (2)           | dieselelektrisch | 1454 kW       | Co’Co’                  | 114 km/h (124 km/h)   | 1960–1971   | Bei Schwertransporten im Güterverkehr               |      |

## Rentabilität
Im Personenverkehr erwirtschaftete die Relation für das Unternehmen Srbija Voz der Serbischen Eisenbahnen 2016 im monatlichen Durchschnitt 21,5 Millionen Dinar (Wechselkurs September 2016 1 EUR = 123 Dinar, entspricht damit 175.000 Euro im Monat oder 2,1 Millionen Euro pro Jahr). Sie gehört damit zu den rentablen Strecken der Serbischen Eisenbahnen, insbesondere auch, da aus den Erlösen in vierzig Jahren kein Geld in eine generelle Überholung der Relation geflossen war.
Kein Faktor hatte die Diskussion über die Rechtfertigung im Bau der Strecke sowohl national als auch international ähnlich geprägt wie die Diskussion über Rentabilität, ökonomischen Nutzen und langfristige Perspektiven in der Inwertsetzung der Investition. Im Jahre 1968 hatte die Weltbank in einer großen Studie eine ökonomische Rechtfertigung der Trasse durch Gegenrechnen der Transportkosten alternativer Bahnstrecken Jugoslawiens sowie anderer Möglichkeiten der Güterbeförderung im Kraftfahrzeug- und Flugverkehr zu Gunsten der neuen Trasse errechnet, was die Grundlage eines Kredites für den Bau der Strecke bildete. Nach Fertigstellung der Relation hatte die Weltbank eine Überprüfung der Ergebnisse einer Wirtschaftlichkeits-Studie in Auftrag gegeben, die am 9. Oktober 1981 herausgegeben wurde, jedoch nicht öffentlich einsehbar ist. Allgemein wurden wesentliche Ziele in der Vernetzung der Hauptlinie durch neu zu bauende Nebenlinien verfehlt, die eine Vernetzung der Belgrad–Bar-Trasse durch Zubringer über teils begonnene (Valjevo–Loznica–Tuzla–Doboj–Banja Luka) oder über das Planungsstadium nie hinausgekommene Nebenlinien (Priboj–Sarajevo und Kolasin–Peć) vorsahen. Einzig der Zubringer Požega–Čačak konnte noch 1976 angeschlossen werden. Überraschenderweise wurde jedoch 1986 ein bei der Planung der Relation nicht vorgesehener Zubringer nach Albanien fertiggestellt, der 1 000 000 Tonnen Ladung zusätzlich einbrachte. Des Weiteren wurde der Ausbau der Eisenbahnstrecken über die Landesgrenzen nach Ungarn, Rumänien und Bulgarien lange Zeit vernachlässigt, eine Elektrifizierung der Hauptstrecken Pančevo–Vršac–Timișoara und Niš–Pirot–Dragoman wurde teilweise erst nach 2010 in Teilstrecken begonnen.
Die Strecke ist trotz allem keine gewöhnliche Relation, da sie vielfältige Vorteile bietet. Sie verband erstmals einige der isoliertesten Regionen Jugoslawiens, verkürzte die Strecken der südlichen Regionen des Landes an einen Seehafen und bot dadurch eine glaubhafte Alternative zur Nord-Adria. Die strategische Bedeutung des Hafens wuchs insbesondere nach 1991, als der Hafen Bar der einzige Seezugang der Bundesrepublik Jugoslawien wurde. Auch nach der Unabhängigkeitserklärung Montenegros 2006, als Serbien einen gemeinsamen Adriazugang verlor, blieb die Strecke das wesentliche ökonomische Bindeglied zwischen den beiden ehemaligen Bundesstaaten; die Kapazitäten des Hafens Bar und der Eisenbahnstrecke dorthin sind allein für die Zwecke Montenegros überdimensioniert, erst durch den Verkehr von und nach Serbien ist die Strecke profitabel zu bewirtschaften.
Grundsätzlich verkürzte die Belgrad–Bar-Bahn die Entfernung zu Adriahäfen von allen Städten im Osten Jugoslawiens erheblich: Der Transportweg von Belgrad anstatt über Ploče nach Bar verkürzte sich um 153 km, zwischen Skopje anstatt über Ploče nach Bar um 431 km. Im Einflussbereich der Strecke lebten Anfang der 1970er Jahre neun Millionen Bürger Jugoslawiens. Auch die Fahrzeiten wurden minimiert, so brauchte ein Express-Zug von Belgrad nach Rijeka 8 Stunden, über die Schmalspurstrecke von Belgrad nach Dubrovnik über Sarajewo und Mostar 16 Stunden, von Belgrad nach Split 11 Stunden, während ein Zug von Belgrad nach 7½ Stunden in Bar war.
| Streckenlänge von Belgrad zu ausgewählten Adriahäfen           | Streckenlänge von Belgrad zu ausgewählten Adriahäfen | Streckenlänge von Belgrad zu ausgewählten Adriahäfen | Streckenlänge von Belgrad zu ausgewählten Adriahäfen | Streckenlänge von Belgrad zu ausgewählten Adriahäfen |
| -------------------------------------------------------------- | ---------------------------------------------------- | ---------------------------------------------------- | ---------------------------------------------------- | ---------------------------------------------------- |
| Hafen                                                          |                                                      |                                                      | Entfernung                                           | (in km)                                              |
| Bar                                                            | Bar                                                  |                                                      | 476                                                  | 476                                                  |
| Ploče                                                          | Ploče                                                |                                                      | 637                                                  | 637                                                  |
| Rijeka                                                         | Rijeka                                               |                                                      | 650                                                  | 650                                                  |
| Split                                                          | Split                                                |                                                      | 705                                                  | 705                                                  |
| Dubrovnik*                                                     | Dubrovnik*                                           |                                                      | 710                                                  | 710                                                  |
| * Belgrad–Dubrovnik als Schmalspurstrecke über Mostar bis 1966 |                                                      |                                                      |                                                      |                                                      |

## Forschungsgegenstand

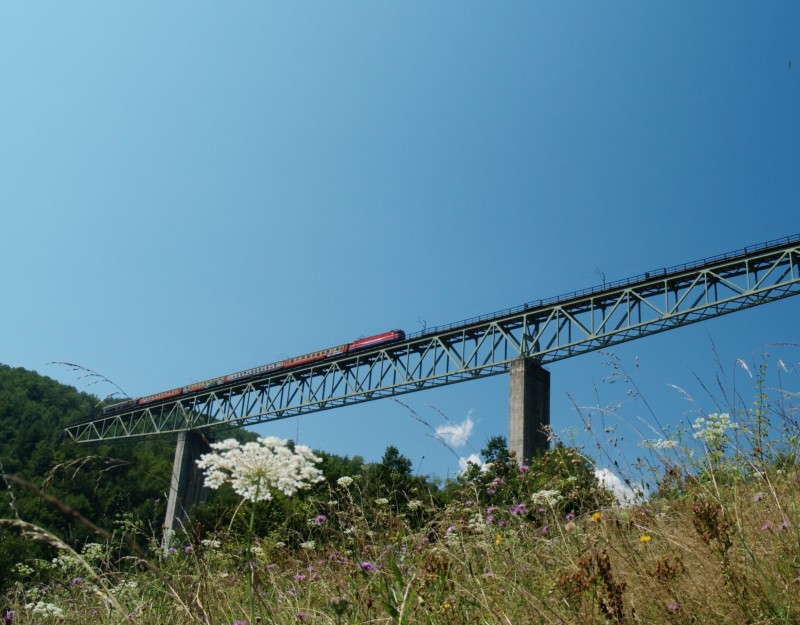
Der „Tara-Express“ auf der Fahrt von Montenegro nach Serbien auf der Brücke Slijepac

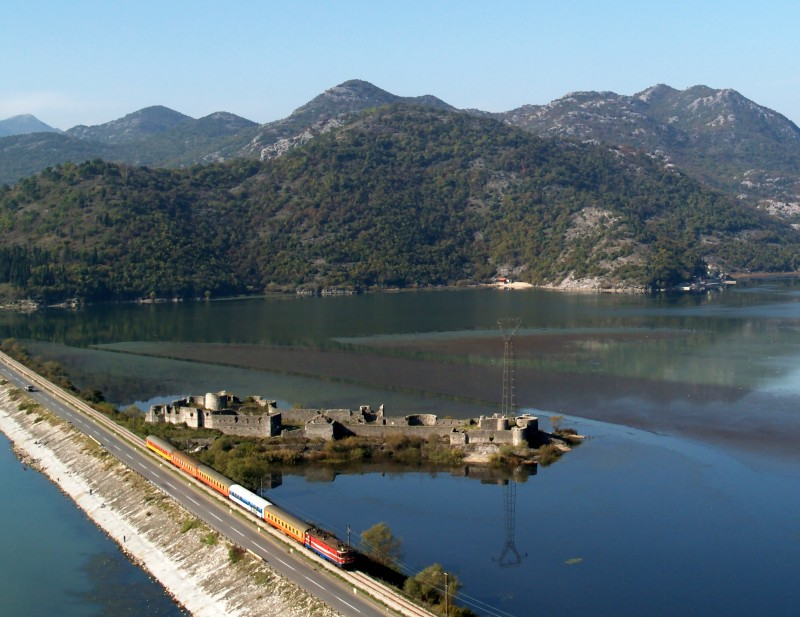
Eine Lokomotive der Reihe 461 mit einem Regionalzug auf dem Damm im Skutari-See in Montenegro

Die Eisenbahnstrecke Belgrad–Bar bildet aufgrund ihrer besonderen historischen Bedeutung, ihrer kontroversen Wirkung auf die Beziehungen zwischen den jugoslawischen Republiken sowie aufgrund der innerjugoslawischen Diskussionen und Streitereien, die durch eine negative Rezeption der Strecke Belgrad–Bar in Slowenien und Kroatien einerseits und positive Emotionen in Serbien und Montenegro anderseits bis heute nachwirken, einen wesentlichen Bestandteil der gesamtjugoslawischen Geschichte. Da diese Eisenbahnstrecke zu den teuersten und spektakulärsten Eisenbahnen Südosteuropas zählt und gleichzeitig eines der größten Projekte in der zweiten Hälfte des 20. Jahrhunderts in Europa darstellt, war für die Vollendung der Trasse die Mobilisierung der gesamtjugoslawischen Gesellschaft nötig, die über die Bauperiode eines Vierteljahrhunderts mit allen Wandlungen des politischen Systems, dem Ausbau des Selbstverwaltungssozialismus und den Rivalitäten der Teilrepubliken, den öffentlichen Diskussionen und der Auseinandersetzung im sozialistischen Jugoslawien einen bedeutenden Einblick in die Geschichte des sozialistischen Staates bietet. Das historische Seminar der Christian-Albrechts-Universität zu Kiel hatte aus einem Projekt, das zwischen 2006 und 2008 mit Hilfe der Fritz-Thyssen Stiftung durchgeführt wurde: „Die Eisenbahn Beograd–Bar: Eine Erfolgsgeschichte oder ein Irrweg? Eine vergleichende Analyse des Diskurses in jugoslawischen Medien 1951–1976“, dazu eine Datenbank aus Artikeln aller relevanten jugoslawischen Medien in der Zeitperiode der Errichtung zusammengetragen, die öffentlich zugänglich ist.
Als Prestigeprojekt des sozialistischen Jugoslawiens diente die Trasse auch der Außendarstellung und Wahrnehmung der technologischen Fähigkeiten des Landes, was insbesondere gegenüber den blockfreien und sozialistischen Staaten von Bedeutung war. Dieser größte Streckenneubau Osteuropas in der zweiten Hälfte des zwanzigsten Jahrhunderts war zudem ein wesentliches Studienobjekt zur ökonomischen Entwicklung der sozialistischen Länder, in denen die Eisenbahnen nicht zurückgebaut wurden - im Vergleich zu Entwicklungen wie zum Beispiel in den USA und Teilen von Europa seit Ende des Zweiten Weltkrieges, wo dies rapide zugunsten des Kraftfahrzeugverkehrs erfolgte. Die Arbeiten an der Strecke Belgrad–Bar fanden daher Ende der 1960er aufgrund der Größe des Neubaus selbst in den USA Beachtung, insbesondere auch, weil die Weltbank 1968 einen Kredit über 1/4 der damals geplanten Gesamtkosten zur Verfügung stellte. Letztlich diente der Bau einer Gesamtanalyse der Wirtschaftsentwicklung und -planung Jugoslawiens, indem jede Republik einen Seehafenanschluss erhielt, wobei alle bis auf Rijeka (Koper, Split, Šibenik, Ploče) weit unterhalb der möglichen Kapazitäten arbeiteten. Gleichzeitig hatte die SR Slowenien den Hafen Koper nur unweit Triest energisch weiter ausgebaut und diesen über einen 26 km langen Bahnanschluss an das gut ausgebaute slowenische Eisenbahnnetz angebunden. Dagegen galt der Trassenentwurf der Strecke Belgrad–Bar, der über ein weites Niemandsland sowie in großen Abschnitten mitten durch den unzugänglichen und ökonomisch völlig desolaten Hochkarst der subadriatischen und subkontinentalen Hochdinariden führte, als eine eisenbahnerische Pionierleistung, dessen ökonomische Begründung diskutabel blieb.
Daher standen in der Entscheidung für den Bau politische, psychologische und strategische Komponenten der Trasse weit im Vordergrund vor ökonomischen Gesichtspunkten, die teilweise ein Erbe der strategischen Bahnentwürfe der Österreichisch-Ungarischen Monarchie zur Hegemonie der Balkanhalbinsel und im Gegenentwurf der Trans-Balkan-Eisenbahn Serbiens darstellten. Nach dem Zweiten Weltkrieg sollte die Trasse die Versprechungen der kommunistischen Führung Jugoslawiens einlösen, Montenegro aufgrund seines bedeutenden Beitrags im Partisanenkrieg im Volksbefreiungskrieg aus der ökonomischen Isolation zu befreien. Die Konstruktion der Trasse war denn auch die Erfüllung dieser früheren Versprechen und das Symbol zur weiteren zukünftigen Entwicklung Montenegros. Anderseits wurde mit der Trasse Belgrad in der kürzest denkbaren Relation mittels einer modernen elektrifizierten Eisenbahnverbindung an das Adriatische Meer angeschlossen. Damit war eine ganzjährig befahrbare strategische Route über die mehrere Monate verschneiten Hochdinariden geschaffen.
Allgemein blieb die Bedeutung der Trasse aber weiterhin stark umstritten, weil sowohl die ökonomische Weisheit im weiteren Ausbau der jugoslawischen Hafenkapazitäten, der Alternativen im Straßenbau, der weiteren Vernetzung des nur ungenügend ausgebauten jugoslawischen Eisenbahnsystems oder die strategischen Gesichtspunkte hinter den historischen Plänen der Donau-Adria-Verbindungen vordergründig blieben. Im Jahre 1969 empfahl daher der englische Historiker Norman J. G. Pounds, dass die amerikanischen und europäischen Wissenschaftler, die sich vom 18. bis 20. April 1969 in der Universität von Texas in Austin auf einer Konferenz unter anderen zur Diskussion über die Belgrad–Bar-Eisenbahn eintrafen, sich 2019 nochmals zusammenschließen sollten, um das Ergebnis abschließend beurteilen zu können.

## Streckenzustand

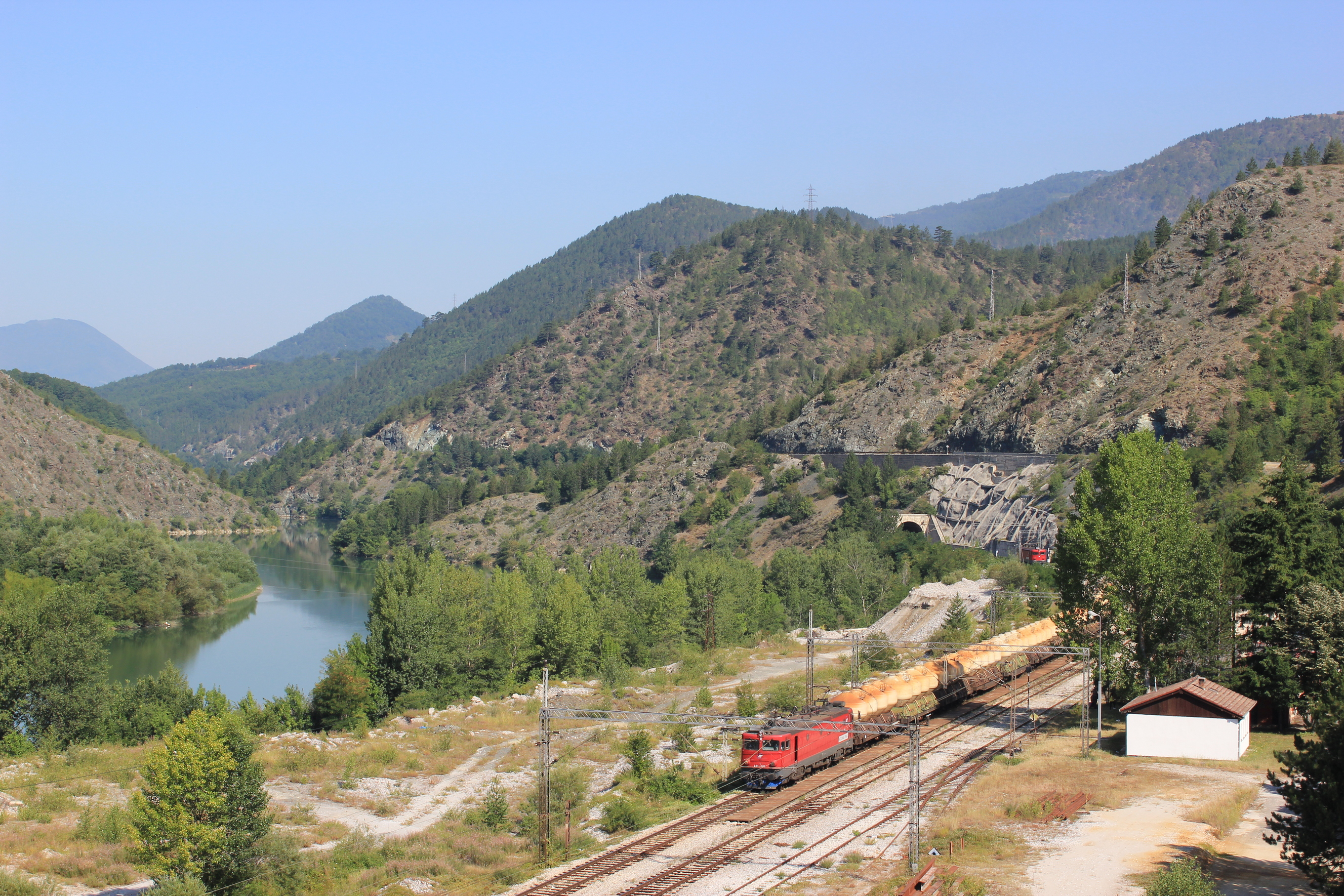
Bahnstrecke bei Priboj im Lim-Tal

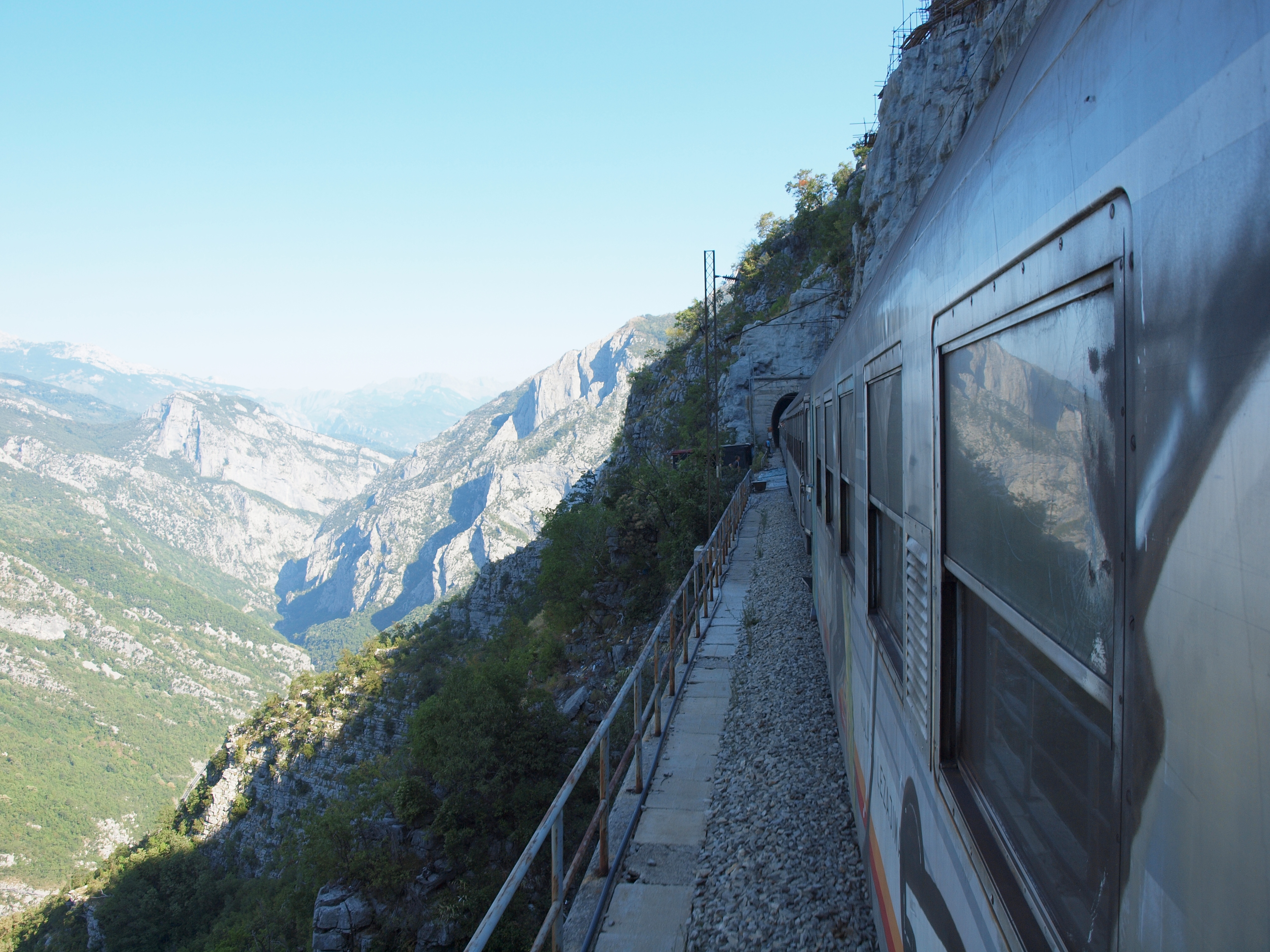
Die Passagen in den Hochdinariden gehören zu den spektakulärsten der Bahn. Im Winter treten hier jedoch Lawinenabgänge, im Sommer nach Starkregen Steinschlag und Murgänge auf. Diese Witterungsfaktoren erschweren den ganzjährigen Betrieb.

Schon zwei Jahre nach der Eröffnung der Strecke zerstörte am 15. April 1979 ein katastrophales Erdbeben vor der Küste Montenegros, das die Stärke 7 auf der bis 10 reichenden Richterskala erreichte, auf der Teilstrecke Bar–Podgorica praktisch die komplette Streckeninfrastruktur. Die Schäden konnten durch die Erdbebenhilfe der jugoslawischen Teilrepubliken sowie internationale Hilfen mit dem Einsatz einer großen Zahl von Arbeitern bald behoben werden.
Die Instandhaltung der Strecke war in den 1990er Jahren aufgrund chronischen Geldmangels stark eingeschränkt, wodurch sich der Zustand zusehends verschlechterte und die Strecke unsicher wurde. Zum Zeitpunkt der vollständigen Inbetriebnahme benötigte ein Zug etwa sieben Stunden von Belgrad bis Bar, während er heute aufgrund von Geschwindigkeitsbeschränkungen über elf Stunden unterwegs ist, da der Streckenzustand die projektierten Geschwindigkeiten nicht mehr zulässt.
Besonders in den steilen Gebirgsabschnitten oder an überflutungsgefährdeten Flussabschnitten ist die Bahnstrecke durch meteorologische und hydrologische Extremsituationen gefährdet. So kann es insbesondere in den Wintermonaten zu Unterbrechungen kommen. Aufgrund von Lawinenabgängen musste so im Extremwinter 2011/2012 der Betrieb phasenweise eingestellt werden. Ein Personenzug blieb drei Tage im Schnee eingeschlossen. Die bei Kolašin in einer Lawine eingeschlossenen Fahrgäste konnten nur mit einem Armeehubschrauber gerettet werden. Auch am 17. September 2013 wurde der Betrieb nach einer Störung der Fahrstromversorgung durch ein starkes Sommergewitter im Bahnhof Lutovo unterbrochen.
Sanierungsmaßnahmen an der Strecke, die mit erheblicher internationaler Finanzhilfe durchgeführt werden, sind im Gang. Die in Podgorica abzweigende, 57 km lange Strecke nach Nikšić wurde am 1. Oktober 2012 nach einer Komplettsanierung wiedereröffnet.
Für die Sicherheit der Strecke wurden an den Bergstrecken große Tonnen mit Wasser aufgestellt, da durch die hohen Bremsanforderungen und während sommerlicher Hitze Bremsfunken die hölzernen Bahnschwellen häufig entzünden. Sobald der Streckenwärter eine glimmende Bahnschwelle bemerkt, kann er diese mit dem vorhandenen Wasser löschen. Eine Windsicherung in Form hoher Metallschilde sichert das Mala-Rijeka-Viadukt. Während meteorologischer Situationen, die zu den gefürchteten orkanartigen Bora-Fallwinden der Dinariden führen, könnten sonst Züge die Brücke in der kalten Jahreszeit nicht gefahrlos passieren.
Als Informationssystem gegen Steinschlag wurden mit Stromdrähten verkabelte Zäune gebaut. Wurden die Signalkabel bei einem Steinschlag durchtrennt, erhielten alle umliegenden Stationen eine Warnung. Dieses System ist heute jedoch außer Funktion.

## Unfälle
Das schwerste Eisenbahnunglück in der Geschichte Montenegros, die Entgleisung eines Triebwagenzuges am 23. Januar 2006 bei Bioče nördlich von Podgorica mit 47 Todesopfern, hatte hingegen nichts mit dem Streckenzustand, sondern mit einem Bremsdefekt des Zuges zu tun. Der Zug verlor nach der Station Bratonošiči die Kontrolle über die Bremsen und fuhr mit ständig zunehmender Geschwindigkeit auf der durchschnittlich 24 ‰ abfallenden Strecke. Das Mala-Rijeka-Viadukt passierte er mit 70 km/h, die Haltestelle Bioče mit 100 km/h. Im dritten Tunnel von Bioče fuhr der Unglückszug bereits 140 km/h und lehnte sich an die rechte Tunnelwand. Direkt nach der Tunnelausfahrt entgleiste er danach am Hang zur Morača.
Zwei weitere Lokomotiven und mehrere Wagen entgleisten bis heute in dem gefährlichsten Streckenteil, vier Lokomotivführer wurden dabei getötet. Am 19. Juni 1979 entgleisten die Diesellokomotive 661 229, die elektrische Lokomotive 461 128 und ein Wagen kurz vor dem Bahnhof Lutovo. Die gekuppelten Lokomotiven stürzten nach Bremsversagen der Diesellok und einer Geschwindigkeitszunahme auf bis zu 130 km/h mehrere hundert Meter in die Tiefe. Dabei gab es drei Tote Lokführer.
Der letzte tödliche Unfall ereignete sich am 22. Februar 2005 ebenfalls bei Lutovo, als die Lokomotive eines Güterzuges auf einen Lawinenkegel hinter einem Tunnel auffuhr. Die Lokomotive entgleiste und stürzte den Hang hinab in die Tiefe. Ein größeres Unglück, das durch Auslaufen von 3720 kg Trafoöl aus dem Transformator der Ellok in das Trinkwassereinzugsgebiet Zagorič an der Morača drohte, konnte jedoch verhindert werden. Die Eisenbahnen Montenegros engagierten die Bergrettung, die sich aufgrund des schweren Geländes und der winterlichen Witterung nur mit alpiner Ausrüstung zur verunglückten Lokomotive abseilen konnte. Dadurch konnte das Öl aus der Lokomotive abgesammelt werden.
Nach heftigen Regenfällen brach, nachdem gerade ein internationaler Reisezug passiert war, am 7. August 2016 der 935 m lange Tunnel Petrovac zwischen Prijepolje und Lučice ein. Auch die Fahrleitung innerhalb des Tunnels wurde abgerissen. Die Sanierungs- und Aufräumarbeiten im Tunnel konnten aufgrund ständiger weiterer Felsbewegungen erst vier Tage nach dem Einsturz aufgenommen werden. Der Reiseverkehr wurde durch einen Schienenersatzverkehr zwischen Prijepolje und Priboj aufrechterhalten. Der Güterverkehr wurde dagegen komplett eingestellt. Nachdem Mitte August sieben Güterzüge vor dem eingebrochenen Tunnel festsaßen, galt der Wiedereröffnung im Gütertransport die erste Priorität. Zum 22. August 2016 waren die Sanierungsarbeiten großteils beendet, und der normale Betrieb wurde wieder aufgenommen.

## Unterbrechung bei Valjevo
Infolge der Überschwemmungen durch das Balkantief Yvette im Mai 2014 wurde die Bahnstrecke in der Nähe der serbischen Ortschaft Valjevo unterbrochen. Die hochwasserführende Kolubara hatte zwischen Lazarevac und Lajkovac sowie der rechtsseitige Kolubara-Nebenfluss Gradac in der schwer zugänglichen Schluchtstrecke zwischen Valjevo, Lastre und Samara große Teile der Strecke sowie zahlreiche Brücken völlig zerstört. Die Fernzüge nach Bar mussten von Belgrad über Kragujevac und Kraljevo bis Požega umgeleitet werden. Diese Umleitungsstrecke ist zwischen Lapovo und Kraljevo nicht elektrifiziert, dadurch wurden zwei Lokwechsel erforderlich. Kurz nach dem Bahnhof von Požega gelangten die Züge wieder auf die ursprüngliche Strecke. Außerdem wurden alle Tagverbindungen aufgegeben, und auf der Gesamtstrecke verkehrte nur ein Nachtzugpaar.
Der auf 1,5 km unterbrochene Abschnitt Lazarevac–Lajkovac wurde bis zum 15. September 2014 wiederhergestellt, der Betrieb der Beovoz-Züge bis Valjevo konnte wieder aufgenommen werden. Nach Angaben des Ministeriums für Infrastruktur sollten die verbliebenen, durch Murgang und Schlammlawinen entstandenen schwereren Schäden zwischen Valjevo und Gradac bis zum Serbischen Neujahrsfest am 13. Januar 2015 behoben werden.
Wegen der Umleitung verlängerte sich der Laufweg um 110 km sowie die Fahrzeit zwischen Belgrad und Bar auf 17 Stunden. Trotz dieses großen Nachteils gegenüber anderen Verkehrsträgern blieben die Züge auch in der Saison 2014 überfüllt, Buchungen mussten so mindestens zehn Tage im Voraus erfolgen, um eine Reservierung während der Saisonspitzen im Juli und August zu erhalten.

## In der Populärkultur

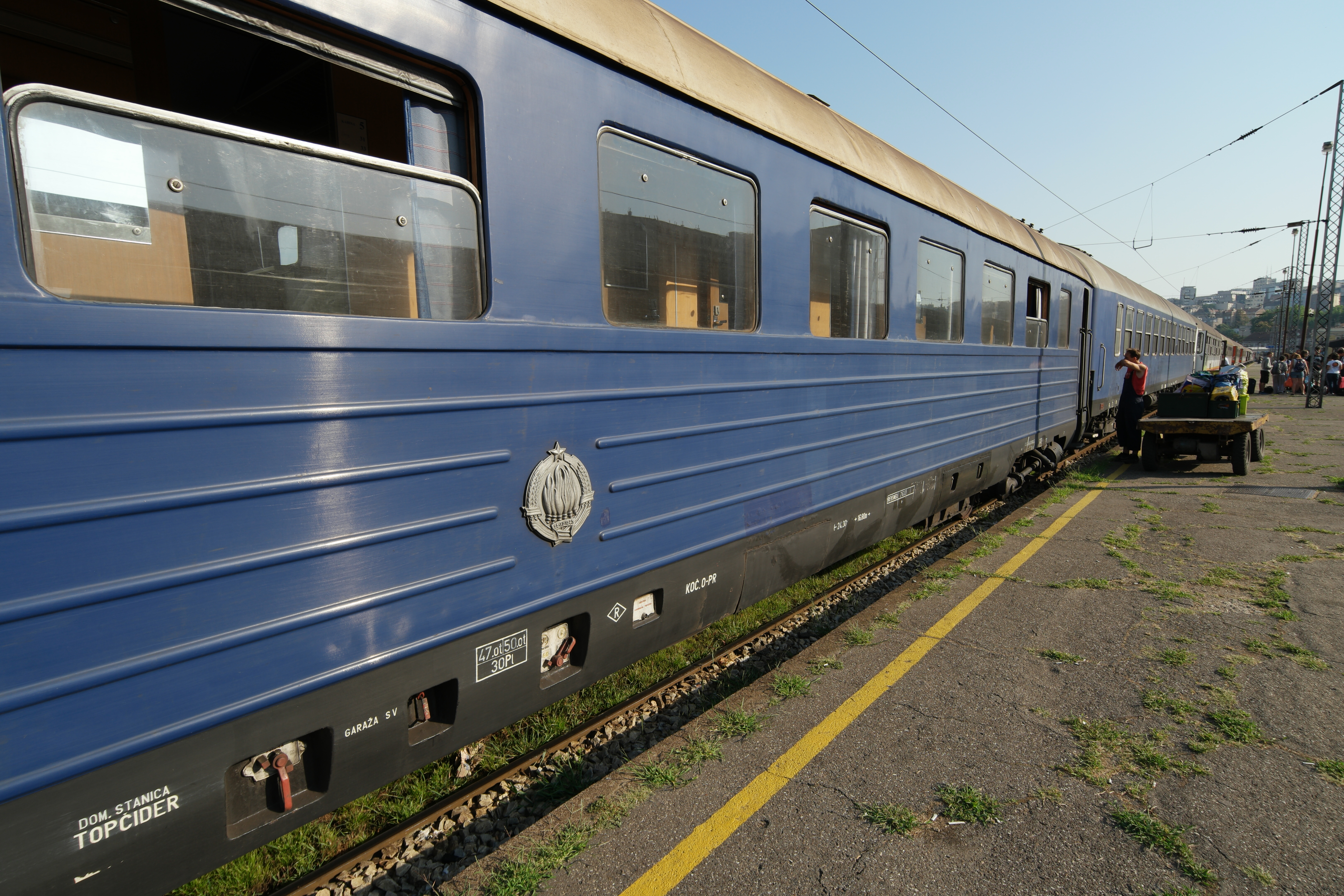
An die große Zeit erinnern heute die Wagen von Titos ehemaligem Staatszug Plavi voz, die im Nachtzug Lovćen verkehren

Die Bahnstrecke und deren Bau waren insbesondere in den 1960er und 1970er Jahren in Jugoslawien Thema von Interpretationen aus dem Genre der Volksmusik wie beispielsweise bei Lepa Lukić (Brzi voz Beograd Bar sowie Beograde, Bar te zove), oder den Braća Bajići (Sitan kamen do kamena). Im letztgenannten Lied stehen Metren der Starogradska Muzika und des Kolos mit Klängen der Gusle für die symbolische Verbindung der Republiken. Dasselbe galt für die Platte von Dragan Antić Pruga Beograd–Bar, auf der von den vier Liedern die Nummer Jadran Ekspres mit dem Solo-Gesang eines Guslaren begann. Antićs Album war, wie das namensgleiche Album Lepa Lukićs, beim jugoslawischen Major-Label RTB (Radio Televizija Beograd – dem heutigen RTS) erschienen. Diese Alben wurden von der Jugoslovenska Investiciona Banka finanziert und zeigten auf den identischen Covern die Bahntrasse, einmal in Blau und einmal in Rot.
Radio Televizija Beograd schrieb zur Unterstützung der Fertigstellung der Bahnstrecke 1971 einen musikalischen Wettbewerb aus, einmal für das beste Stück im Genre des Volks- und einmal im Genre der Unterhaltungsmusik. Ersteren gewann der Musikproduzent, Komponist und Arrangeur Aleksandar Aca Stepić, während Lepa Lukić mit Beograde, Bar te zove (Text B. Timotijević) in Form eines Publikumspreises gewann. Sowohl Stepić als auch Lukić stifteten ihr Honorar für den Streckenbau.
Bau und Eröffnung der Strecke waren Thema zahlreicher Dokumentarfilme, die jugoslawische Wochenschau Filmske Novosti hatte mehrere Sendung dem Thema gewidmet: Tito prvi putnik (21. Juli 1976), Prugom Beograd Bar (25. November 1980), die Bauarbeiten auf der Teilrelation Bar–Titograd im Sozina-Tunnel hatte Lovćen Film 1957 in der Reportage Između dva grada begleitet. Die Erinnerung an Bau und Eröffnung ist aber auch Jahrzehnte nach der ersten Fahrt aktuell geblieben. So erinnerte beispielsweise das serbische Staatsfernsehen 2012 an den ersten Lokführer, der die Strecke befuhr, Slavoljub Potić, oder sendete eine Reisereportage, warum die Strecke trotz der 2014 fast 17 Stunden dauernden Fahrt zwischen den Endhaltepunkten bei Touristen immer noch populär geblieben ist.
Der letzte Zug ab Beograd-Glavna am 15. Juni 2018 wurde durch Abspielen des Kult-Schlagers A sad adio am Bahnhof verabschiedet. Die serbischen Medien sprachen vom Ende einer Ära, der Lokomotivführer der letzten Fahrt verabschiedete sich mit einer Sirene von Bahnhof und Wartenden.

### Monographien
- Keith Chester: The Railways of Montenegro - the Quest for a Trans-Balkan Railway. Frank Stenvalls Förlag, Malmö 2016, ISBN 978-91-7266-194-3.
- Dragoljub Golubović (Hrsg.): Beograd-Bar. Novinsko- izdavčko preduzeće „Duga“, Belgrad 1972, S. 615.
- Ascanio Schneider: Gebirgsbahnen Europas: Mitteleuropa, Iberische Halbinsel, Großbritannien, Skandinavien, Italien, Jugoslawien, Griechenland. 3. Auflage. Orell Füssli, Zürich 1982, S. 329 1982.

### Aufsätze
- Anonymus: La première décennie de la ligne Belgrade-Bar. In: Revue génerale des chemins de fer. Juni 1986.
- Herbert Büschenfeld: Fallstudie: Belgrad-Bar-Eisenbahnlinie über das Dinarische Gebirge. In: Herbert Büschenfeld: Jugoslawien. Klett, Stuttgart 1981, S. 224–226.
- Jovan Cvijić: Der Zugang Serbiens zur Adria. In: Petermann’s Mitteilungen aus Justus Perthes’ Geographischer Anstalt. Nr. 58/2, Dezember 1912.
- Paul Delacroix: Le Défi de Belgrade-Bar. In: La vie du rail. Nr. 1554, Editions N. M., Paris 1er Aout 1976, S. 8–14.
- Dimitrije Đorđević: Serbia and the Adriatic sea – One aspect of the Yugoslav question in the 19th century. In: Serbian Studies. North American Society for Serbian Studies, Nr. 1/1, 1980, S. 5–16.
- Arthur J. May: Trans-Balkan Railway Schemes. In: The Journal of Modern History. Nr. 24/4, Dez. 1952, S. 352–367.
- Reimar Holzinger: Die Eisenbahn Beograd-Bar - Europas bedeutendster Eisenbahnbau nach 1945. In: Eisenbahntechnik. (I) 59–61, (II) S. 97–101, Wien 1972, ISSN 0013-2829.
- Irmela Schnegge: Von Belgrad bis Bar – Eine neue Bahnlinie verbindet Serbien mit der Adria. In: Montenegro. = Merian. Jg. 30, 6, Hoffmann & Campe, Hamburg 1977, S. 128–129.
- F. B. Singleton, J. Wilson: The Belgrade-Bar railway. In: Geography. Nr. 62/2, April 1977, S. 121–125.
- Momir Samardžić: Trans-Balkan railway schemes and Italy (late 19th – early 20th century). In: Etudes balkaniques. Nr. 2–3, 2012, S. 120–129.
- Branislav Šuica: Beograd-Bar, eine neue Strecke der Jugoslawischen Eisenbahnen. In: Eisenbahn-Jahrbuch. Transpress VEB-Verlag für Verkehrswesen, Berlin 1976, S. 58–70.
- Orme Wilson Jr., Guido G. Weigend: The Belgrade-Bar railroad: an essay in economic and political geography. In: G. W. Hofmann (Hrsg.): Eastern Europe. Essays in Geographical problems. Methuen, London 1971, ISBN 0-416-15990-7, S. 365–393.
- Kurt Zimmermann: Die jugoslawische Gebirgsbahn Belgrad-Bar. In: Eisenbahn Amateur. Zeitschrift des Schweizerischen Verbandes Eisenbahn-Amateur. Zürich 2/92, 1992, S. 97–99.